# Boeing B-52 Stratofortress
Il B-52 Stratofortress  è un bombardiere strategico a lungo raggio prodotto dall'azienda statunitense Boeing a partire dal 1955. Le origini di questo velivolo risalgono alla fine degli anni quaranta, quando la Boeing cercò di sviluppare un sostituto per gli ormai tecnologicamente superati B-29 Superfortress e Convair B-36.
Primo grande bombardiere dotato di motori turbogetto, costruito in 744 esemplari, fu per tutto il periodo della guerra fredda il bombardiere più importante della USAF. A tutt'oggi è privo di un successore divenendo così, di fatto, il velivolo più anziano al mondo ancora operativo. A causa della sua linea, il B-52 viene anche soprannominato dai suoi equipaggi BUFF, acronimo di Big Ugly Fat Fellow (tipo grosso, brutto e grasso), oppure Cadillac.

## Storia

### Gli inizi
Lo sviluppo del B-52 è il risultato di una serie di eventi che risalgono fino ai primi anni della seconda guerra mondiale, quando la Germania minacciava di occupare anche il Regno Unito, ultima roccaforte degli alleati in Europa. La perdita del Regno Unito avrebbe infatti comportato la perdita di tutte le basi aeree dalle quali i bombardieri statunitensi di stanza in Europa avrebbero potuto attaccare la Germania. Si avvertì quindi l'esigenza di poter disporre di velivoli con raggio di azione tale da potere operare da avamposti situati a migliaia di chilometri di distanza dal proprio obiettivo.
In seguito a tale richiesta avanzata dall'USAAF, la ditta Convair iniziò la progettazione di un velivolo che riuscisse a soddisfare tali esigenze, il Convair B-36 Peacemaker. Il decorso del conflitto e lo sbarco in Normandia resero però meno stringente la necessità di velivoli con ampio raggio d'azione, con l'effetto di rallentarne lo sviluppo. Ciò nonostante, lo sviluppo del B-36 fu portato a termine e la produzione di una quota di velivoli destinata ad equipaggiare i reparti dell'USAAF fu comunque avviata.
Il B-36 tuttavia non disponeva originariamente di motori a propulsione turbogetto, ma era dotato di sei motori a pistoni che alimentavano altrettante eliche. Ciò faceva sì che la sua velocità di crociera non fosse molto elevata, il che lo rendeva relativamente vulnerabile. Sempre su sollecitazione dell'USAAF, il 23 novembre 1945 venne emessa una nuova specifica per la valutazione di un nuovo progetto in grado di sostituire il B-36.

### Primi progetti

Evoluzione del B-52

Secondo le specifiche del bando pubblicato dall'USAAF, il nuovo bombardiere avrebbe dovuto raggiungere una velocità continuativa di crociera di almeno 480 km/h ad una quota di 10 500 metri con un carico di 4 500 chilogrammi e con un equipaggio composto da 5 persone. Il raggio d'azione si sarebbe inoltre dovuto avvicinare agli 8 000 chilometri.
Il 13 febbraio 1946, a fronte di tali specifiche, la Boeing presentò il proprio progetto e su successiva richiesta del Dipartimento della Difesa (DoD) furono quindi avviati i primi studi di realizzazione del velivolo. Il 5 giugno 1946 il progetto presentato dalla Boeing fu proclamato vincitore del bando e si procedette quindi ai primi test statici di parti della fusoliera e dell'armamento. In seguito il progetto fu ufficialmente nominato XB-52 e sempre su richiesta del dipartimento alla difesa fu quindi ordinata la costruzione del primo prototipo in scala 1:1.

### Nuove richieste

Evoluzione del B-52

In seguito al rapido progresso tecnologico dell'epoca e al continuo miglioramento delle prestazioni dei motori a reazione di quel periodo, anche le specifiche di questo nuovo velivolo furono continuamente aggiornate: così, il raggio d'azione minimo richiesto dal Dipartimento della Difesa si allungò dagli 8 000 iniziali a 19 000 km e la velocità di crociera minima non doveva essere inferiore ai 640 km/h. Ciò comportò un notevole aumento della massa del velivolo, il cui peso a pieno carico dovette essere aumentato dalle originarie 104 a circa 220 tonnellate, per permettere all'aereo di imbarcare, oltre alle armi, anche una quantità sufficiente di carburante.
L'aumento di peso comportò una serie di problemi tecnici, che all'epoca non sembrava possibile risolvere in tempo utile. Tali difficoltà spinsero la Boeing a considerare la possibilità di presentare il progetto del B-52 in due versioni, una con un carico ridotto ma con un raggio d'azione maggiore ed una con un carico utile maggiore ed un raggio d'azione minore. L'ipotesi mise però a repentaglio il progetto: l'insoddisfazione del Dipartimento della Difesa fu tale che si valutò seriamente se cancellare lo sviluppo di tale velivolo: fu solo grazie alle pressioni esercitate dal generale Curtis LeMay che il progetto non venne sospeso. La progettazione andò avanti sotto la supervisione della neo-fondata USAF, che necessitava urgentemente di velivoli in grado di effettuare attacchi nucleari a lungo raggio.
Nel frattempo il Dipartimento della Difesa aveva nuovamente modificato le proprie specifiche, richiedendo che il velivolo fosse in grado di raggiungere una velocità di crociera di 885 chilometri orari ed un raggio d'azione di 13 000 chilometri. Tali richieste non poterono essere completamente soddisfatte, ma le modifiche apportate nel frattempo fecero sì che il modello 464-29 potesse raggiungere una velocità continuativa di ben 805 chilometri orari con un raggio d'azione di 8.000 chilometri, di poco inferiore alle aspettative dell'USAF e comunque accettabili, dal momento che la velocità di crociera era quasi la stessa mentre il raggio d'azione si sarebbe potuto allungare grazie all'utilizzo del rifornimento in volo.

### Nuovi concorrenti
Viste le continue richieste di modifica da parte della Difesa e le iniziali difficoltà della Boeing a soddisfarle, l'USAF rivalutò il contratto di sviluppo con la Boeing e riaprì nuovamente il bando, facendo partecipare questa volta anche progetti presentati da parte della Northrop e della stessa Convair, che proponeva una versione migliorata del B-36 denominata Convair YB-60. Ciononostante, i progetti presentati da queste imprese non soddisfecero completamente le aspettative dell'USAF.
L'YB-60, infatti, sebbene fosse stato dotato degli stessi propulsori a getto del B-52, rivelò una motorizzazione nettamente sottopotenziata; inoltre le dimensioni eccessive lo rendevano ingombrante e non abbastanza agile.
Ancor meno fortunato fu il progetto Northrop. Il Northrop YB-35 era un velivolo dalla linea futuristica, che si basava sull'utilizzo dell'intera superficie a disposizione come superficie alare. La sua forma, per l'epoca stravagante (motivo per il quale il Northrop YB-35 ricevette il soprannome di flying wing, ala volante), fu la causa principale del suo insuccesso. A nulla infatti valsero gli sforzi della Northrop di adattare questo progetto alle necessità dell'USAF. All'epoca si riteneva che la forma di questo aereo avrebbe dato eccessivi problemi di manutenzione e che le possibilità di sviluppare un velivolo dalla forma così esotica fossero pressoché nulle. Anche il suo successore, l'YB-49, di fatto un YB-35 con motori a getto, non convinse l'USAF, e il progetto fu accantonato.
Si decise quindi di portare nuovamente avanti il progetto della Boeing, che nel frattempo aveva presentato un nuovo modello del B-52 denominato 464-35, dal peso a pieno carico di 127 tonnellate e che sembrava promettente.

## Caratteristiche

### Struttura
Il disegno definitivo del B-52 ha portato alla realizzazione di un aereo con ala alta a freccia stretta, con un angolo di soli 35°. L'apertura alare (56,4 metri) risultava maggiore della lunghezza del velivolo (48,5 metri). Le ali, progettate secondo criteri e profili molto avanzati per l'epoca e con una particolare attenzione per il contenimento al massimo dei pesi, contengono al loro interno la grande maggioranza del carico di combustibile dell'aereo.

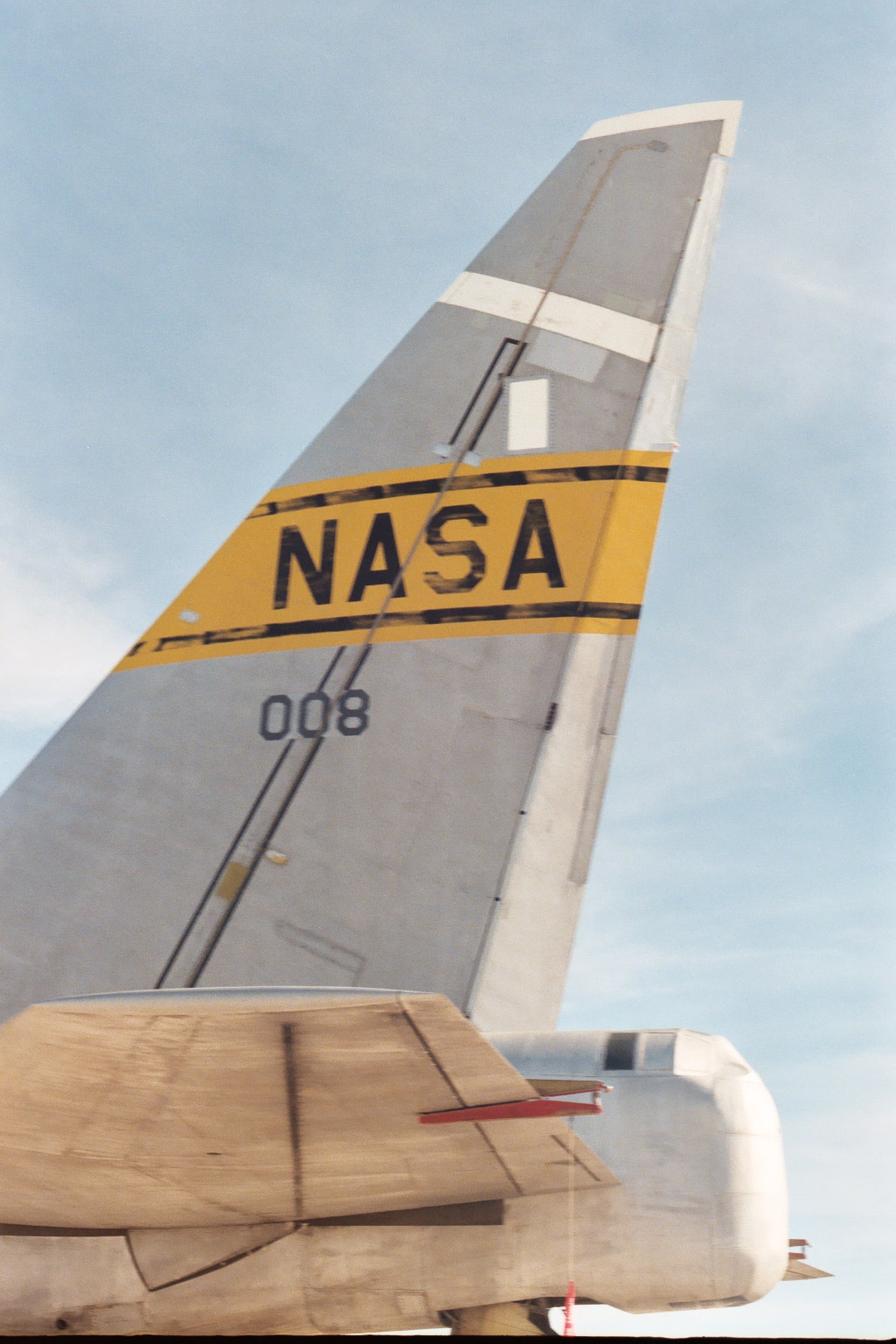
Impennaggio verticale di un B-52 della NASA. Il timone, la componente mobile utilizzata per governare il velivolo, è la parte incernierata bianca ed ha una corda che è appena il 10% della lunghezza complessiva dell'impennaggio, rispetto al 25% di altri aerei. Al contrario, il piano orizzontale visibile in basso, è completamente mobile.

L'allungamento alare in sede di progetto è 8,56, un valore simile a quello degli aerei da trasporto. Le ali sono ricoperte da pannelli in lega di alluminio su entrambi i lati, molto flessibili a causa del ridotto spessore per esigenze di peso, oltre che per la loro lunghezza (21 metri circa). Come conseguenza il velivolo a terra, specialmente quando a pieno carico di combustibile, ha un marcato diedro alare negativo, tanto da costringere a prevedere dei carrelli supplementari all'estremità delle ali. Queste ultime, come verificato durante le prove statiche, possono compiere escursioni fino a 10 metri e durante il volo assumono un marcato diedro positivo. Al decollo l'aereo emette suoni sordi a causa dell'assestamento delle strutture e del "decollo" delle ali, sollevate dai flap prima che il resto dell'aereo si alzi dal suolo.
Un'altra soluzione originale riguarda gli impennaggi di coda. La Boeing pensò inizialmente a un impennaggio verticale completamente mobile, ma la scarsa affidabilità degli attuatori idraulici dell'epoca sconsigliarono questa architettura; inoltre, non erano richieste particolari doti di manovrabilità o di recupero dalla vite. I calcoli portarono ad un impennaggio verticale di 15 metri, il che rese necessaria una cerniera in grado di ripiegarlo prima di entrare nell'hangar. Per evitare di ricorrere a servocomandi idraulici o elettrici, ritenuti inaffidabili, all'epoca si ricorse ai più consolidati "comandi secondari" (servoalette) e il timone di coda fu realizzato con una corda alare che è solo il 10% dell'impennaggio contro il 25% solitamente usato. Questa scelta semplificò notevolmente il sistema dei comandi di volo, ma implicò una ridotta capacità di governo sul piano orizzontale, il che rende complesso il pilotaggio in condizione di avaria dei motori e negli atterraggi con vento trasversale. Un B-52 rientrò alla base dopo aver perso l'impennaggio verticale durante prove in condizioni di turbolenza.
Questi problemi influirono sulla progettazione dei carrelli d'atterraggio. Le ali non erano sufficientemente robuste per ospitare i carrelli principali, che dovettero essere alloggiati all'interno della fusoliera. Per ovviare al problema si ricorse alla configurazione tandem, già utilizzata su altri aerei militari come il Lockheed U-2 o il Boeing B-47 Stratojet.
Questa configurazione lascia sufficiente spazio per un grande vano di carico da ricavare tra i carrelli principali. Il B-52 fu dotato di un'originale variazione di questa configurazione, poiché fu dotato di un carrello multi tandem con due carrelli anteriori e due carrelli posteriori. Il carrello del B-52 è anche l'unico al mondo ad avere le quattro gambe del carrello sterzanti. La scelta fu obbligata a causa dello scarso potere di governo del timone e consente atterraggi anche con forte vento laterale utilizzando una tecnica nota come tecnica "del granchio" (crab landing). Tuttavia, a causa di questa particolare configurazione dei carrelli, anche gli atterraggi ordinari risultano più impegnativi: con il carrello a doppio tandem le ruote anteriori e quelle di posteriori devono effettuare il contatto con il suolo contemporaneamente, altrimenti si verifica un forte urto con la conseguente sollecitazione delle strutture quando il carrello più in alto rispetto agli altri urta il suolo. Di conseguenza in fase di decollo e di atterraggio l'aereo non può effettuare manovre di beccheggio né può impennare, specie nelle fasi di decollo quando l'aereo procede a velocità ridotte. Non potendo impennare, in fase di decollo le ali del B-52 hanno un angolo d'attacco modesto e di conseguenza una portanza molto limitata, il che rese necessario dotare le ali del B-52 di un angolo di calettamento maggiore rispetto a quello di molti altri aerei: le ali dei B-52 sono alettate sulla fusoliera in modo da fornire, quando l'aereo ha tutte le ruote a terra, un angolo d'attacco di circa sei gradi.
Il B-52 nelle sue versioni di produzione ha 7 diruttori per ogni ala, impiegati con movimento asimmetrico per comandare il rollio durante il volo. Nelle versioni fino alla "F" erano affiancati da alettoni convenzionali di 10 metri quadrati circa, ma dalla versione "G" gli alettoni furono aboliti per risparmiare peso, lasciando i diruttori di 14 metri quadrati come uniche superfici di controllo laterale, perdendo in manovrabilità. I diruttori assolvono anche a un'importante funzione in atterraggio: sono alzati tutti contemporaneamente per fungere da aerofreni e ridurre la corsa. Grazie a questo accorgimento il B-52, sprovvisto di inversori di spinta, non necessita di un doppio parafreno di decelerazione come il B-47, ma ne adotta solo uno di 13,4 metri di diametro, ripiegato durante il volo sotto la coda.

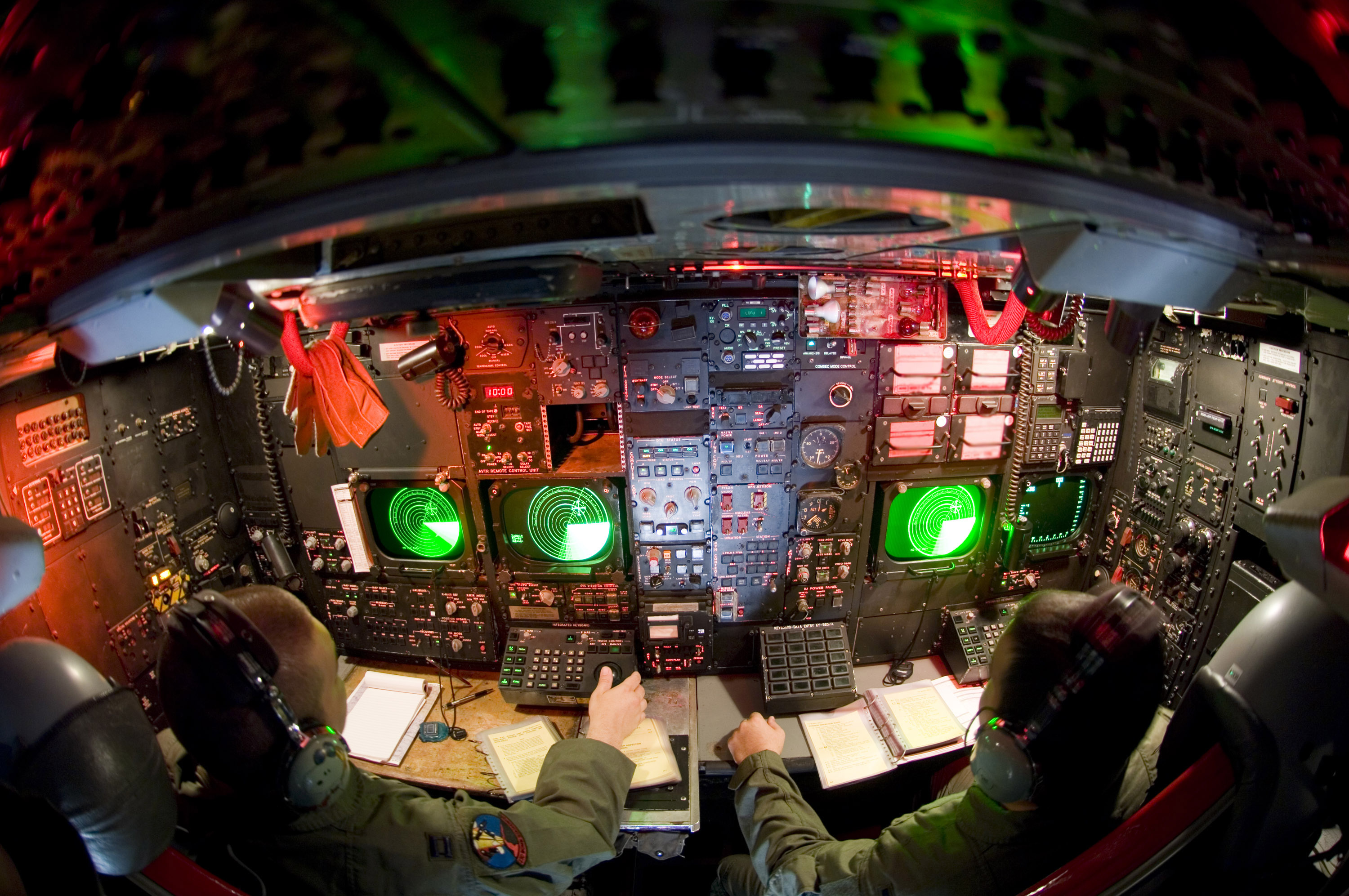
Postazioni del ponte inferiore di un B-52. Gli occupanti sono il navigatore e il radar navigatore

La configurazione dei posti dell'equipaggio è cambiata più volte nel tempo. Inizialmente, si pensò a una configurazione con pilota e copilota in tandem, ma questa soluzione rimase relegata ai soli prototipi XB-52 e YB-52. Con l'avvio della produzione di serie, s'impose una configurazione più convenzionale per un bombardiere pesante. L'equipaggio, che consiste normalmente in sei persone, ha i due piloti seduti fianco a fianco in un modo simile agli aerei di linea. Su un ponte inferiore, raggiungibile con una scaletta, sono seduti il navigatore e radar navigatore, mentre dietro ai piloti al piano superiore sono seduti, rivolgendo le spalle ai piloti, l'ufficiale addetto alla guerra elettronica (EWO - Electronic Warfare Officer) e, nei modelli G e H, il cannoniere che controlla in remoto le armi installate nella coda aiutandosi con un radar in grado di esplorare tutto lo spazio nelle vicinanze dell'aereo. Nelle versioni precedenti alla "G" del B-52, il cannoniere occupava un compartimento situato in coda all'estremità della fusoliera e in condizioni di turbolenza veniva sottoposto a grosse sollecitazioni. In caso di abbandono di emergenza del velivolo, l'intera torretta di coda si separava dall'aereo con bulloni esplosivi e il cannoniere doveva lanciarsi nel vuoto per poi utilizzare un paracadute a mano, mentre in caso di abbandono rapido dell'aereo fermo a terra, doveva scendere utilizzando una corda.

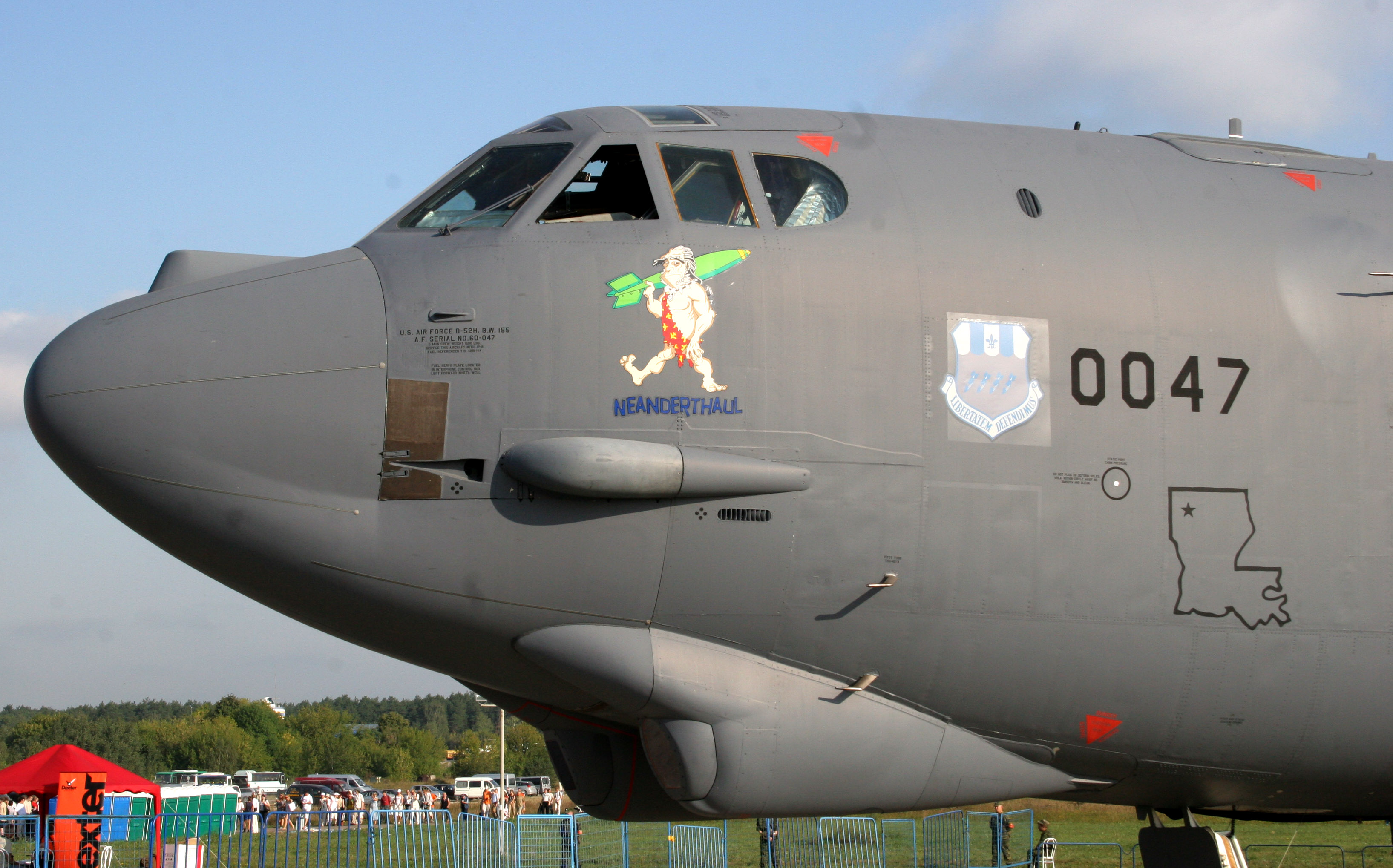
In questa inquadratura ravvicinata del muso di un B-52H si notano i punti di eiezione della cabina superiore ed inferiore, evidenziati da triangoli rossi posti in prossimità dei portelli di uscita

Tutti i membri dell'equipaggio attualmente operano in ambiente pressurizzato, riscaldato e dotato di aria condizionata. In caso di emergenza, i seggiolini sono del tipo eiettabile e operano proiettando verso l'alto gli occupanti dei posti al piano superiore e verso il basso per i membri di equipaggio che occupano il ponte inferiore. Questo tipo di configurazione rende problematica la sopravvivenza in caso di abbandono dell'aereo a bassa velocità o quota. I seggiolini non sono del tipo 0-0, cioè "quota 0, velocità 0", ad indicare che l'espulsione può avvenire anche a terra e da fermi, come nella maggior parte dei caccia. A differenza dei caccia, inoltre, sul B-52 tutti i sedili sono autonomi e possono essere eiettati singolarmente. La sequenza di eiezione avviene in due fasi: nella prima viene avviata la procedura di abbandono, ruotando una delle due leve di armamento disponibili. Il portello viene espulso da una carica esplosiva, alcuni componenti delle postazioni si ritraggono e il seggiolino viene predisposto al lancio. Solo dopo un ulteriore pressione su un grilletto, il sedile viene espulso. Dopo un breve tragitto, il sedile si separa automaticamente dall'occupante che scende frenato da un paracadute ad apertura anch'essa automatica.

### Impianto motori

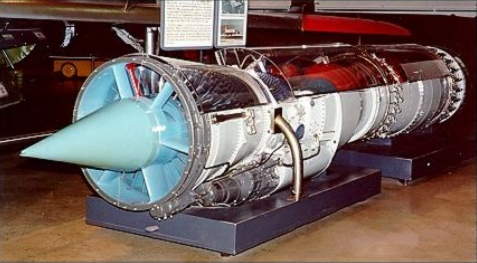
Pratt & Whitney J57 in esposizione

Contrariamente a quanto si potrebbe pensare sia la Boeing che l'USAF valutarono a lungo se fosse il caso di dotare il B-52 di motori a getto o se fosse preferibile utilizzare, come nel B-36, una propulsione ad elica con dei motori a pistoni di grandi dimensioni. Infatti i primi motori a getto risultavano poco potenti, con spinte modeste e con un consumo di carburante elevato, fatto che avrebbe ridotto notevolmente l'autonomia del velivolo. D'altro canto però anche i motori a pistoni presentavano alcuni aspetti sfavorevoli. Il B-36, dotato di sei motori a pistoni, aveva mostrato che questi andavano incontro ad affaticamento molto più rapidamente di quanto ci si aspettasse. Inoltre i carburatori, che nel caso del B-36 erano situati davanti al motore, non beneficiavano del calore emesso dal propulsore e tendevano ad ostruirsi con il freddo d'alta quota, con conseguente accumulo di carburante nei carburatori, il che peggiorava la miscelazione del carburante rischiando di innescare un incendio.

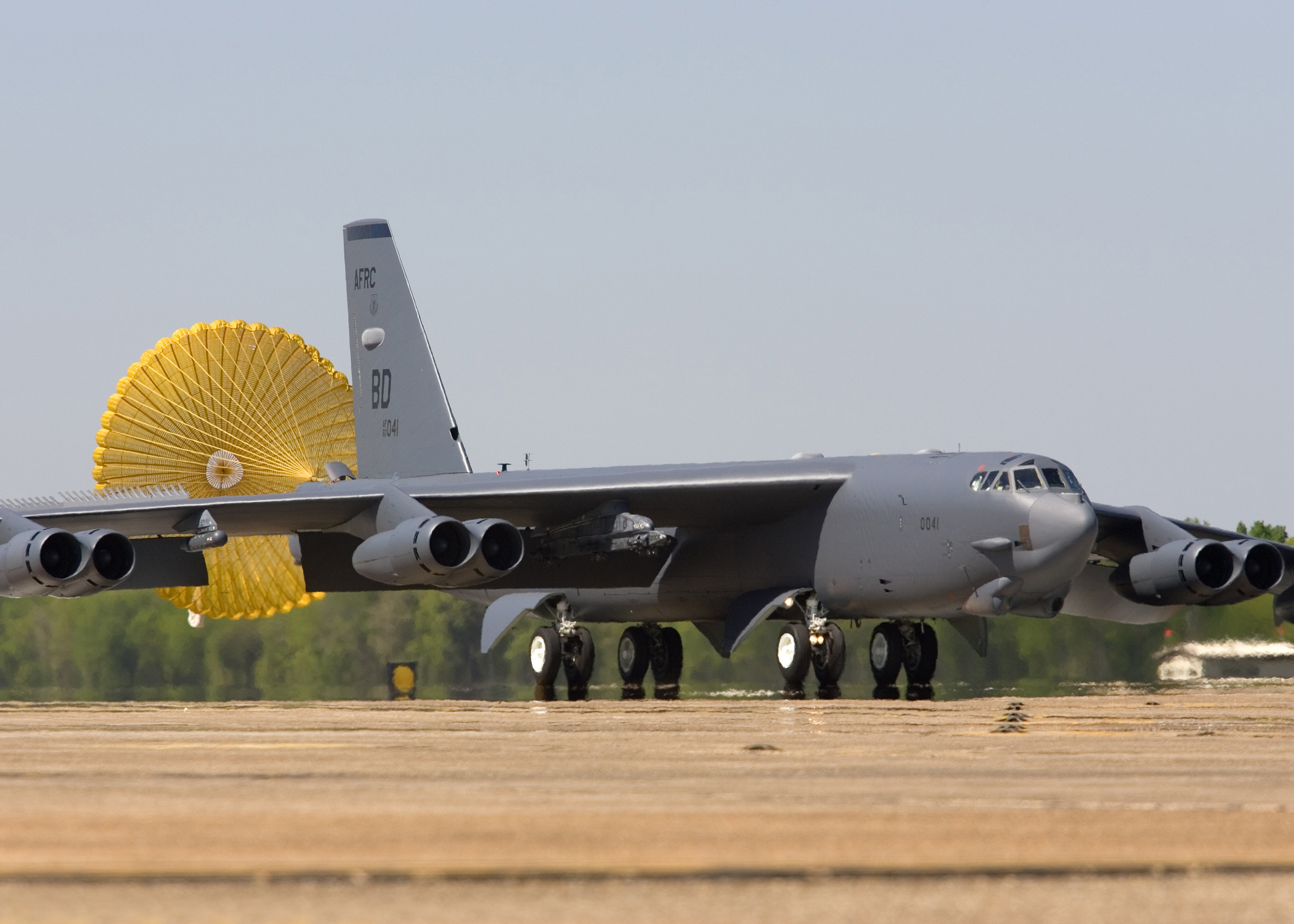
B-52H in fase di atterraggio con l'ausilio di un parafreno. In evidenza il carrello d'atterraggio multi tandem e l'angolo diedro negativo delle ali.

Solo nel maggio del 1948, dopo una serie di attenti studi e valutazioni, la Boeing decise di concentrare tutte le proprie risorse nello sviluppo di un B-52 dotato di motori a getto, scartando quindi definitivamente l'ipotesi di dotare il velivolo di motori a pistoni. Fu quindi presentato il modello 464-40, che venne proposto con 8 propulsori J40 della Westinghouse. Tuttavia questi motori non parvero idonei all'USAF per un progetto così ambizioso ed il Dipartimento alla Difesa insistette affinché il progetto del B-52 venisse modificato in modo da potere dotare l'aereo di 8 motori turbogetto Pratt & Whitney J57, sviluppati dalla stessa Pratt & Whitney sempre su richiesta dell'USAF.
Le modifiche richieste dall'USAF si rivelarono però problematiche e comportarono una serie di problemi di natura tecnica non trascurabili. In particolare, l'applicazione dei motori turbogetto Pratt & Whitney al modello 464-40 del B-52 richiese la modifica dell'intera struttura alare. Si decise quindi di ricorrere all'esperienza accumulata con il B-47 Stratojet, montando i motori a reazione in coppia all'interno di un'apposita fusoliera capace di migliorare l'efficienza aerodinamica del velivolo.

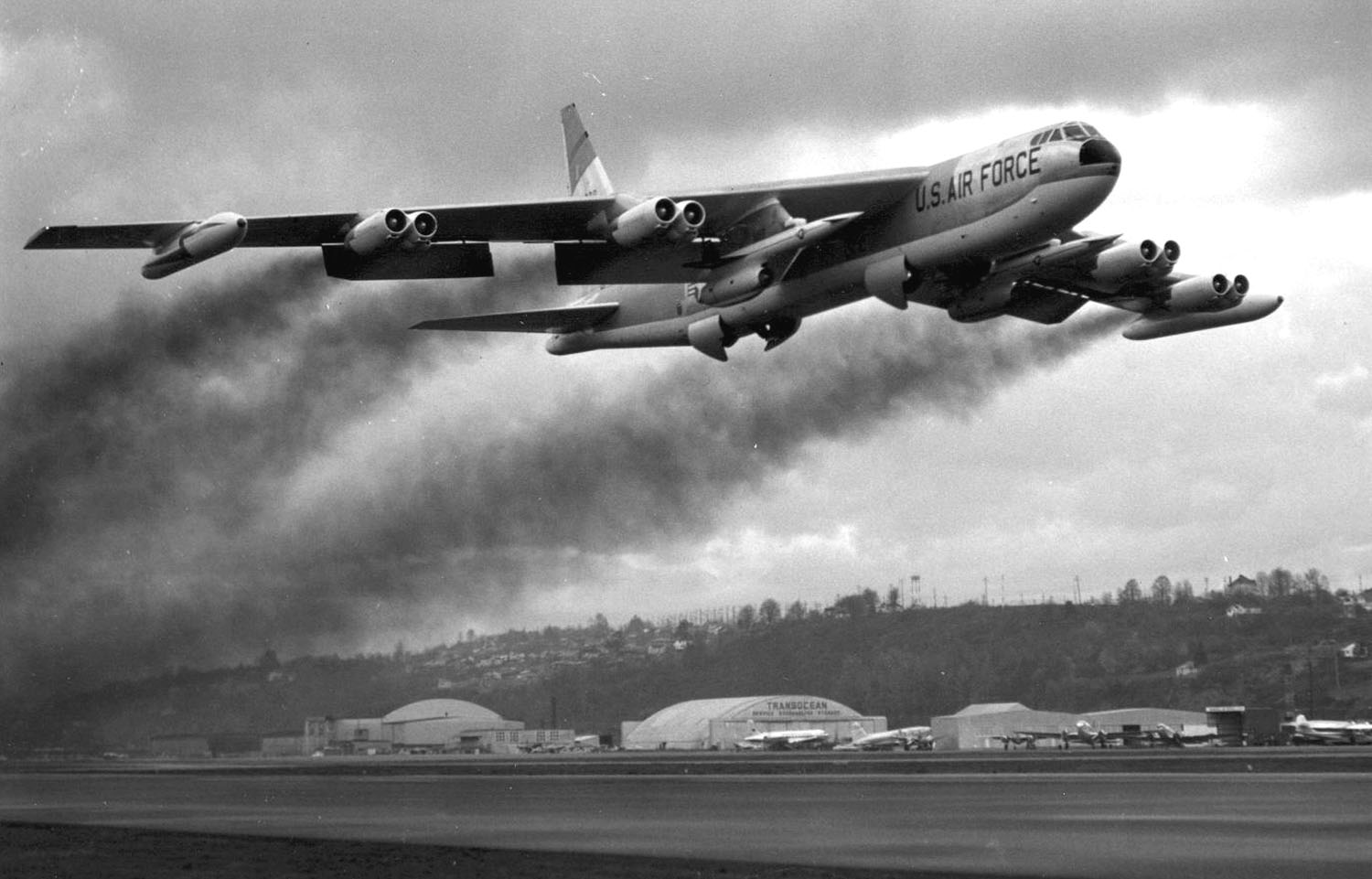
B-52F armato con due missili AGM-28 Hound Dog in fase di decollo. Si noti la caratteristica scia di fumo emessa dai modelli dotati dei motori JT3C

Il 25 ottobre 1948 fu quindi proposto il modello 464-49 che, almeno sulla carta, poteva vantare una velocità di punta di ben 920 km/h ed un raggio d'azione di ben 12 800 chilometri ad una velocità continuativa di 835 km/h con un peso massimo al decollo di 150 tonnellate. Molte erano le similitudini di questo modello con il B-47 Stratojet, del quale venne ricalcata grosso modo la sagoma, ma in particolare la struttura delle ali. Dopo alcune ulteriori modifiche l'USAF decise di approvare definitivamente il progetto ed il 26 gennaio 1949 venne avviata la costruzione del primo modello in scala 1:1 e di un primo prototipo denominato XB-52. Nel corso dello stesso anno fu poi decisa la costruzione di un secondo prototipo il YB-52, che si sarebbe aggiunto al primo per completare la sperimentazione in volo. Nel frattempo il peso a pieno carico del velivolo era lievitato dalle 127 tonnellate del modello 446-35 alle 177 tonnellate del XB-52, rendendo di fatto il B-52 l'aereo più pesante nell'intero arsenale dell'USAF.

### Sistemi
I B-52 nelle varie versioni hanno sempre avuto in dotazione complessi e sistemi segreti. L'alimentazione elettrica fino alla variante "E" derivava da gruppi turbina-alternatori posizionati nella fusoliera e funzionanti con aria in pressione spillata dai motori e convogliata in tubi di acciaio inossidabile. Solo dalla versione "F", i B-52 sono passati a una configurazione dell'impianto elettrico più convenzionale con alternatori montati sui motori di sinistra di ogni coppia, messi in rotazione da giunti Sandstrand a giri costanti.
I sistemi elettronici di bordo della versione H sono basati su due tipi di bus diversi, un BUS 1760 che controlla le armi e due 1553 che controllano in modo indipendente avionica offensiva e difensiva. Il membro dell'equipaggio chiamato "navigatore radar" è essenzialmente un "bombardiere" e dispone di una vasta gamma di sensori.

#### Sensori
Tra i sensori in dotazione al modello H per il "navigatore radar" troviamo un radar APQ-156, un display AYK-17, un display ASQ-175 ed un computer AYQ-10 per la parte offensiva, mentre un rilevatore di minacce radar ALR-146, delle contromisure ALQ-117 e ALR-20 e un generatore di bersagli ALQ-122 completano la parte difensiva.
Il sistema AN/ASG-15 di direzione del tiro delle mitragliere di coda sulle versioni antecedenti alla H è stato sostituito dal AN/ASG-21 in quest'ultima versione; le differenze sostanziali tra i due sistemi consiste nel fatto che, mentre il primo aveva 20 differenti modalità di gestione del tiro ma un frequente tasso di inceppamento, il secondo ne ha solo 4 ma gestisce il cannone GE M61A1 Vulcan da 20 mm in modo molto affidabile; infine l'AN/ASG-21 ha due radar di controllo del tiro come sul precedente B-58 Hustler, ed è stato aggiornato negli anni ottanta dalla Emerson con un sistema di controllo totalmente digitale.

#### Contromisure
Lo Stratofortress è equipaggiato con un complesso e costoso sistema di guerra elettronica. Da uno studio del 1996, la suite avionica di contromisure è risultata essere l'impianto con il più alto costo per ore di volo ed è costituita a partire dalla versione "G" da:
- 1 ricevitore per contromisure elettroniche AN/ALR-20A;
- 1 sistema di contromisure attive AN/ALQ-117, poi sostituito sulla versione "H" dall'AN/ALQ-172(V) 1;
- 1 radar warning receiver AN/ALR-46(V) digitale;
- 1 generatore di falsi bersagli AN/ALQ-122, anche noto come Smart Noise Operation Equipment;
- 1 disturbatore AN/ALT-28;
- 1 radar warning AN/ALQ-153 in coda
- 2 disturbatori AN/ALT-32H e AN/ALT-32L rispettivamente per le bande alte di frequenza e per le basse;
- 1 sistema di barrage jamming AN/ALT-16A;
- 12 lanciatori di flare AN/ALE-20, con 192 flare disponibili
- 8 lanciatori di chaff AN/ALE-24, con 1125 cartucce a disposizione

L'apparato di base a disposizione dell'operatore di guerra elettronica per l'autodifesa dalla minaccia dei missili antiaerei era sul B-52 "G" l'AN/ALQ-117 PAVE MINT, costruito negli anni settanta espressamente per lo Stratofortress. I test sulle antenne vennero condotti su un B-52 non in servizio operativo, risparmiando tempo rispetto ad un analogo sviluppo condotto ricorrendo a campagne di prove in volo.. Con il passaggio alla versione B-52 "H", l'ALQ-117 Pave Mint venne sostituito dall'AN/ALQ-172(V) 1. Quest'ultimo è un sistema di contromisure elettroniche (CMS - Countermeasures System) basato su un Digital Frequency Discriminator (DFD), che determina larghezza di impulso, angolo di arrivo (AOA) e Pulse Repetition Interval (PRI - Intervallo di ripetizione di impulso) di un segnale a microonde rilevato, il tutto integrato in un ricevitore a bassa potenza; questo sistema è anche installato su AC-130U e MC-130H.

### Armamento

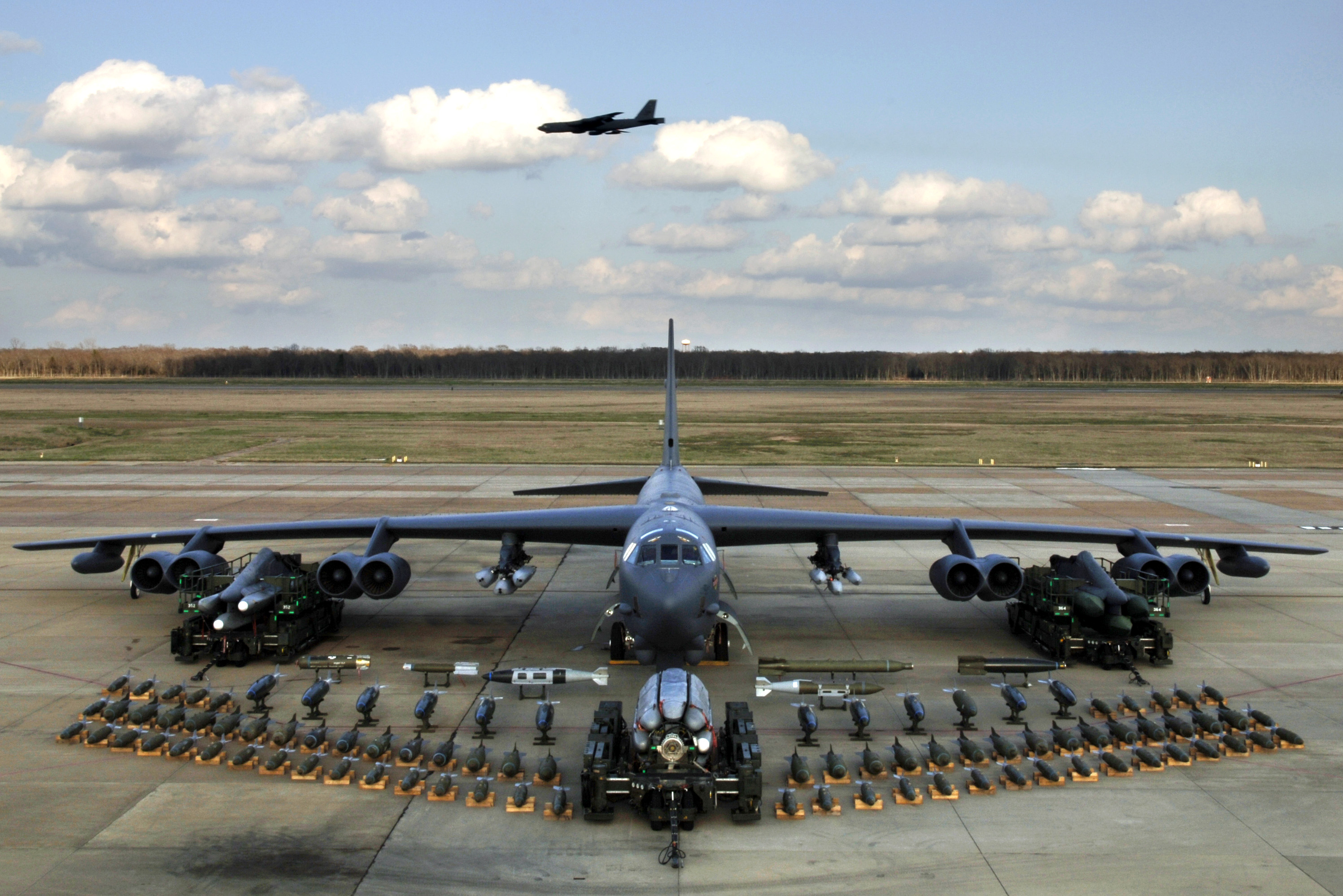
B-52H con rispettivo armamento

A differenza di tutti i bombardieri strategici della seconda guerra mondiale, dei quali raccoglie l'eredità, i B-52 eliminarono la maggior parte dell'armamento antiaereo, mantenendo inizialmente soltanto la postazione del mitragliere di coda e finendo con il rimuoverla del tutto nelle ultime versioni. I B-52 dalle versioni A fino alla F imbarcavano un armamento di coda composto da 4 mitragliatrici Browning M2.50 da 12,7 mm, con il mitragliere che sedeva in coda. Questo tipo di armamento si dimostrò relativamente efficace specialmente nel corso dell'Operazione Linebacker II quando venne impiegato contro i MiG nordvietnamiti nel corso della guerra del Vietnam. Ciò nonostante, a partire dalla versione G il mitragliere è stato spostato in una postazione della cabina anteriore, dalla quale si controllano le mitragliatrici in remoto, mentre i modelli versione H furono dotati di un singolo cannone M61A1 Vulcan da 20 mm, del tipo utilizzato su molti caccia USAF.
Tuttavia, a metà degli anni novanta, quando ormai questo tipo di difesa antiaerea si poteva ritenere superata, l'armamento di coda venne eliminato da tutti i B-52H, riducendo il peso in modo sensibile.
Grazie ai continui aggiornamenti ai quali furono sottoposti, i B-52 sono in grado di impiegare un vasto assortimento di armamenti tra quelli disponibili negli inventari dell'aviazione militare statunitense, comprese le bombe "di ferro" a caduta libera non guidata, bombe a grappolo e munizioni di precisione del tipo Joint Direct Attack Munition (JDAM). Nei primi anni sessanta a bordo dei B-52 venne anche imbarcato il missile nucleare AGM-28 Hound Dog: esso, in grado di raggiungere Mach 2, poteva anche essere privato della sua testata nucleare ed essere utilizzato per l'assistenza al decollo, fornendo in fase di accelerazione una spinta aggiuntiva. Il programma AGM-48 Skybolt avrebbe consentito il lancio di missili balistici nucleari dal bombardiere, ma fu cancellato per problemi tecnici.

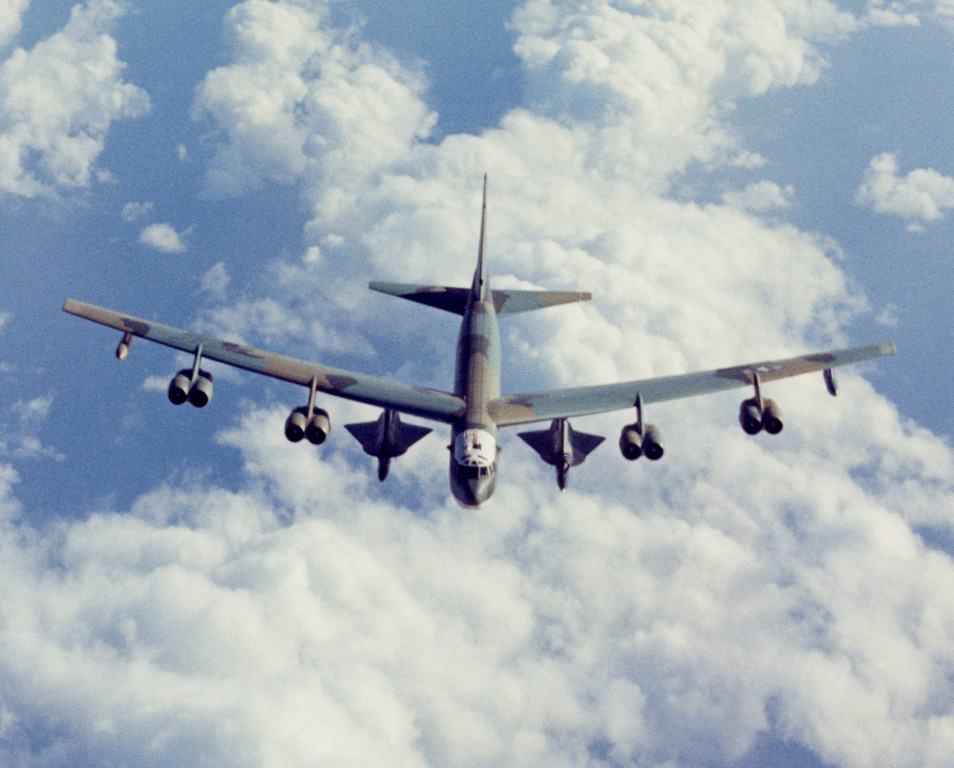
B-52 modificato per trasportare due Unmanned aerial vehicle (UAV) da ricognizione Lockheed D-21

Su molti B-52 venne anche impiegato il sistema di contromisure elettroniche ADM-20 Quail in grado di simulare l'immagine radar del B-52. Il motore turbogetto sviluppato per questa esigenza sarebbe inoltre stato alla base del progetto per il motore del Northrop F-5. Verso la fine degli anni Sessanta fu anche introdotto il missile AGM-69 SRAM (Short Range Attack Missile): lanciato da appositi lanciatori rotanti all'interno delle stive e dai piloni sub alari, era un missile da attacco stand-off, cioè del tipo "lancia e dimentica" (fire and forget), ma fu ritirato per ragioni di sicurezza. Il sostituto del ADM-20 Quail avrebbe dovuto essere il missile da crociera subsonico AGM-86 ALCM, progettato per entrare negli stessi lanciatori dello SRAM. Con questo armamento, i B-52 avrebbero potuto effettuare missioni "lancia e dimentica" simili a quelle che potevano effettuare con i missili AGM-69 SRAM, lanciandoli contro gli obiettivi, pur rimanendo al di fuori della portata delle difese aeree sovietiche. Questi missili senza pilota avrebbero infine raggiunto il loro bersaglio volando a bassa quota rasenti al terreno ad elevate velocità subsoniche. Sempre a causa dei costi eccessivi il programma non fu però portato a termine, e questo tipo di armi non furono mai impiegate a bordo dei B-52. Ciò nonostante, gli sforzi compiuti dall'Unione Sovietica per difendersi da tali missili da crociera furono così costosi che contribuirono sensibilmente al collasso del sistema. Non bisogna infine dimenticare che l'amministrazione Carter giustificò la cancellazione del costoso programma di costruzione dei bombardieri B-1 anche grazie ai successi della tecnologia dei missili da crociera, anche se il programma venne comunque in seguito riavviato dall'amministrazione Reagan.
Poiché le più recenti tecnologie rendono il B-52 capace di impiegare la totalità degli armamenti in dotazione alle forze armate statunitensi, consentendogli di costituire ancora nel XXI secolo un importante strumento delle capacità militari USA, è già in corso l'aggiornamento tramite le apparecchiature da guerra elettronica destinate al caccia F-35, con un contratto da 72 milioni di dollari.

## Impiego operativo

### I primi prototipi

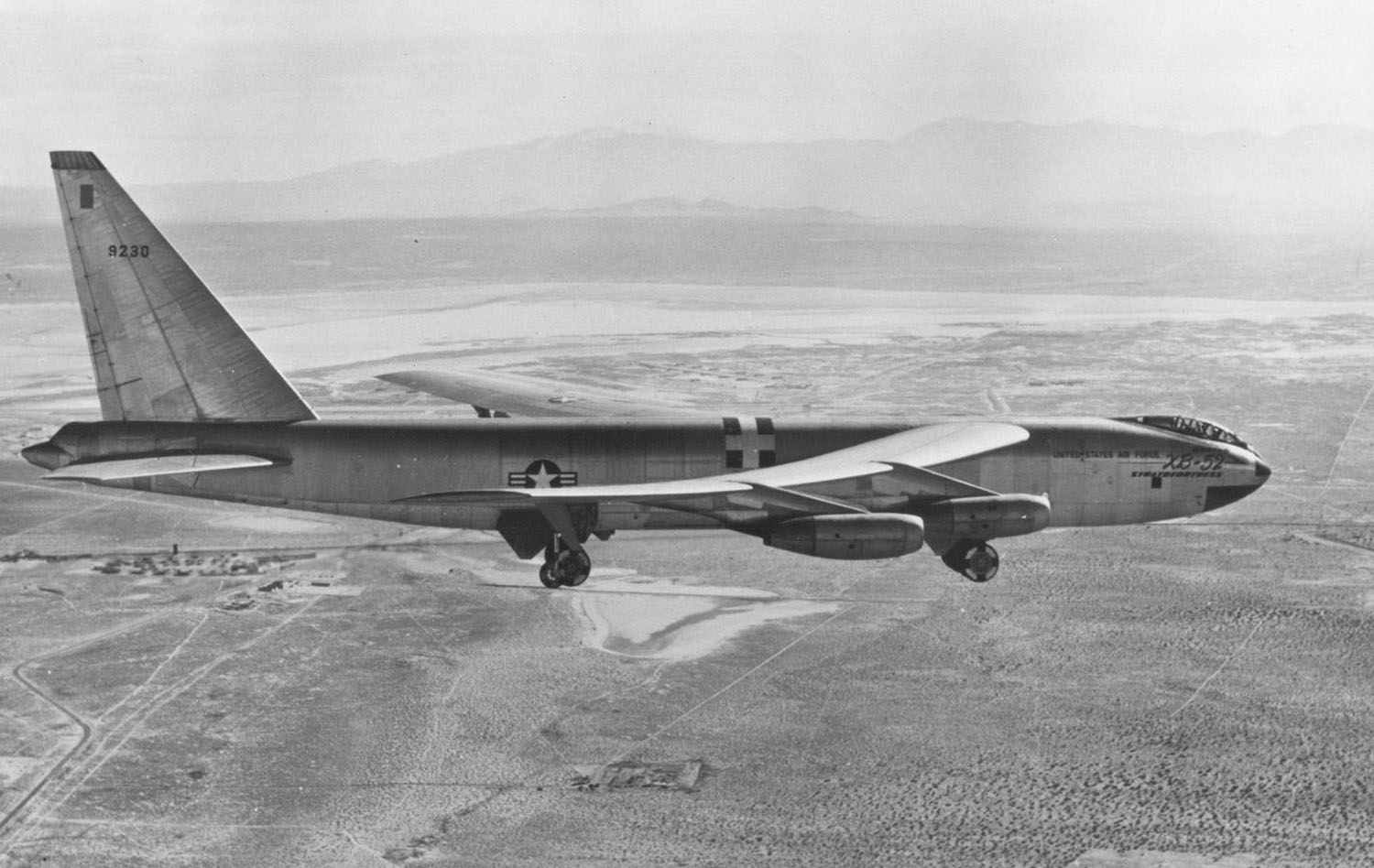
XB-52 in volo

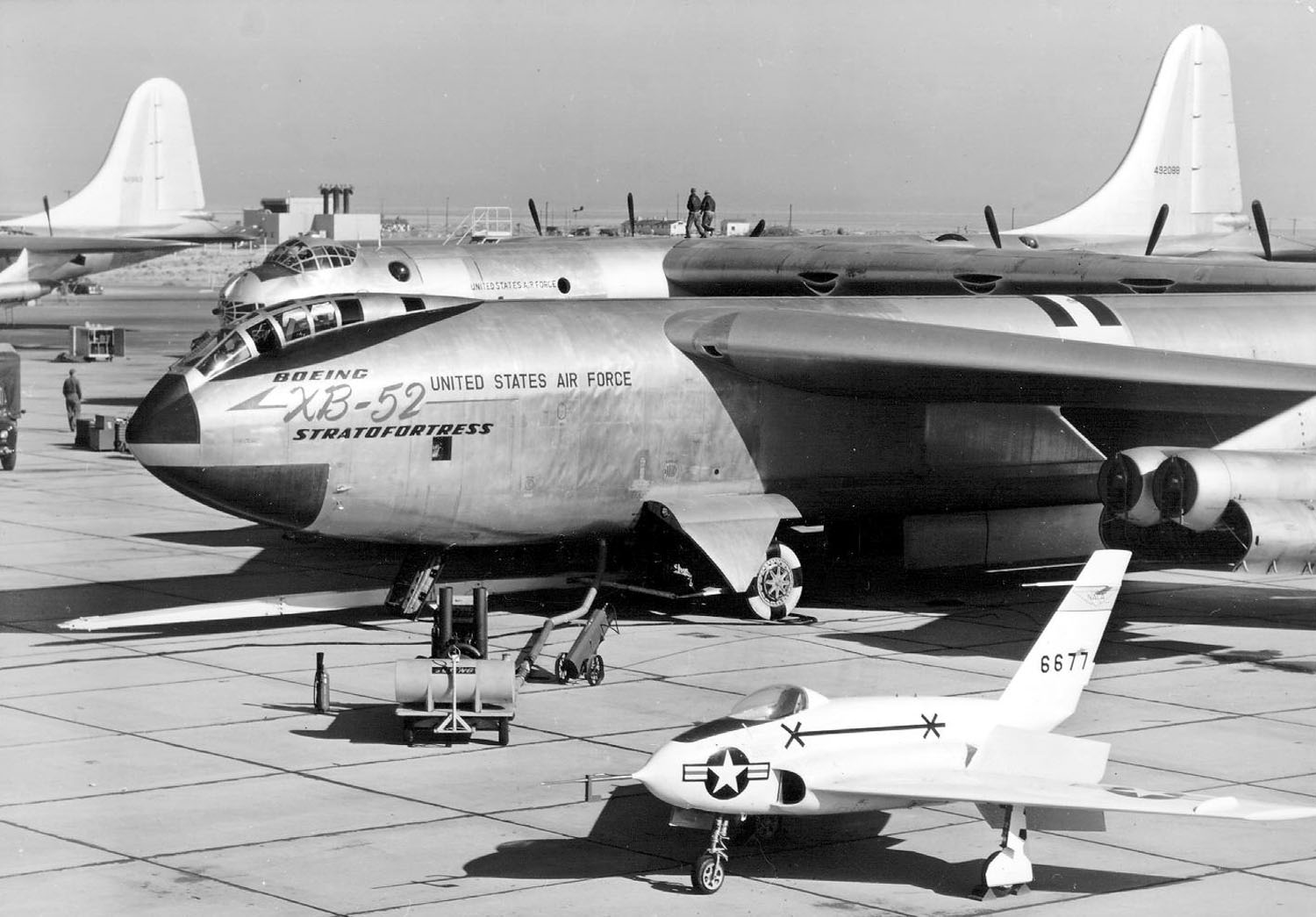
Primo piano dell'XB-52 in evidenza la cabina di pilotaggio in tandem. In secondo piano una coppia di B-36, in basso il secondo esemplare dell'X-4 Bantam.

Il 29 novembre 1951 fu consegnato il primo prototipo del B-52, denominato XB-52, che avrebbe dovuto effettuare il primo volo. Durante dei test statici a terra, però, parte di un'ala e parte della fusoliera vennero danneggiati in modo grave. Il primo volo venne così effettuato il 15 aprile 1952 con l'ausilio del secondo prototipo YB-52.
In entrambi i prototipi, i due piloti erano seduti uno dietro l'altro, rispecchiando fedelmente la configurazione del B-47 Stratojet. Tale configurazione risultò tuttavia poco pratica, dal momento che rendeva difficile l'interazione dei due piloti e riduceva notevolmente lo spazio per la strumentazione. Di conseguenza, la configurazione nei modelli di serie fu modificata, disponendo i sedili dei piloti uno accanto all'altro. Come tutti i modelli di serie, anche i primi due prototipi del B-52 furono subito dotati di carrelli direzionabili per l'atterraggio, che permettono all'aereo di atterrare anche quando non è allineato con la pista.
Infine il 2 ottobre 1952 anche il primo dei due prototipi, l'XB-52, dopo essere stato riparato era nuovamente pronto, e fu quindi sottoposto ad un'estenuante serie di test in galleria del vento che durarono complessivamente 670 giorni, alla fine dei quali fu sottoposto ad ulteriori test aerodinamici e di carico.

### Vita operativa
Dopo oltre 8 anni di sviluppo, il 29 giugno 1955 venne consegnato il primo B-52 alla United States Air Force, e nei successivi anni sessanta il velivolo divenne parte attiva della strategia messa in atto dagli Stati Uniti nel corso della guerra fredda nota anche come risposta flessibile, divenendo di fatto per alcuni decenni la spina dorsale dello Strategic Air Command (SAC).

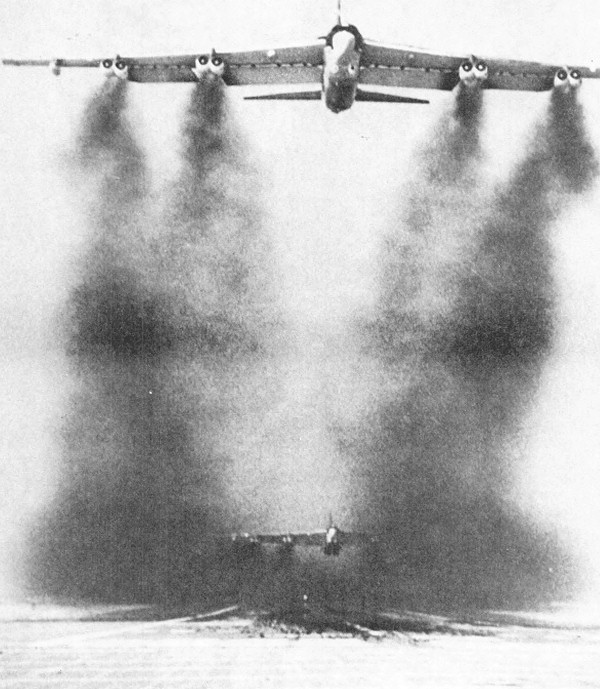
B-52 in decollo rapido (Minimum Interval Takeoff) su allarme durante un'allerta a terra.

Il 21 maggio 1956 un B-52 sganciò per la prima volta una testata nucleare nell'Oceano Pacifico e a partire dall'ottobre del 1957 fino a circa il novembre del 1991, almeno un terzo dei B-52 in servizio si trovavano in permanente stato di Allerta a terra (Ground alert) con armi nucleari attive, pronti a decollare entro trenta minuti in caso di attacco da parte dell'Unione Sovietica. A partire dal 1961 in poi, per ridurre ulteriormente i tempi di reazione in caso di una minaccia nucleare, i vertici del SAC, principalmente il generale Curtis LeMay e il generale Thomas S. Power, decisero di attivare l'operazione Chrome Dome che prevedeva l'Allerta in volo (Airborne alert): il mantenimento di un'aliquota di bombardieri con armi nucleari - che variava da un minimo di 12 velivoli ad un massimo di 66 unità durante la crisi dei missili di Cuba - continuamente in volo su tre rotte diverse.
 Queste unità venivano armate con testate nucleari ed erano pronte ad attaccare qualora si fosse presentata tale necessità. Tuttavia, in seguito alla perdita di due velivoli armati con testate nucleari nei drammatici incidenti di Palomares e Thule, l'operazione Chrome Dome fu sospesa a partire dal 1968.
Ben presto però, nonostante l'impiego intenso al quale furono sottoposti questi aerei da parte dell'USAF, già verso la fine degli anni cinquanta divennero evidenti i limiti maggiori di questo progetto. Pur tenendo conto che il B-52 era all'epoca il bombardiere più avanzato a disposizione dell'USAF, esso risultava particolarmente vulnerabile a causa della sua bassa velocità. Si valutò quindi subito la possibilità di fare operare questi velivoli a bassa quota, ma ben presto la struttura della fusoliera e delle ali, che non era stata concepita per tale scopo, cominciò a mostrare i primi segni di affaticamento, fatto che spinse i progettisti a dotare tutti i velivoli prodotti dalla serie G in poi di una fusoliera rinforzata.

### I contemporanei

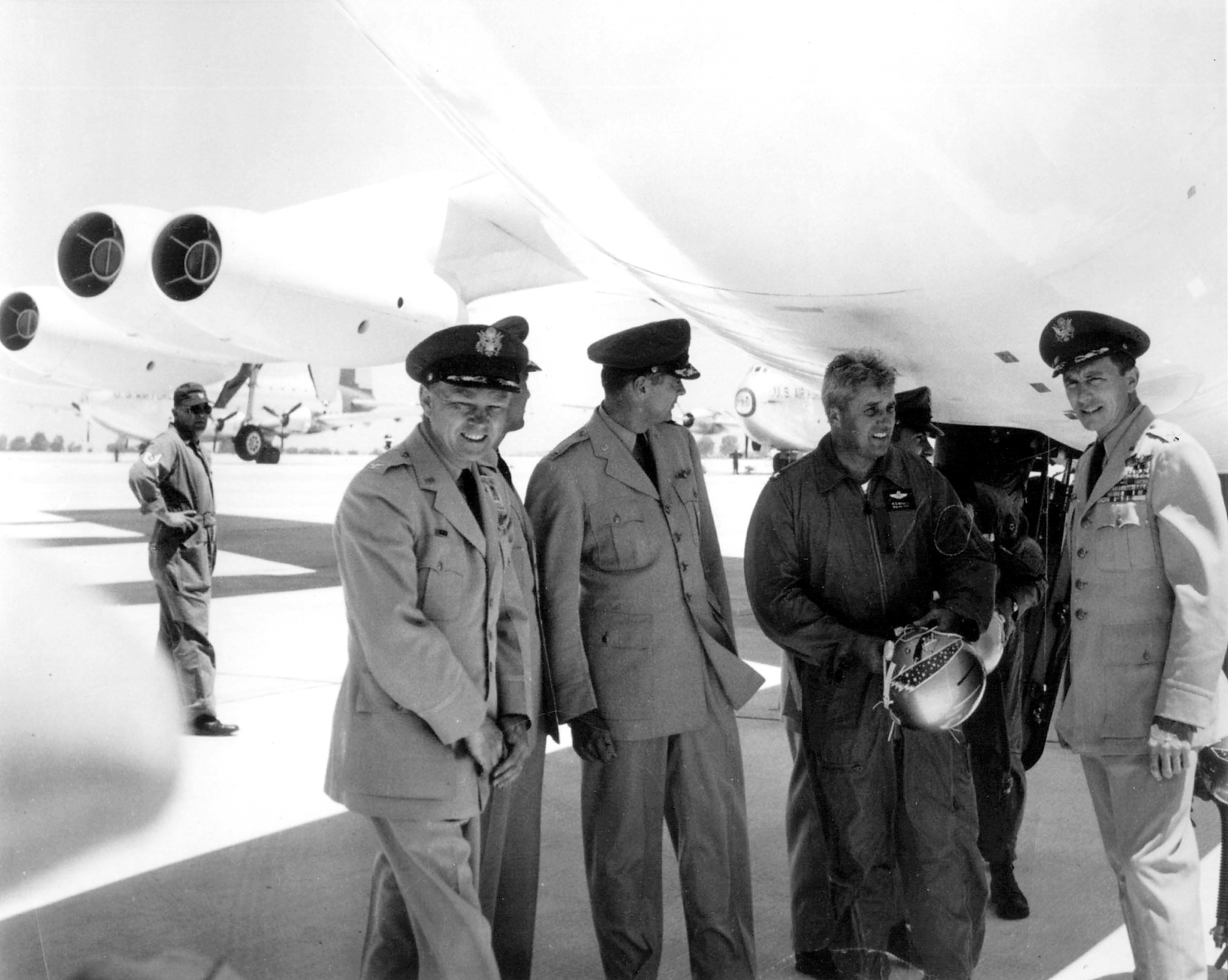
Giugno 1955: consegna del primo B-52B

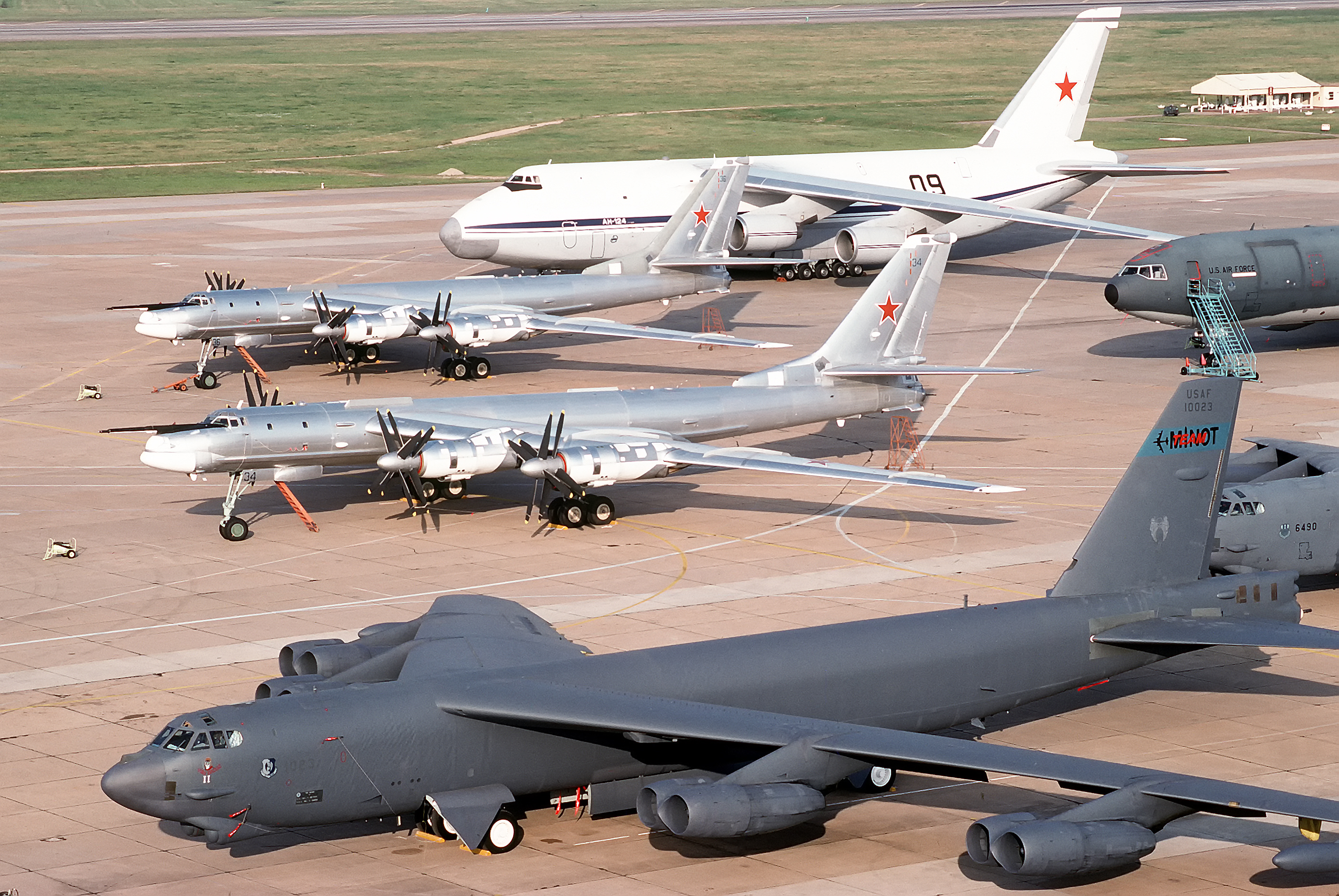
B-52H parcheggiato di fianco alla sua controparte, dapprima sovietica, ora russa, Tu-95 Bear-H. Sullo sfondo un Antonov An-124 Ruslan da trasporto in livrea bianca

Il successo del B-52 dipese per una buona parte dai motori turbogetto del tipo Pratt & Whitney J57 che furono impiegati su questo velivolo. Seppure il B-52 non fosse il primo bombardiere ad essere stato dotato di motori a getto, senza di essi ben presto si sarebbe dovuta avviare la progettazione di un nuovo velivolo ed il B-52 sarebbe stato ritirato dal servizio al più tardi a metà degli anni settanta. Al contrario, il progetto della Boeing seppe interpretare con lungimiranza le esigenze dell'USAF in quel periodo. Le soluzioni tecniche non eccessivamente complesse permisero inoltre l'acquisizione di un numero considerevole di velivoli e limitarono i costi di produzione e mantenimento.
Fondamentale nella fase di progettazione fu l'esperienza accumulata dalla ditta Boeing durante la seconda guerra mondiale nella produzione di bombardieri. A partire dalla fine dagli anni trenta il successo dei suoi due bombardieri B-17 e B-29 garantì una posizione leader nella produzione di bombardieri, che mantenne fino al 1960. Con l'avvento dei bombardieri supersonici però Convair e North American Aviation, che vantavano maggiore esperienza in questo settore, poterono aggiudicarsi nuovamente la costruzione di nuovi bombardieri quali il B-58 Hustler ed il North American XB-70 Valkyrie facendo di fatto sparire la Boeing da questo settore.
Di fatto però l'epoca dei bombardieri strategici era ormai terminata, come avrebbe dimostrato la successiva cancellazione del programma del B-70, in quanto la loro efficienza rispetto ai missili ICBM di nuova generazione era inferiore. Lo sviluppo dei missili balistici Minuteman 3 pose la fine dello sviluppo di nuovi bombardieri e fece sì che l'USAF concentrasse le proprie risorse nello sviluppo di nuovi sistemi d'arma, che potevano vantare raggi d'azione maggiori e necessitavano di una manutenzione inferiore.
Dal punto di vista militare invece il B-52 ricoprì sia il ruolo di bombardiere strategico che di bombardiere convenzionale adattandosi ad un'ampia gamma di ruoli. Nonostante ben presto fossero evidenti i limiti di questo velivolo, che non poteva raggiungere velocità supersoniche, il B-52 fu l'unico bombardiere del dopoguerra di queste dimensioni ad essere stato prodotto su così larga scala. La stessa Unione Sovietica infatti non riuscì a produrre un velivolo equivalente al B-52. Sia il Tupolev Tu-95 che il Myasishchev M-4 erano da un certo punto di vista inferiori al B-52: il primo perché sprovvisto di motori a getto ed il secondo perché i motori a getto dei quali disponeva non gli permettevano di disporre della stessa autonomia del B-52.
Nonostante il rapido progresso tecnologico degli anni sessanta e settanta, i B-52 parteciparono a tutte le operazioni militari dalla Guerra del Vietnam in poi, operando sia come bombardiere ad alta quota che come velivolo adibito a bombardamenti di precisione. Oggi tutti i B-52 veterani della Guerra del Vietnam e della Guerra del Golfo - i modelli B-52D e B-52G - sono stati ritirati e le successive operazioni sono state condotte con l'ausilio dei B-52H. Dall'inizio del nuovo millennio e probabilmente fino al 2040, tutti i B-52H saranno schierati in 2 basi aree, presso la Barksdale Air Force Base in Louisiana con il 2° Bomb Wing e presso la Minot Air Force Base in North Dakota con il 5° Bomb Wing.
Ad oggi il B-52 è con i suoi 70 anni di servizio il velivolo più anziano ancora in servizio nell'USAF. Questo straordinario risultato dipese però in buona parte anche dallo scarso successo dei principali progetti sviluppati per fornire un degno successore del B-52, dal momento che nessuno di essi è stato in grado di offrire una valida alternativa al B-52 in termini di capacità di carico (troppo modeste nel caso del B-58 Hustler), di costi di produzione (Rockwell B-1 Lancer e Northrop Grumman B-2 Spirit), e di opportunità politica (come nel caso del North American XB-70 Valkyrie),

### Strategic Air Command

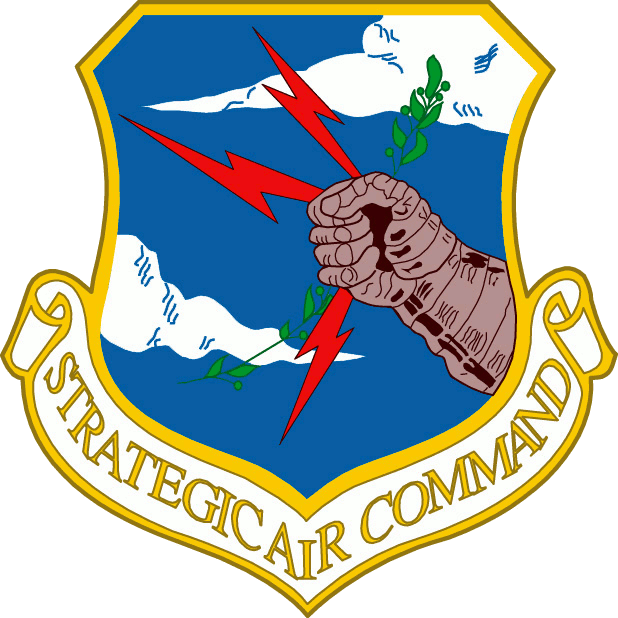
Stemma del SAC

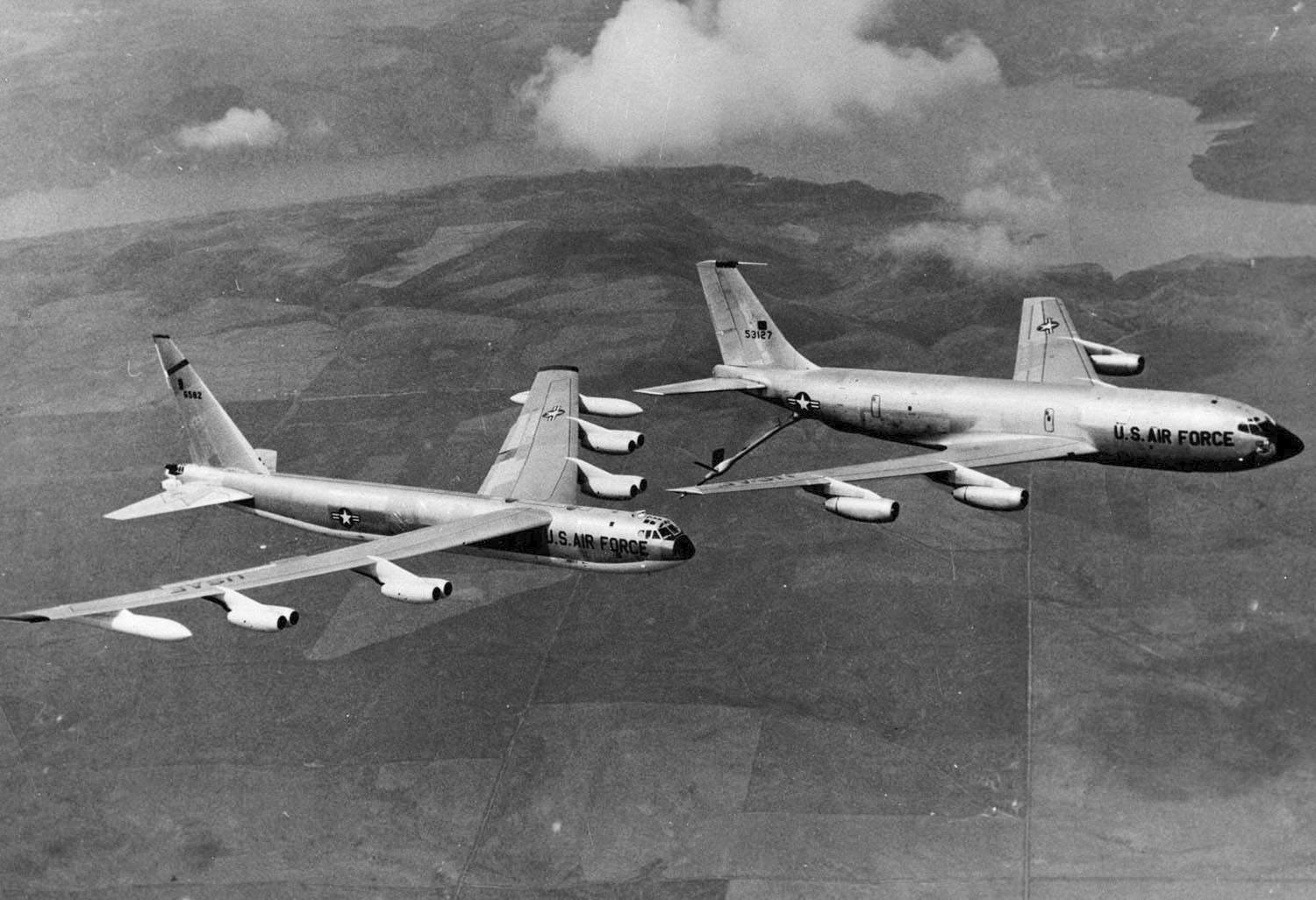
Un B-52D mentre viene rifornito da un Boeing KC-135 Stratotanker

Per tutto il periodo della guerra fredda il B-52 fu la spina dorsale del SAC, dal momento che nessun altro velivolo in dotazione all'USAF poteva vantare una flessibilità paragonabile a quella del B-52. Inoltre questo aereo fu dalla metà degli anni sessanta in poi, dopo che i B-47 Stratojet furono radiati dal servizio, fino alla fine della guerra fredda, l'unico bombardiere in servizio nell'USAF prodotto su larga scala. Capace di missioni sia ad alta che a bassissima quota, armato con armi tanto convenzionali che nucleari, il B-52 poteva anche essere impiegato come ricognitore a lungo raggio o come velivolo per la guerra elettronica. Ciò spinse l'USAF ad ordinarne la costruzione di oltre settecento esemplari, il cui utilizzo più intenso fu negli anni sessanta e settanta, quando un terzo della flotta complessiva si trovava sempre armato e pronto al decollo su apposite "Alert Strips" accanto alle piste.
Capace di missioni di oltre 24 ore, fu schierato dal SAC nei momenti più critici della guerra fredda, come durante la crisi dei missili di Cuba,quando ben 66 bombardieri erano continuamente in volo pronti ad attacchi di rappresaglia contro obiettivi in Unione Sovietica. Ciò nonostante, pur tenendo conto degli enormi sforzi fatti dall'USAF per mantenere la propria flotta di B-52 al passo con il rapido progresso della tecnologia degli anni sessanta, già intorno al 1965, appena 4 anni dalla consegna dell'ultimo esemplare, il B-52 poteva considerarsi ormai del tutto obsoleto; non impedì però che rimanesse in servizio attivo fino alla fine della guerra fredda, continuando a rappresentare uno dei deterrenti nucleari più importanti dell'USAF.
Analogamente a quanto era avvenuto durante la guerra dei sei giorni sei anni prima, anche durante la guerra dello Yom Kippur nell'ottobre 1973 l'intera flotta di B-52 fu messa in stato di allerta. Su ordine dell'allora ministro della difesa Melvin Robert Laird, per evitare un possibile intervento dell'Unione Sovietica a favore di Egitto e Siria, una consistente aliquota di B-52 fu schierata come deterrente lungo delle rotte al confine con lo spazio aereo sovietico. Con la fine della guerra fredda lo Strategic Air Command è stato sciolto e sostituito dallo Strategic Command, comando congiunto di marina ed aeronautica. In seguito a ciò, il comando della flotta dei B-52 è stato assegnato all'Air Combat Command, sotto diretto controllo USAF.

### Guerra del Vietnam

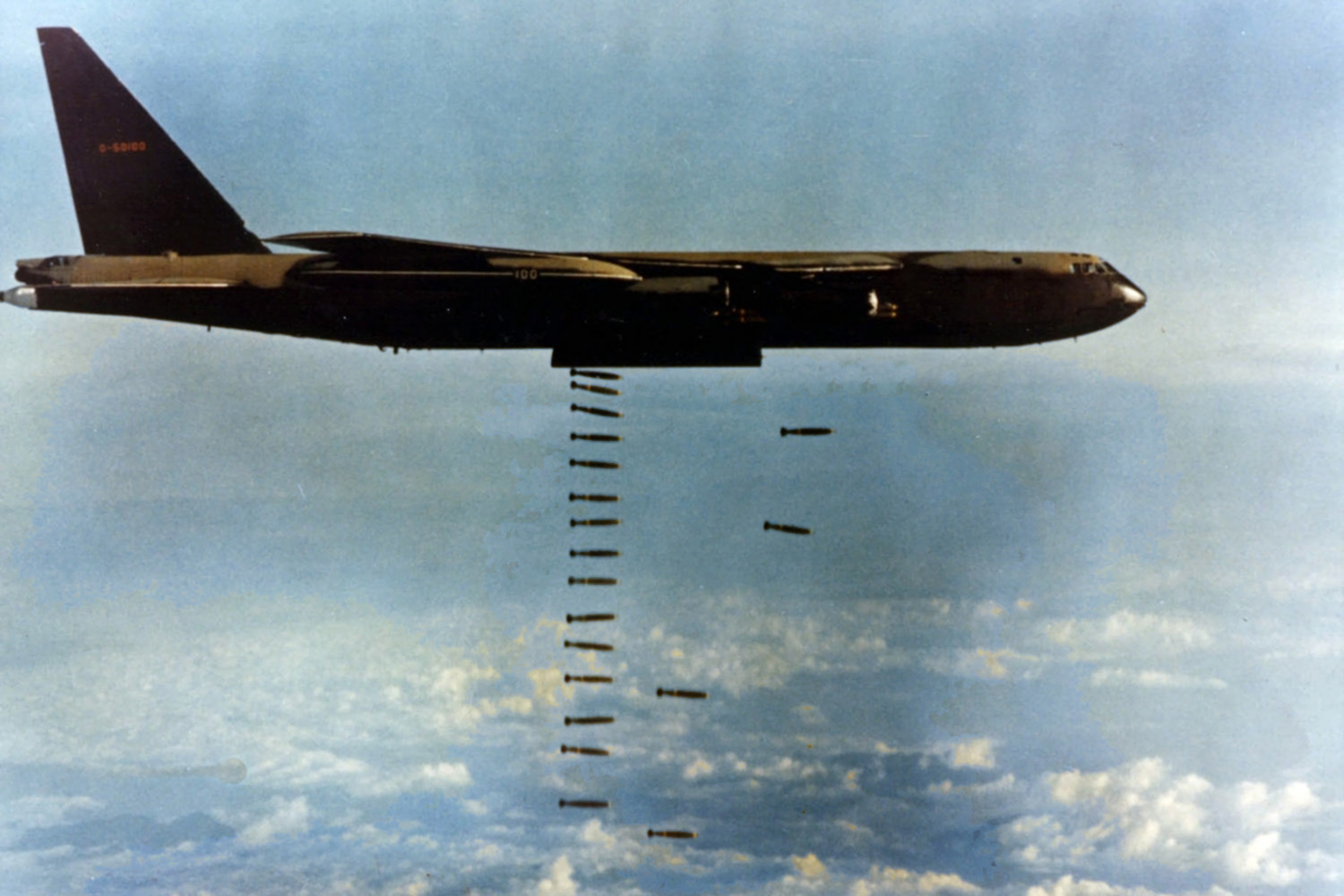
B-52D durante un bombardamento in Vietnam

Il battesimo del fuoco del B-52 avvenne nel giugno 1965 in Vietnam, nel corso dell'Operazione Arc Light, durante i bombardamenti a tappeto in supporto delle forze sudvietnamite contro le infiltrazioni comuniste. In sei mesi i B-52 dislocati nel sud est asiatico portarono a termine più di 100 missioni di bombardamento, sganciando, entro la fine dell'anno, una media di 8 000 tonnellate di bombe al mese. In tale occasione si evidenziarono però le carenze nell'addestramento al volo in formazione degli equipaggi, causa di alcuni gravi incidenti. Come molte altre sezioni dell'USAF anche i piloti dei B-52 che all'epoca prestavano servizio nell'aeronautica militare erano perlopiù giovani piloti con poca o nessuna esperienza, operanti per la prima volta in un conflitto. Rispetto alla Guerra di Corea molti dei piloti veterani erano stati ormai congedati dal servizio, lasciando la maggior parte degli stormi aerei privi di personale esperto. Anche se ciò ebbe un ruolo secondario rispetto agli stormi da caccia, dove l'ancor maggiore inesperienza dei piloti portò a più gravi perdite di apparecchi, specie nei primi giorni dell'operazione Linebacker II, l'USAF risentì della mancanza di piloti capaci di operare all'interno di vasti stormi, in particolare con inevitabili ritardi nelle operazioni per la scarsa coordinazione degli equipaggi.

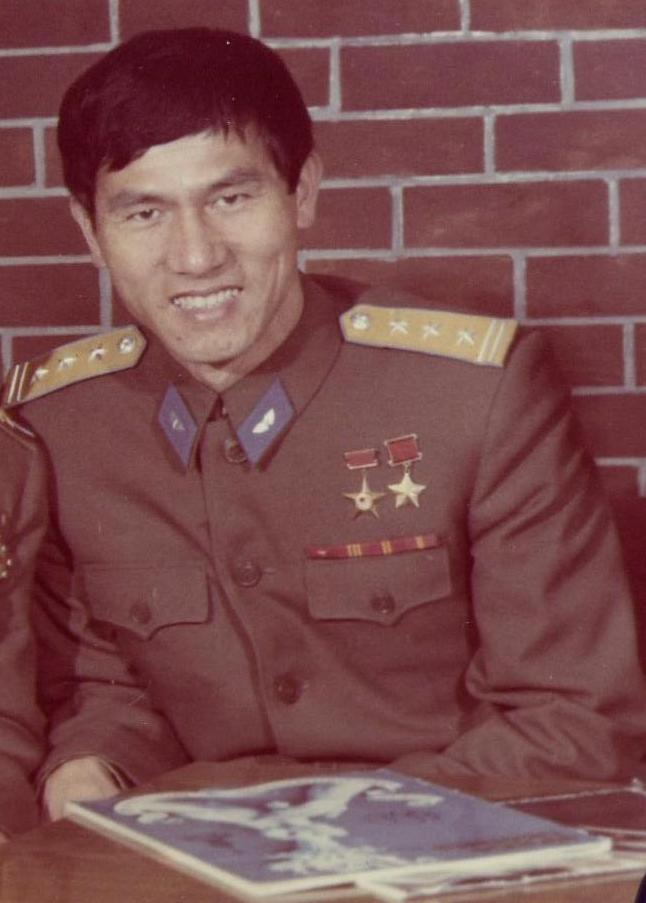
Il pilota nordvietnamita Phạm Tuân che rivendicò l'abbattimento di un B-52 con missili aria-aria il 27 dicembre 1972.

Complessivamente l'impiego attivo durante la Guerra del Vietnam durò dal giugno 1965 fino all'agosto 1973, con oltre 126 000 missioni di combattimento che partivano dalle basi di Kadena sull'isola di Okinawa, da Andersen sull'isola di Guam e da U-Tapao in Thailandia. Nel 1967 l'uso dei B-52 raggiunse le 9 700 missioni compiute; nel 1968 i B-52 furono impiegati in modo massiccio soprattutto nell'operazione Niagara, la devastante campagna di bombardamento contro le truppe nordvietnamite che assediavano la base dei Marines di Khe Sanh; in nove settimane i bombardieri sganciarono 75 000 tonnellate di bombe.
Dopo aver partecipato ai bombardamenti segreti su Cambogia e Laos, i B-52 furono decisivi durante l'offensiva di Pasqua del 1972, partecipando all'operazione Linebacker che contribuì a fermare l'offensiva nordvietnamita. Nel dicembre del 1972 e nel gennaio del 1973 i B-52 dimostrarono ancora una volta la loro efficacia con i bombardamenti a tappeto durante l'operazione Linebacker II, per spingere il Vietnam del Nord a ritornare al tavolo dei negoziati di Parigi; gli attacchi causarono forti danni alla struttura industriale nordvietnamita. In soli dodici giorni, i B-52 dispiegati volarono oltre 729 missioni sganciando oltre 15 237 tonnellate di esplosivo. Durante questa operazione ci fu però anche il maggior numero di B-52 abbattuti, 15 in tutto, a fronte di una difesa aerea concentrata ed avanzata.
Complessivamente, in Vietnam, andarono persi 24 B-52, 7 per incidenti in rotta di avvicinamento e 17 per fuoco nemico; di questi ultimi, ben 15 durante la Linebacker II.
Nonostante tali pesanti perdite nei cieli del Vietnam del Nord, il B 52 mostrò tutta la sua validità di essere all'altezza della situazione, specialmente se le perdite sono rapportate al numero di missili lanciati dai nordvietnamiti: più di 950 nella sola notte del 26 dicembre 1972. Più in dettaglio, nella sola Linebacker II, 24 B-52 furono colpiti, e tra questi, dei 15 abbattuti, 10 precipitarono in territorio nordvietnamita (negli equipaggi si ebbero 28 morti e 33 sopravvissuti, presi prigionieri e poi riconsegnati), mentre i restanti 5 B-52 precipitarono fuori dai confini del Vietnam del Nord. Almeno uno dei B 52 persi fu abbattuto da un MiG-21 (pilotato dal pilota nordvietnamita Phạm Tuân) il 27 dicembre 1972 su Hoa Binh.

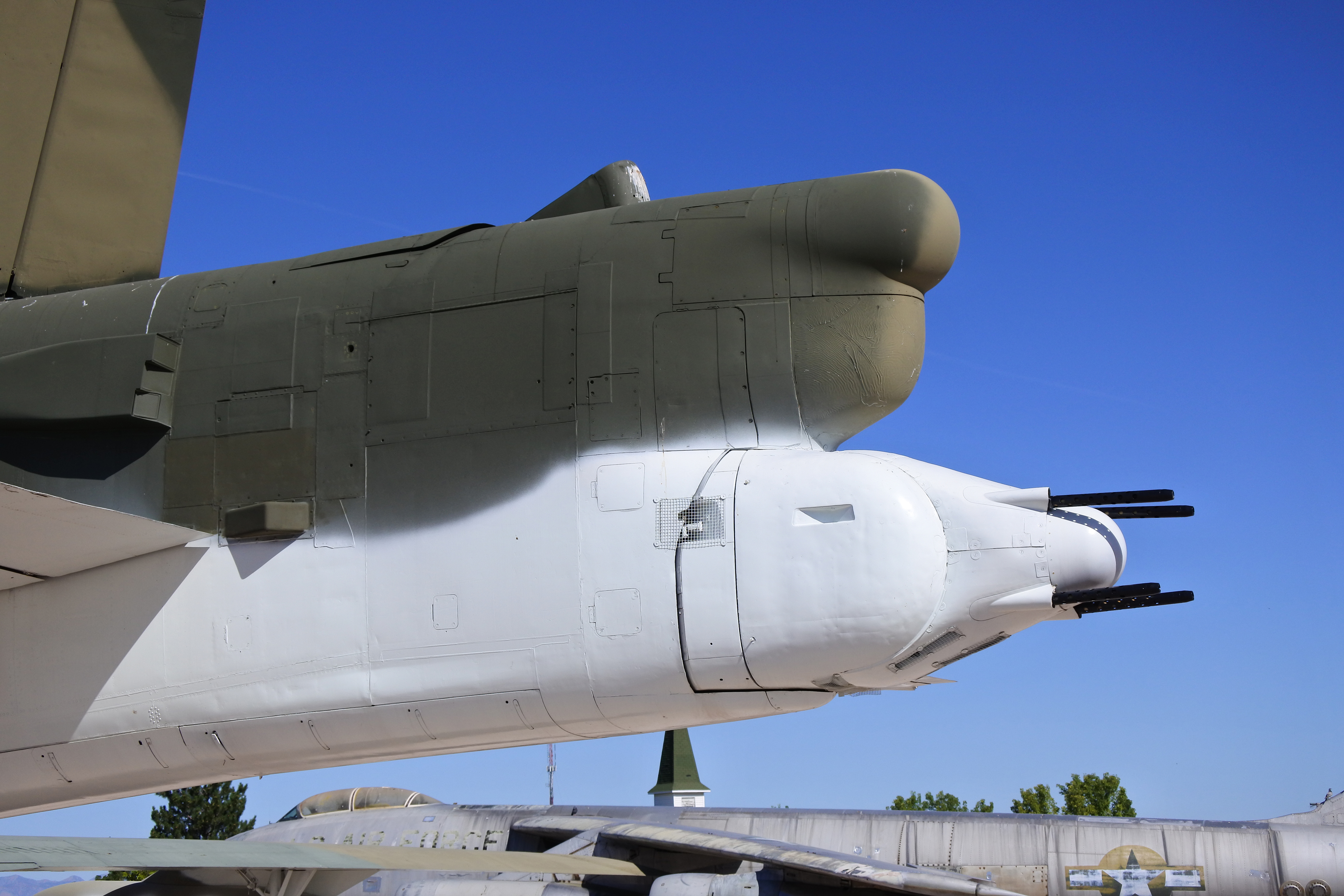
Torretta di coda di un B-52 con le quattro mitragliatrici calibro .50 BMG. Durante la guerra del Vietnam, gli Stratofortress furono accreditati di due abbattimenti con queste armi.

Dei 7 B-52 precipitati per incidenti prima di raggiungere gli obiettivi da bombardare si è a conoscenza dei seguenti eventi:
- Il 18 giugno 1965, due B-52F decollati da Guam, in attesa dei KC-135A per il rifornimento in volo, entrano in collisione: dei 12 membri dei due equipaggi, solo 4 sopravvivono.
- Il 6 luglio 1967, due B-52D collidono in cielo sul Mar Cinese Meridionale vicino a Saigon, mentre stavano cambiando il leader della formazione. Dei 13 membri degli equipaggi, 7 sopravvivono.
- L'8 maggio 1969, un B-52D in decollo da Andersen AFB in seguito ad una brusca virata a destra precipita in mare con la morte dei sei membri dell'equipaggio
- Il 28 luglio 1969, sempre presso la Andersen AFB un B-52D precipita subito dopo il decollo; muoiono i 6 i membri dell'equipaggio.
- L'8 luglio 1972, un B-52G precipita nel mare delle Filippine per un cedimento strutturale causato da un'errata manovra dei piloti: si lanciano tutti i 6 membri dell'equipaggio, uno muore, gli altri 5 sono recuperati.

Il 22 novembre 1972 un B-52D (55-0110) venne colpito per la prima volta da un missile SAM durante un bombardamento sopra la città vietnamita di Vinh. L'equipaggio abbandonò il velivolo sopra i cieli della Thailandia, quando un possibile rientro alla base aerea più vicina parve ormai impossibile. Questo è il primo velivolo andato perso a causa di fuoco nemico.
Dal 9 aprile 1972 al 14 gennaio 1974, altri 16 B-52 (15 B-52D e 1 B-52G) furono colpiti dai missili SAM sul Nord Vietnam, ma tutti, nonostante i danni subiti, riuscirono a rientrare alle basi.
In Vietnam i B-52 riuscirono anche ad abbattere 2 MiG con le mitragliatrici di coda, uno di questi il 24 dicembre 1972.

### Incidenti con armi nucleari a bordo
Il primo incidente che provocò la perdita di un B-52 armato con armi nucleari avvenne il 15 ottobre 1959 nei pressi di Hardinsberg in Kentucky, quando un B-52 decollato dalla Columbus Air Force Base andò perso a causa di una collisione con un KC-135. I quattro membri dell'equipaggio poterono eiettarsi ma morirono nell'impatto mentre le due testate a bordo del velivolo furono parzialmente recuperate.

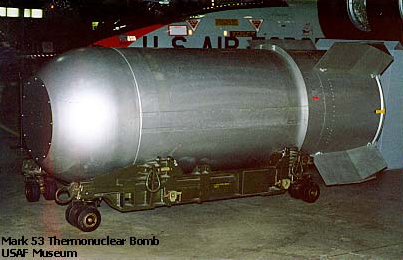
La bomba termonucleare B53 da nove megatoni, l'arma più potente in dotazione ai B-52.

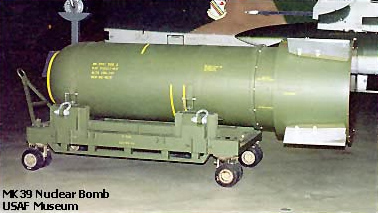
La bomba termonucleare B39 da quattro megatoni.

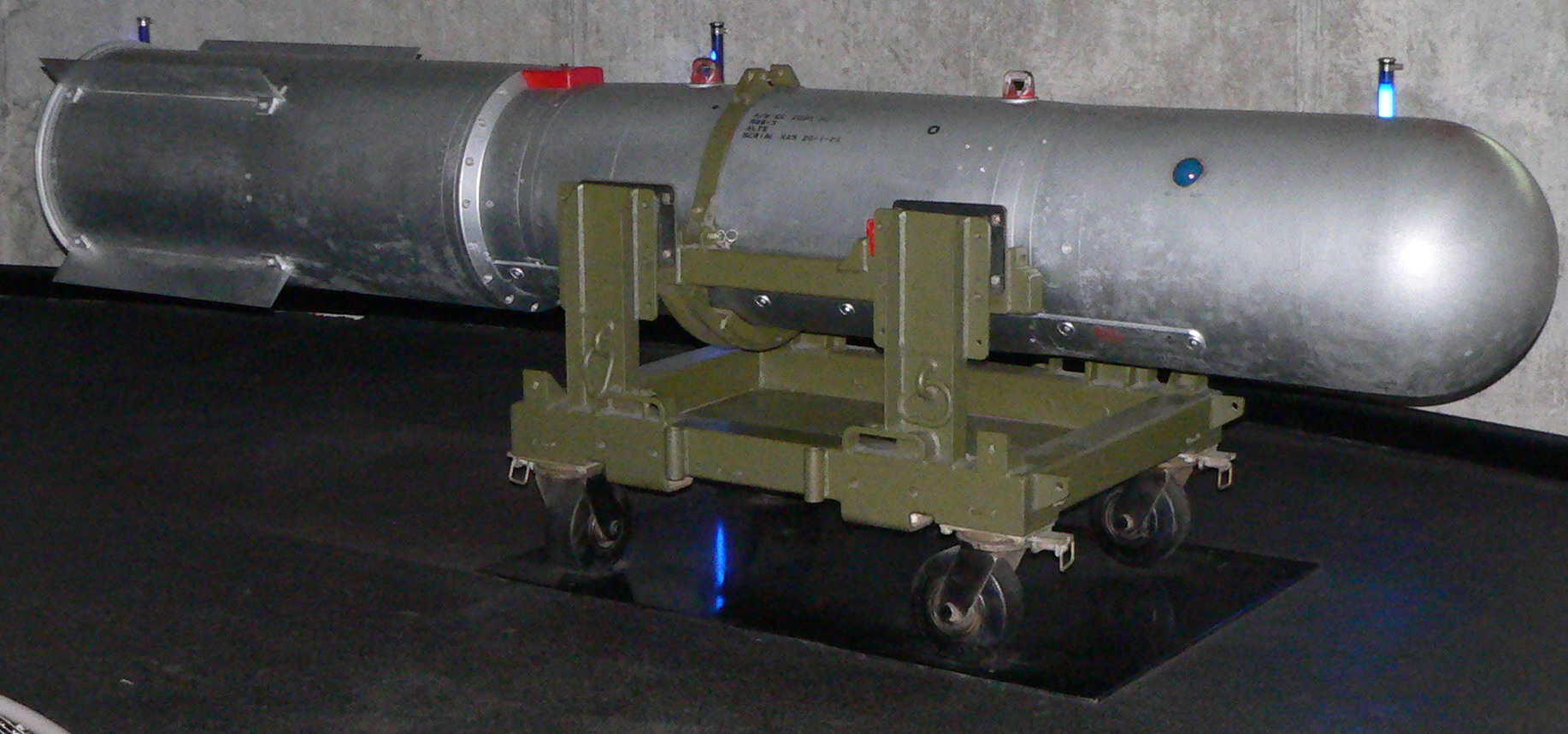
La bomba termonucleare B28 da un megatone.

Un secondo velivolo sempre con due testate nucleari a bordo andò perso il 24 gennaio 1961 nei pressi di Goldsboro in North Carolina a seguito di un guasto all'alimentazione di uno dei motori. Le due testate del tipo MK 39 che si trovavano a bordo del velivolo furono paracadutate e una delle due poté essere ritrovata mentre la seconda sparì in una zona paludosa e non fu più rinvenuta. Dei cinque membri dell'equipaggio solo due sopravvissero.
Sempre lo stesso anno due mesi più tardi il 14 marzo a causa dell'improvvisa depressurizzazione avvenuta all'interno della cabina il pilota di un B-52 si vide costretto a scendere di quota. A causa del consumo maggiore alle basse quote non poté però raggiungere il proprio aeroporto di destinazione e dovette procedere ad un atterraggio d'emergenza nei pressi di Yuba City in California.

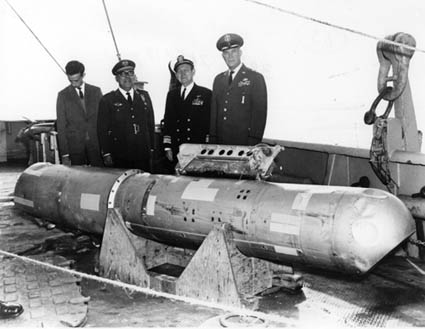
Una delle bombe all'idrogeno modello B28RI recuperata sul fondo del mare dopo l'incidente di Palomares in Spagna del 17 gennaio 1966

Un secondo episodio simile avvenne il 13 gennaio 1964 nei pressi di Cumberland nel Maryland, quando un B-52D decollato dalla Westover Air Force Base precipitò a causa di una serie di turbolenze che causarono un cedimento strutturale. In quel caso entrambe le testate poterono essere recuperate mentre tre membri dell'equipaggio morirono.
Un ulteriore velivolo andò perso il 17 gennaio 1966 nei pressi di Palomares in Spagna. Anche in quel caso la causa era stata una collisione durante la fase di rifornimento con un KC-135. Delle 4 testate nucleari a bordo solo due furono recuperate dal momento che le restanti due furono completamente distrutte nell'impatto; una delle bombe fu recuperata in mare utilizzando un piccolo sommergibile (DSV Alvin).
Due anni più tardi il 21 gennaio 1968 avvenne l'ultimo incidente con un B-52 armato con armi nucleari, quando a 11 chilometri a sud della Base aerea di Thule in Groenlandia precipitò un B-52 con quattro testate nucleari a bordo. Tre delle quattro bombe poterono essere almeno parzialmente recuperate mentre la quarta non venne mai ritrovata, anche se ne fu annunciato il ritrovamento 11 anni più tardi per evitare allarmismo. In entrambi gli ultimi due incidenti ci fu una forte dispersione di materiale radioattivo nell'ambiente circostante, che rese necessarie vaste opere di bonifica, le quali furono finanziate dal governo statunitense. A causa della contaminazione da materiale radioattivo, gli strati superiori del terreno dovettero essere completamente asportati e trasportati in un'apposita discarica speciale situata negli Stati Uniti, dove tuttora si trovano.
Il 30 agosto 2007 un B-52 stazionato presso Minot Air Force Base in North Dakota è decollato, per la prima volta dopo 40 anni, con a bordo sei missili da crociera del tipo AGM-129 ACM armati con altrettante testate nucleari. Tuttavia tale armamento non era previsto ed era stato imbarcato per errore. Solo al rientro il personale di terra si accorse del disguido.

### Trattato START

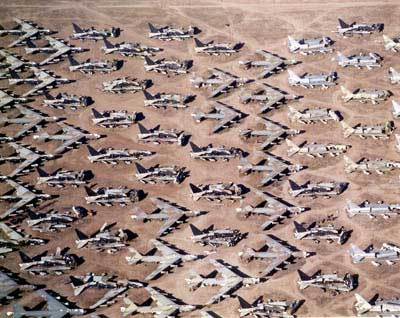
Davis-Monthan Air Force Base

Come potenziale vettore per il trasporto di armi nucleari, anche i B-52 rientrano negli accordi START e alla fine della guerra fredda si decise di ridurre sensibilmente il numero di velivoli in servizio. Pertanto tutti velivoli radiati definitivamente dal servizio vengono trasferiti alla Davis-Monthan Air Force Base in Arizona dove si trova il Aerospace Maintenance and Regeneration Center (AMARC). L'AMARC ha quindi il compito di smantellare questi velivoli recuperando prima della definitiva demolizione tutte le parti riutilizzabili e rivendendo a fine smantellamento i metalli ricavati dal processo di rottamazione. Tuttavia ai fini del trattato START tutti i velivoli rottamati devono rimanere per almeno 90 giorni dopo la loro rottamazione all'aperto, affinché i satelliti spia russi possano effettivamente constatare la loro demolizione.

### Desert Storm
Nel 1991, dopo 19 anni durante i quali i B-52 non furono mai impiegati in operazioni militari, 80 B-52G parteciparono all'Operazione Desert Storm compiendo bombardamenti a tappeto e di precisione contro le difese e concentrazioni di truppe irachene dislocate in Iraq e in Kuwait, portando a termine anche missioni a bassa quota contro le forze armate irachene, soprattutto sulle colonne di carri armati.
La prima missione venne effettuata il 17 gennaio 1991 con l'ausilio di sette B-52G decollati il giorno prima dalla base aerea di Barksdale Air Force Base in Louisiana, i quali attaccarono 35 postazioni nemiche. Il compito principale dei B-52 durante l'operazione Desert Storm fu quello di indebolire le difese irachene, affinché le forze della coalizione potessero avanzare trovando la minore resistenza possibile. In tale occasione i velivoli operarono scortati da caccia F-15 ed F-16. Ciò nonostante i B-52 non riuscirono ad essere efficaci quanto il comando statunitense sperava. Molti bombardamenti a tappeto ebbero scarsa efficacia dal momento che non impiegavano bombe di precisione, disperdendo la propria potenza di fuoco in vaste aree desertiche. Inoltre gli equipaggi dei B-52 erano stati addestrati per missioni con armi nucleari a bassa quota dove non era richiesta una precisione eccessiva. Complessivamente i B-52 effettuarono 1 620 missioni durante la prima guerra del Golfo, portando a termine il 3% delle missioni ma sganciando il 30% delle bombe impiegate durante l'intero conflitto.
I B-52 durante queste operazioni si assicurarono anche un nuovo record; la più lunga missione aerea della storia. Decollati dalla Barksdale Air Force Base negli Stati Uniti d'America, bombardavano l'Iraq percorrendo in tutto 25 750 km in 35 ore e ritornando operativi pronti per una nuova missione dopo sole 18 ore dal loro rientro.

In tale occasione si verificò anche la perdita di un aereo di ritorno da una missione. Tuttavia la perdita dell'aeromobile non fu imputabile al fuoco nemico, ma fu causata da un guasto o da un errore umano. Resta comunque degno di nota il fatto che a partire dalla fine della guerra del Vietnam, tutti gli aspetti relativi alle missioni condotte con l'ausilio dei B-52 e altri bombardieri, vengono sempre meno divulgati dalle autorità militari.
I B-52 riuscirono tuttavia a imporsi sulle difese nemiche, riuscendo ad annientare in pochi giorni quasi tutto l'apparato di difesa antiaerea dell'Iraq.

### L'incidente della Fairchild Air Force Base

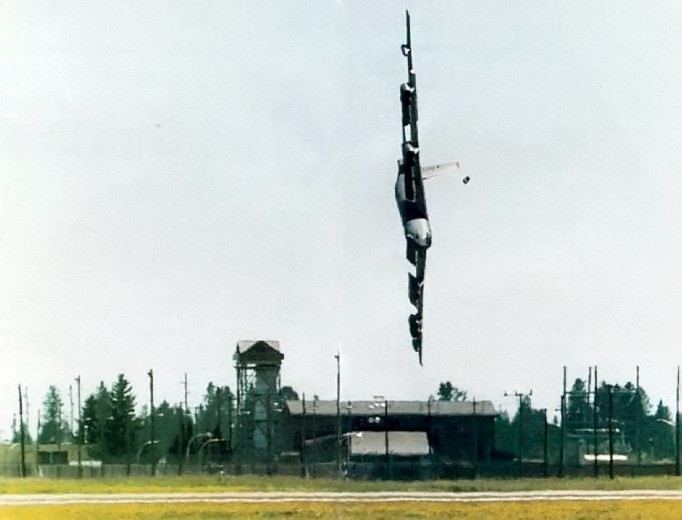
Il B-52 precipitato sulla Fairchild AFB pochi secondi prima dell'impatto. Le ali sono praticamente perpendicolari al suolo a causa dello stallo in virata e si nota il portello del copilota espulso nel tentativo di avviare la sequenza di abbandono dell'aereo.

Il 24 giugno 1994, un B-52, identificativo radio Czar 52, si schiantò al suolo nelle vicinanze della pista della Fairchild Air Force Base nel corso di un'esercitazione in previsione di uno spettacolo aereo. Nell'incidente morirono tutti e quattro i membri dell'equipaggio dell'aereo, mentre non vi furono feriti a terra. Dai risultati dell'indagine sull'incidente, è emerso che il pilota comandante del velivolo aveva ecceduto i limiti stabiliti da progetto per i parametri di volo e aveva perso il controllo. Come effetto, il B-52 incorse in uno stallo in virata (detto anche stallo accelerato), impattando al suolo con le ali disposte quasi perpendicolari al terreno. I momenti finali e l'impatto furono registrati da un video amatore e trasmessi ripetutamente nelle varie televisioni degli Stati Uniti e del mondo.
L'inchiesta sull'incidente arrivò alla conclusione che la catena di eventi che avevano portato al disastro erano da imputare alla personalità e al comportamento del comandante dell'aereo, alle politiche dei suoi superiori, alle reazioni (o alla mancanza di reazioni) da parte degli altri membri dell'equipaggio, oltre che alla mera sequenza di eventi succedutasi prima dell'incidente di volo. Oggi, questo disastro è utilizzato negli ambienti dell'aeronautica militare e dell'aviazione civile come un "caso da manuale" per l'insegnamento della gestione delle relazioni tra membri di un equipaggio. Inoltre, l'incidente è spesso utilizzato dall'USAF, e dalle altre aeronautiche militari durante i corsi di sicurezza del volo, come esempio dell'importanza del rispetto delle norme di sicurezza e di come vada corretto il comportamento di chi viola le procedure di sicurezza.
Il 21 luglio 2008 un B-52 dello stormo di Barksdale, distaccato presso la base aerea di Andersen sull'isola di Guam, è precipitato in mare, causando la morte di tutti i 6 membri dell'equipaggio.

### Operazioni in Kosovo
Durante l'Operazione Allied Force in Kosovo nel corso del 1999 furono impiegati 11 B-52 che compirono, complessivamente, tra le 184 e le 270 missioni, decollando dalle proprie basi situate in Gran Bretagna e sganciando oltre 11 000 bombe sulle postazioni serbe e su bersagli strategici. Ai B-52 impiegati è spettato inoltre l'onore di sparare i primi colpi della guerra con il lancio di missili AGM-86 ALCM contro le principali postazioni di difesa aerea jugoslava, dimostrando però in tale occasione parecchi problemi dovuti in buona parte all'età dei missili e all'anzianità della cellula, che limitava la capacità di imbarcare i missili per questioni di affaticamento.

### Operazioni in Afghanistan

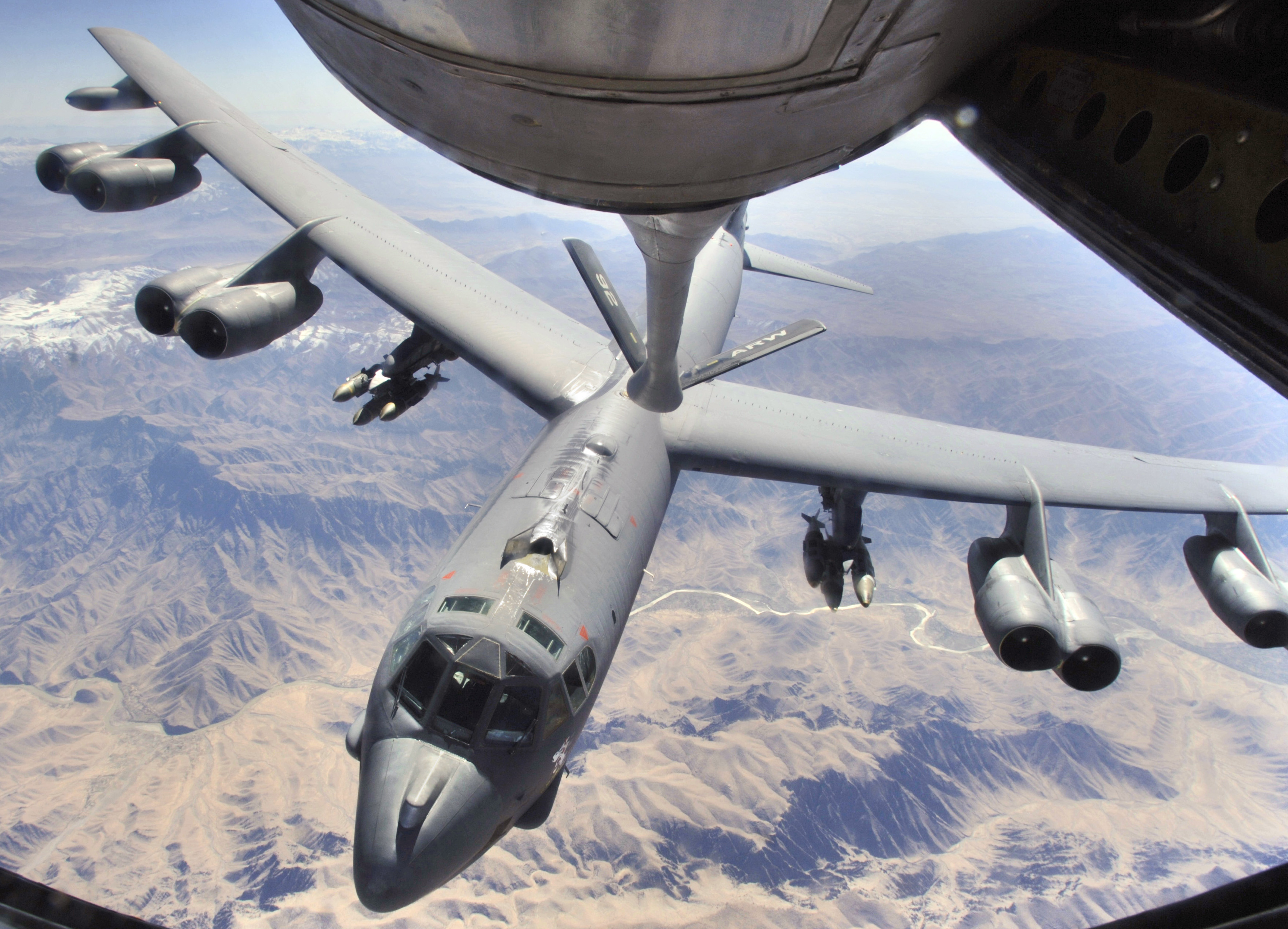
B-52H durante un rifornimento in volo nei cieli dell'Afghanistan

A partire dal 7 ottobre 2001 un'aliquota di B-52 partecipò anche ai "bombardamenti a tappeto" sulle postazioni talebane nell'ambito della Operazione Enduring Freedom, con lunghe missioni in partenza dalla base di Diego Garcia nell'Oceano Indiano. In tale occasione si utilizzò per la prima volta bombe a guida GPS del tipo JDAM.
Complessivamente parteciparono 10 velivoli del tipo H che compivano circa 5 missioni al giorno, percorrendo tra andata e ritorno dalla base di appoggio Diego Garcia oltre ottomila chilometri. Nel corso di questa campagna militare ai B-52 impiegati venivano assegnati degli obiettivi che dovevano essere attaccati per primi. Dopo aver portato a termine la loro missione i bombardieri restavano in stato di allerta all'interno dei quadranti loro assegnati, pronti ad attaccare nuovamente non appena fosse stato necessario.
Il tiro in questo caso veniva diretto da terra e mediamente ogni B-52, una volta raggiunta la propria zona operativa, era in grado di attaccare un nuovo obiettivo in meno di venti minuti. Contrariamente a quanto ci si potrebbe aspettare, l'efficacia di queste operazioni è stata inaspettatamente alta, a dispetto del basso livello tecnologico degli Stratofortress, se paragonati agli altri bombardieri statunitensi delle generazioni successive. In tale occasione, l'impiego di bombe guidate ha portato a risultati sorprendenti pur tenendo conto che i B-52 hanno portato a termine esclusivamente bombardamenti da alta quota condotti con le tecnologie e le armi dei conflitti precedenti. Alcune fonti stimano inoltre che quasi l'80% delle bombe impiegate sia stata lanciata dai B-52. Per una valutazione approssimativa della percentuale di errore, non si dispone di stime esatte degli effetti sulla popolazione civile, ma sono comunque riportati almeno due episodi, avvenuti nel dicembre 2001 e nel luglio 2002, in cui i B-52 hanno causato, insieme con altri velivoli ed elicotteri, la morte di 150 civili e il ferimento di molti altri. La tipologia del conflitto rende difficile arrivare a considerazioni tecniche sulla reale efficacia di queste azioni, tenendo esclusivamente conto delle dichiarazioni del Pentagono, secondo il quale si trattava di obiettivi legittimi.

### Seconda Guerra del Golfo
A partire dal marzo 2003 un'aliquota di circa 28 B-52H ha partecipato alla Seconda guerra del Golfo nell'ambito della missione Iraqi Freedom. I velivoli che vi parteciparono utilizzarono, analogamente alla Operazione Enduring Freedom, bombe JDAM a guida GPS e bombe a guida laser del tipo AN/AAQ-28.

### B-52 al servizio della NASA

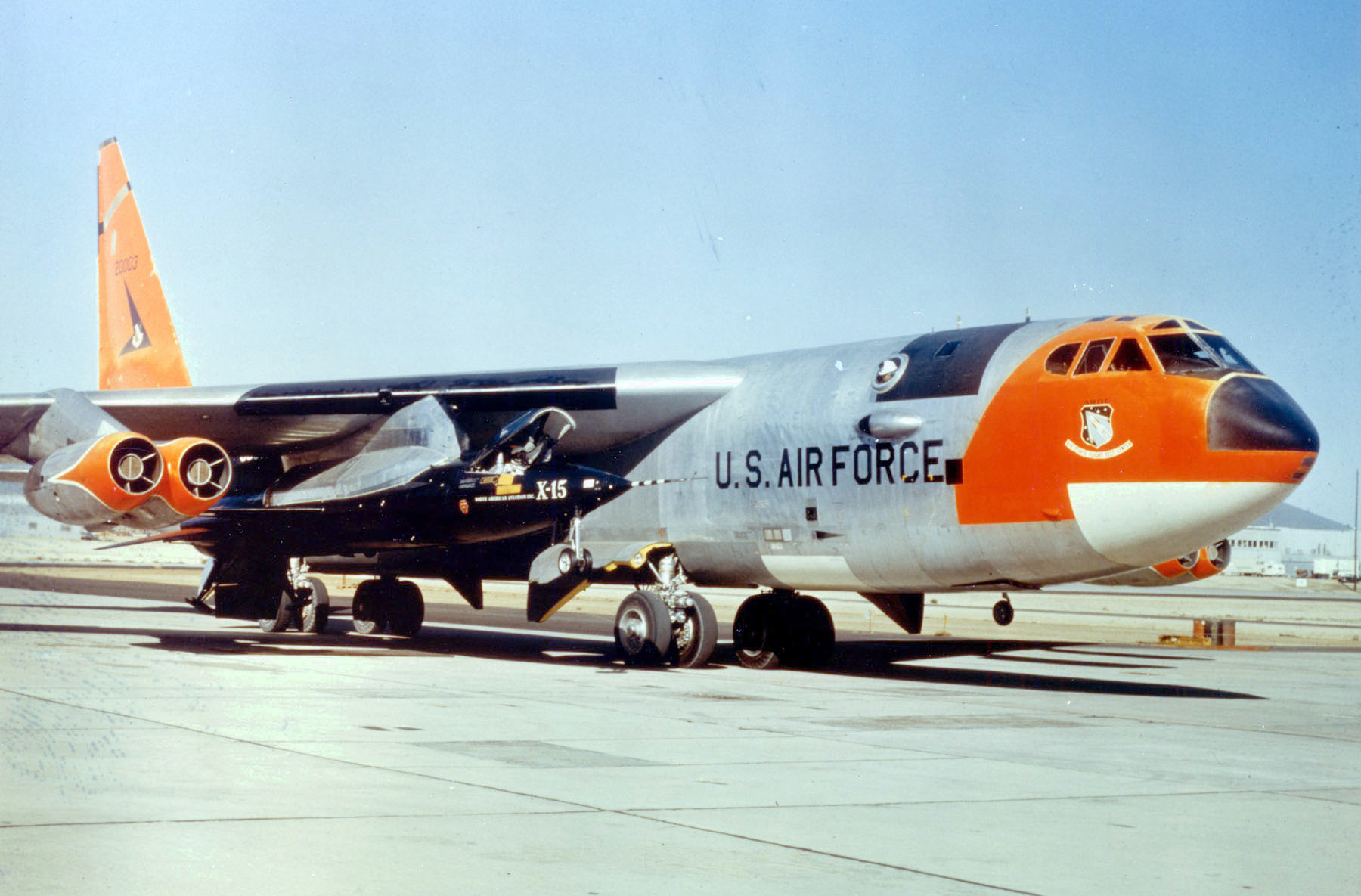
NB-52A con X-15

Complessivamente alla NASA furono consegnati tre B-52, che si succedettero l'un l'altro a partire dal 1959. Questi velivoli operarono principalmente nel ruolo di mothership, con il compito di trasportare ad alta quota velivoli e razzi per effettuare test. Nonostante i velivoli fossero stati messi a disposizione della NASA, essi mantennero i numeri di matricola dell'USAF e rimasero ufficialmente in possesso dell'aeronautica, anche se il loro nome era stato modificato da B-52 a NB-52.
Il primo velivolo ad essere consegnato era un B-52A, che aveva il numero di matricola 52-003. Fu messo a disposizione dell'agenzia per trasportare l'X-15, un velivolo sperimentale per lo studio del comportamento di volo ad altissime velocità. Per poter trasportare questo aerorazzo, il B-52 venne dotato di un pilone subalare al disotto di una delle due ali e parte di quest'ultima dovette essere modificata per fare posto al timone di coda dell'X-15. Il primo volo fu effettuato il 10 marzo 1959 presso la Edwards AFB in California.
Nello stesso anno fu consegnato alla NASA il secondo aereo, un B-52B con numero di matricola 52-008.
Con questo secondo velivolo furono effettuati i restanti 140 voli dell'X-15, mentre il primo B-52 fu ritirato e riconsegnato all'USAF. In seguito questo velivolo partecipò a tutti i restanti progetti, rimanendo a disposizione dell'agenzia spaziale fino al 2004, quando fu sostituito da un bombardiere della serie H anche questo dato in prestito alla NASA da parte dell'USAF. L'ultimo volo con l'NB-52B fu effettuato il 17 dicembre 2004 per il progetto Boeing X-43, dopodiché l'aereo venne riconsegnato all'USAF. Al momento della riconsegna il velivolo era l'apparecchio più vecchio della famiglia dei B-52 ancora in servizio nell'USAF e contemporaneamente quello con meno ore di volo.
Come rimpiazzo per il B-52B radiato dal servizio, il 30 giugno 2004 fu infine consegnato il terzo ed ultimo velivolo di questo tipo alla NASA. Si tratta di un B-52H costruito nel 1961, con numero di matricola 61-0025. che ha funto fino al 2007 da aereo madre per velivoli sperimentali. Avendo valutato di non aver più bisogno di un velivolo con capacità simili, nel 2007 il B-52H con numero di matricola 61-0025 fu restituito all'USAF.

### Record

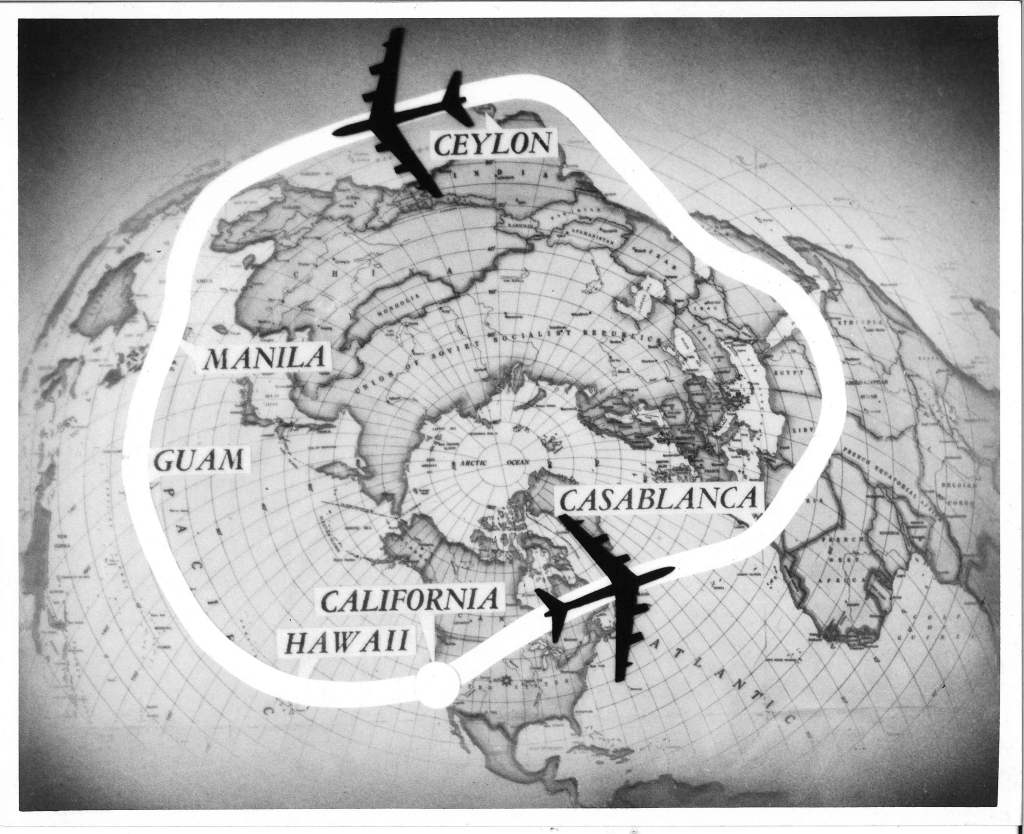
Il tragitto intorno al mondo percorso dai B-52B nel 1957.

Nel corso della sua lunghissima vita operativa il B-52 ha stabilito diversi record. Molti di questi furono conquistati nei primi anni sessanta, quando il B-52 faceva ancora parte degli aerei più moderni a disposizione dell'USAF. Alcuni di questi record furono poi successivamente superati da altri velivoli, dotati di motori che permettevano loro prestazioni maggiori, altri invece, come ad esempio quello stabilito nel corso della prima guerra del golfo, durante la quale i B-52 portarono a termine le missioni continuative più lunghe mai condotte nel corso di un conflitto, sono a tutt'oggi ancora insuperati.

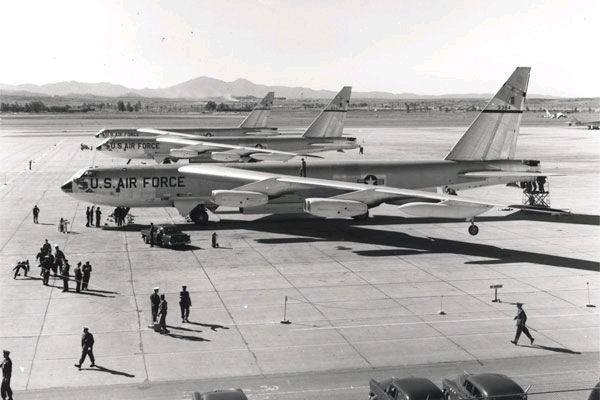
I tre B-52B che effettuarono il volo intorno al mondo fotografati presso la Castle AFB nel 1957 poche ore prima del loro decollo.

Il primo record stabilito da un B-52 fu conquistato il 24 novembre 1956, quando nell'ambito della operazione Quick Kick quattro B-52B del 93rd BW e quattro B-52C del 42nd BW ricoprirono in un unico volo non stop un tragitto di 25 000 km in sole 31 ore e 30 minuti circumvolando l'intero confine degli Stati Uniti. Successivamente nel 1957 il record stabilito dagli otto B-52 fu superato da tre B-52B che grazie all'ausilio di una serie di rifornimenti in volo effettuati da aerei a propulsione a getto e non più da vecchi KC-97 Stratotanker dotati di sola propulsione a elica, decollarono dalla Castle Air Force Base ed effettuarono la prima circumnavigazione del globo senza scalo facendo ritorno alla base di partenza dopo aver percorso complessivamente un tragitto di 39 165 km in sole 45 ore e 19 minuti. Tale prestazione assicurò inoltre al 93rd Bomb Wing l'assegnazione del Mackay Trophy.
Ulteriori due record furono invece stabiliti il 26 settembre 1958 da altrettanti B-52. Lo stesso giorno, un B-52D che percorse un tragitto di 10 000 km ad una velocità media di 902 km/h e sempre lo stesso giorno un secondo B-52D stabilì un secondo record su di un tragitto ad anello chiuso di soli 5 000 km, percorrendo quest'ultimo ad una velocità media di 962 km/h. Il 14 dicembre 1960 un B-52G stabilì poi un record di autonomia, percorrendo 16 227 km in 19 ore e 44 minuti senza alcun rifornimento in volo. Infine questo record fu superato due anni più tardi il 10 gennaio 1962 da un B-52H che percorse il tragitto dalla Kadena Air Base sull'isola di Okinawa alla Torrejon Air Base in Spagna senza alcun rifornimento in volo.

### Il B-52 come piattaforma di ricerca per nuovi carburanti

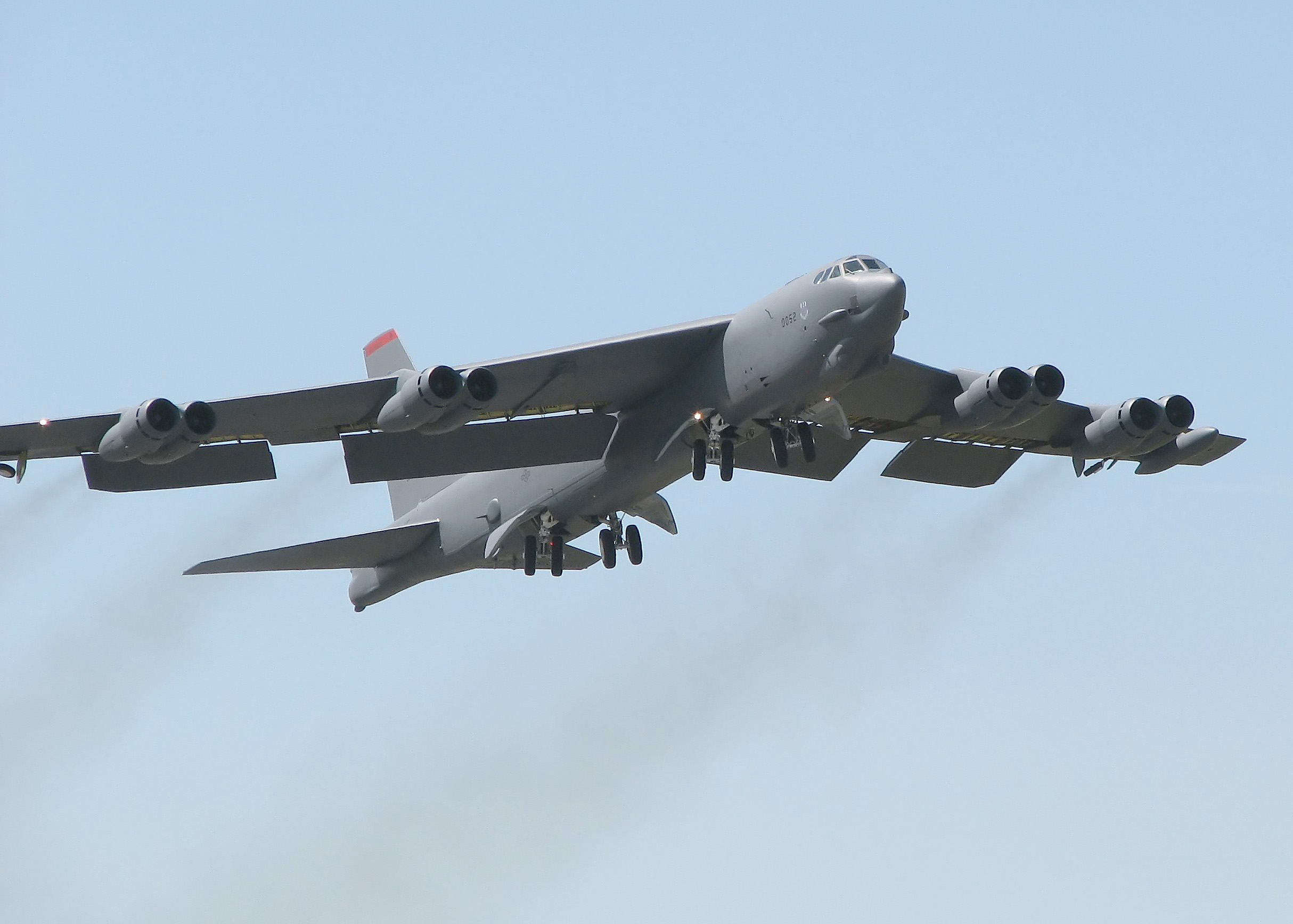
B-52H in fase di decollo

Con il costante aumento del costo dei combustibili fossili, l'USAF ha preso in considerazione a partire dal settembre del 2006 lo sviluppo di un nuovo tipo di combustibile per la propria flotta aerea la cui base non derivi dagli idrocarburi fossili. In collaborazione con la Syntroleum l'USAF ha quindi sviluppato e successivamente testato un B-52 presso la Edwards Air Force Base utilizzando una miscela al 50% di avio cherosene misto al nuovo propellente, che fu iniettata in due degli otto motori turbogetto.
In seguito al successo conseguito nel corso del primo test, lo stesso anno il 15 dicembre 2006 un secondo B-52 è stato testato dopo essere stato rifornito con il nuovo combustibile. Questa volta però il carburante fu utilizzato con successo in tutti e otto i motori turbogetto. Infine 8 agosto 2007 l'USAF ha dato dopo una serie di studi il proprio nulla osta all'utilizzo del nuovo tipo di carburante su tutti i B-52H in servizio con l'aviazione militare. L'intento dell'USAF con questo progetto è quello di ridurre entro il 2016 del 50% la dipendenza dai combustibili fossili.

### Futuro
Nonostante l'USAF abbia già avviato da anni studi di realizzazione per la sostituzione dei B-52 con sistemi d'arma più moderni, il ritiro dei B-52 non è previsto prima del 2040, quando gli aerei ancora in servizio avranno ormai quasi 80 anni. Nel frattempo tutti i velivoli ancora operativi vengono ciclicamente sottoposti a operazioni di manutenzione e ammodernamento presso la Tinker Air Force Base in Oklahoma.
Nonostante l'anzianità di questi aerei è prevedibile che l'aeronautica militare statunitense continui a fare affidamento sul B-52 per coprire il ruolo di bombardiere tattico, da impiegare in conflitti contro avversari dotati di una modesta capacità antiaerea. Anche la tipologia di missioni che i B-52 andranno a compiere in futuro risulteranno drasticamente diverse da quelli per le quali l'aeroplano fu originariamente progettato. Risulta infatti probabile che i B-52 verranno sempre più spesso impiegati per bombardamenti di precisione contro singoli obiettivi, mentre si farà sempre meno affidamento ai bombardamenti a tappeto.
Nel luglio del 2008 è iniziata la radiazione di diciotto B-52H, ed il 24 luglio 2008 il primo di questi 18 velivoli è stato trasferito dalla Barksdale Air Force Base all'AMARC. Sempre a partire dalla stessa data è prevista la radiazione di un aereo ogni due settimane, alternativamente tra le basi di Minot e Barksdale, per arrivare a ridurre il numero di B-52 in servizio da 94 a 76.
Nel 2016 l'US Air Force ha annunciato un contratto da 491 milioni di dollari, suddivisi in cinque anni, per la sostituzione del vecchio radar Northrop Grumman AN/APQ-66 che equipaggia i B-52H. Il sensore a scansione meccanica, considerato lento e tecnologicamente superato, verrà sostituito da un moderno radar AESA (Active Electronically Scanned Array) a scansione elettronica. I lavori dovrebbero terminare nel 2022, ma sono solo la "punta dell'iceberg" delle modifiche cui saranno sottoposti gli anziani bombardieri per i quali è previsto un ricondizionamento strutturale (circa 11,9 miliardi di dollari) per tenere il B-52 in servizio almeno fino al 2030 (nelle audizioni delle commissioni sulla difesa, tenute tra il 2007 ed il 2014, si erano sentite date comprese tra il 2030 e il 2043). Nel frattempo il programma CONECT (Combat Network Communications Technology), varato nel 2005 per rinnovare la suite di sistemi di comunicazione dell'aereo, è già costato oltre 500 milioni. A partire da gennaio scorso sono stati consegnati i primi sei aerei equipaggiati con la nuova stiva bombe prevista dal programma 1760 IWBU (Internal Weapons Bay Upgrade) che prevede la possibilità di trasportare nella stiva una vasta gamma di ordigni di ultima generazione JDAM (Join Direct Attack Munition), JASSM (Joint Air-to-Surface Missile), MALD (Miniatur Air Launched Decoy) e bombe (a guida laser e GPS) che potevano essere alloggiate solo nei piloni esterni. Infine, periodicamente si parla di sostituire gli otto turboreattori Pratt & Whitney TF-33 con quattro motori più potenti e più moderni, a vantaggio di consumi, autonomia, impatto ambientale e manutenzione, anche se è probabile che questo progetto non venga mai attuato per i costi che comporterebbe.
Nel maggio 2016 ne restavano in servizio attivo 75 esemplari in quanto, il 18 maggio 2016, un B-52H si schiantò sulla pista della Andersen Air Force Base di Guam, nel Pacifico. L'aereo, che apparteneva al 69° Expeditionary Bomb Squadron, andò completamente distrutto. Risultarono illesi i 7 membri dell'equipaggio.
Ad ottobre 2016 l'USAF ha rimesso in servizio un bombardiere strategico B-52H. Il velivolo, identificato con le marche 61-007 e con il nomignolo "Ghost Rider", era stato accantonato in attesa di ripristino nel "cimitero" della base di Davis-Monthan in Arizona. Per rimetterlo in condizione di operare è stata necessaria una complessa revisione durata 9 mesi presso l'Oklahoma City Air Logistics Complex, prima del nuovo dispiegamento operativo con il 5th Bomb Wing di Minot (North Dakota). Con il rientro in servizio di questo esemplare, la flotta in servizio ritornava a 76 esemplari. A marzo 2021, un ulteriore B-52H, identificato con le marche 60-034 e il nomignolo "Wise Guy", è stato riportato in condizioni di volo dall'AMARG, riportando a 77 gli aerei in servizio al marzo 2021.

## Versioni

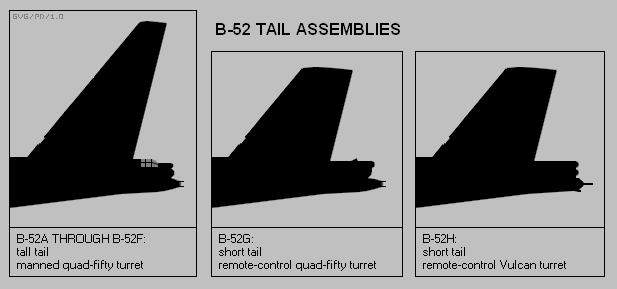
Modifiche apportate ai timoni di coda dei vari modelli

Complessivamente furono costruite, a partire dal marzo 1954 e fino al 1960, 744 unità in nove varianti differenti. In tabella sono illustrati il numero di velivoli prodotti, il periodo e l'anno di radiazione dal servizio per ogni singola variante.
| Modello | Esemplari                                                                                            | Costruiti | Radiati entro il            |
| ------- | --- | --------- | --------------------------- |
| XB-52   | 2 (1 ridesignato YB-52)                                                                              | 1949      | prototipi                   |
| B-52A   | 3 | 1954      | 1969                        |
| B-52B   | 50, 27 dei quali in versione RB-52B                                                                  | 1954      | 1966                        |
| B-52C   | 35                                                                                                   | 1956      | 1971                        |
| B-52D   | 170                                                                                                  | 1956      | 1983                        |
| B-52E   | 100                                                                                                  | 1957      | 1970                        |
| B-52F   | 89                                                                                                   | 1958      | 1978                        |
| B-52G   | 193                                                                                                  | 1958      | 1994                        |
| B-52H   | 102                                                                                                  | 1960      | 77 ancora in servizio       |
| NB-52   | 3 (1 B-52A, 1 B-52B e 1 B-52H riconvertiti) messi a disposizione della NASA e usati come aerei madre | 1959 1961 | solo uno ancora in servizio |
| Totale  | 744                                                                                                  |           |                             |

XB-52
Il primo prototipo, matricola 49-230, venne completato il 29 novembre 1951. Durante i test a terra, durante una prova di tenuta al sistema pneumatico (che comandava gli attuatori idraulici e le turbine degli alternatori), un difetto del circuito dell'aria compressa spillata dai reattori comportò danni estesi al bordo d'uscita dell'ala. Le operazioni di riparazione e messa a punto comportarono diversi ritardi, cosicché l'XB-52 effettuò il primo volo solo il 2 ottobre 1952, sei mesi dopo il secondo prototipo. Le differenze tra i due velivoli erano minime, il primo esemplare era privo di torretta e adottava 3 diruttori per semiala. Implementava anche l'impennaggio verticale ripiegabile a destra, di modo da consentire lo stivaggio negli hangar standard dell'USAF. Il velivolo venne poi trasferito al Wright Air Development Center, Wright-Patterson Air Force Base, Ohio, dove venne impiegato come banco di prova volante per testare i turbogetti Pratt & Whitney J75. Le coppie di motore esterne vennero sostituite da un J75 ciascuna.
YB-52

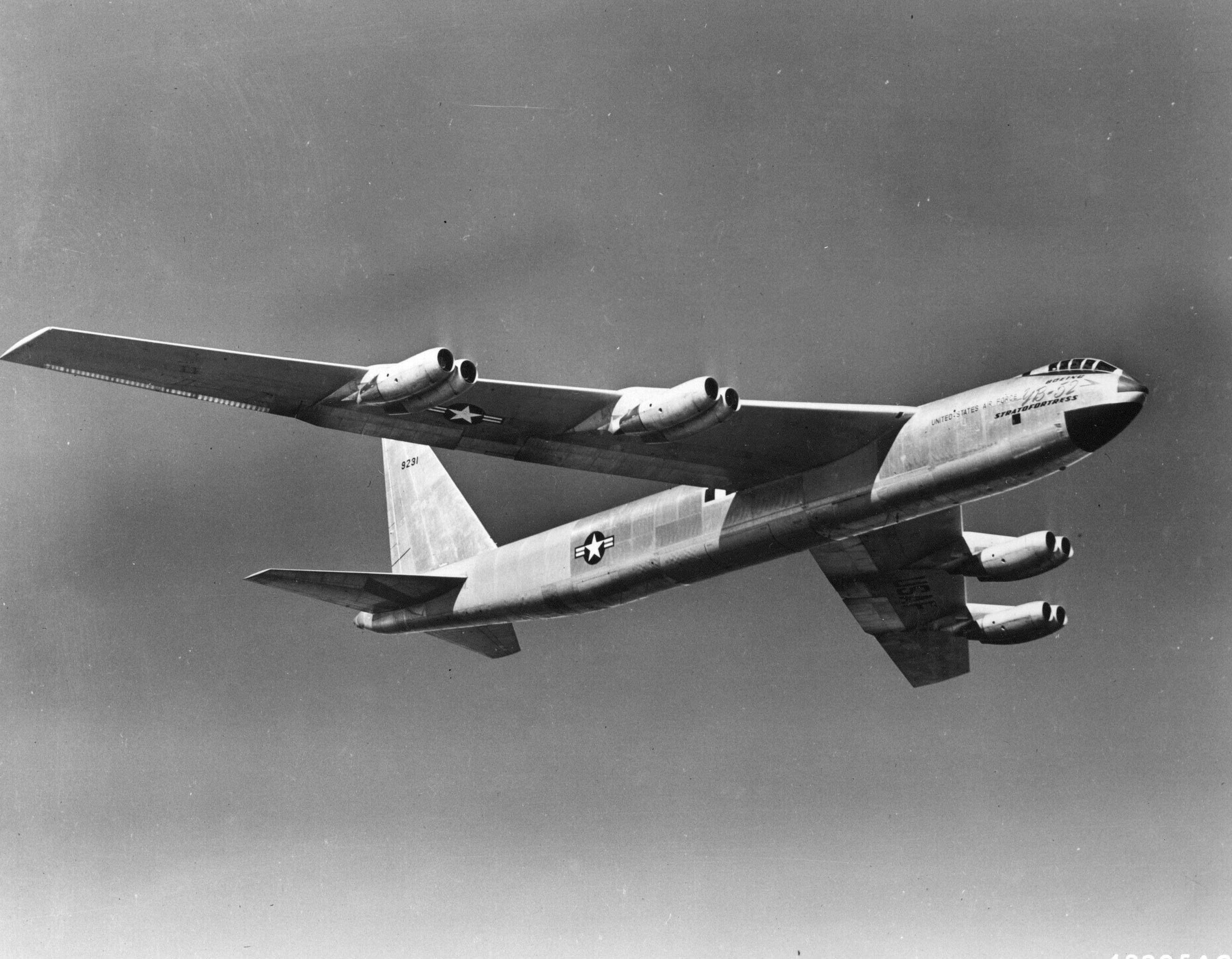
L'YB-52 fotografato durante uno dei suoi primi voli

Il secondo prototipo, matricola 49-231, era stato ordinato originariamente come XB-52. Rispetto al primo prototipo si differenziava per l'adozione di 6 diruttori per semiala e dei flaperon come superfici mobili. Venne installata anche la torretta posteriore con 2 cannoni da 20 mm.
Sui motivi che spinsero a cambiare la designazione in YB-52, da XB-52, prototipo sperimentale a YB-52, prototipo di preserie esistono due distinte versioni. Da un lato, le modifiche volute dalla Boeing, che seppur minime rispetto al primo prototipo, comportarono l'installazione di equipaggiamento operativo (come la torretta di coda). Di contro vi era la necessità di finanziamenti da parte del Logistics Command, che non era autorizzato a sovvenzionare prototipi sperimentali, caratterizzati dalla lettera X.
Visto che l'XB-52 era in riparazione, fu il secondo prototipo a compiere il primo volo il 15 aprile 1952 pilotato da A.M. (Tex) Johnson e dal Lt. Col. Guy M. Townsend.
Sebbene i test si fossero rivelati subito positivi, venne deciso di modificare la sezione frontale della fusoliera per ospitare pilota e copilota in tandem, venendo incontro alle richieste del generale Curtis E. LeMay, comandante dello Strategic Air Command. La radicale modifica venne adottata fin dal primo B-52A e non dal 14º esemplare come previsto originariamente.
L'YB-52 venne infine trasferito al National Museum of the United States Air Force nella Wright-Patterson Air Force Base, Ohio il 27 gennaio 1958. Prima della musealizzazione il velivolo venne smantellato a metà degli anni sessanta nell'ambito dei programmi di riqualificazione dei paesaggi avviati dalla first lady Bird Johnson.
B-52A (Model 464-201-0)

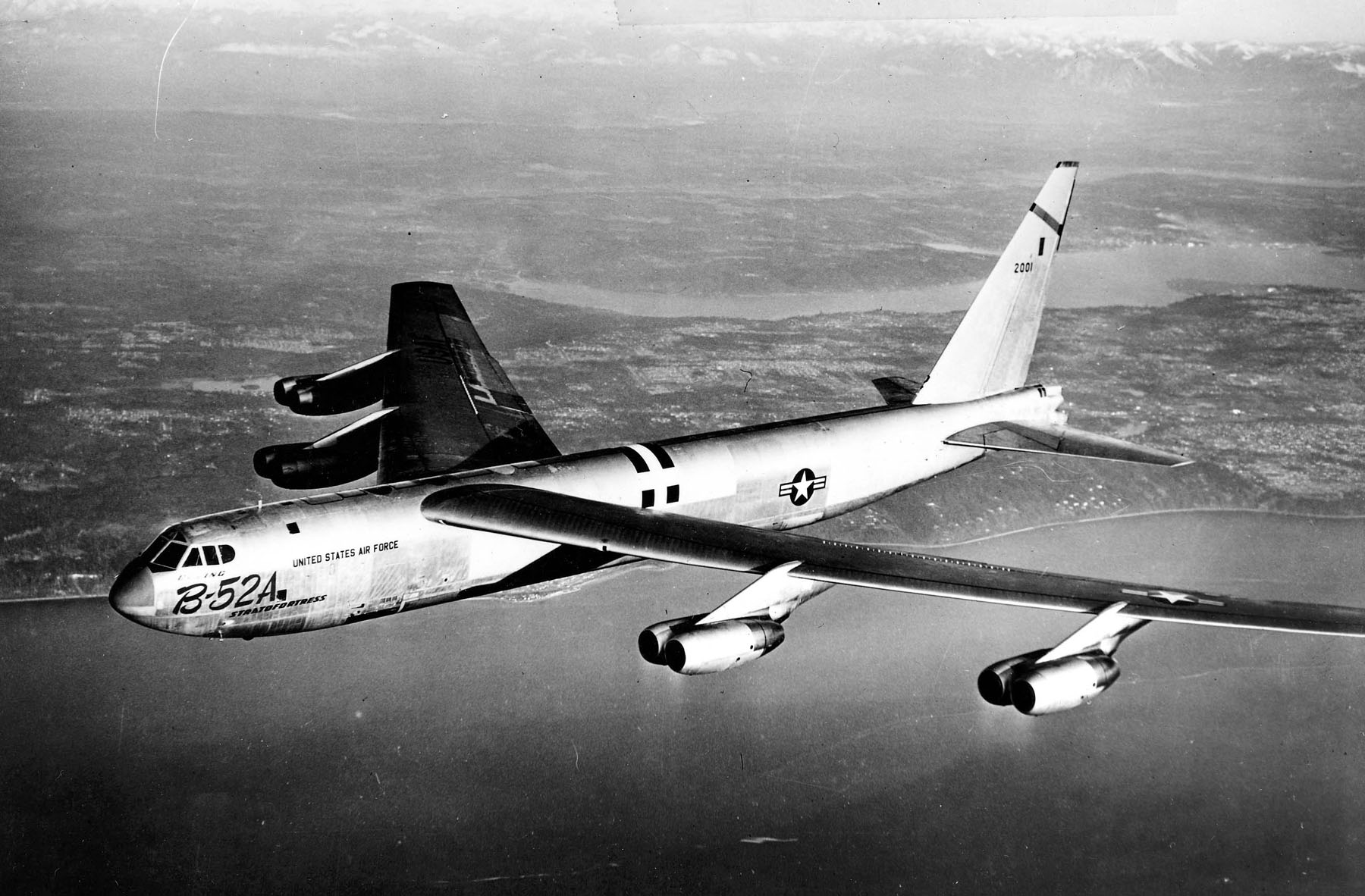
Uno dei tre B-52A prodotti

La versione A del B-52 fu la prima ad andare in produzione, a partire dal modello che portava il numero di matricola 464-201-0. Degli originari 13 esemplari previsti ne furono tuttavia completati solo tre, mentre i restanti 10 furono successivamente inglobati nel secondo lotto B. Rispetto ai due primi prototipi XB-52 e YB-52, gli esemplari delle serie A disponevano di una fusoliera lievemente modificata. I piloti, come in tutte le serie successive, erano seduti uno accanto all'altro ed il mitragliere in coda al velivolo disponeva di una mitragliatrice M2 12,7 mm che poteva essere sganciata in volo in caso di pericolo, permettendo al mitragliere di mettersi in salvo. Inoltre i velivoli disponevano di una propulsione migliorata grazie ai nuovi motori a reazione modello J57-P-1W o J57-P-9W da 4.080-4.990 kg/s. Il s/n 52-0001 divenne l'NB-52G mentre il s/n 52-0003 divenne l'NB-52A per la NASA, utilizzato quale aereo-madre fino all'ottobre 1969.
Il primo velivolo della serie A fu consegnato il 5 agosto 1954 ed a settembre dello stesso anno fu consegnato il terzo ed ultimo esemplare di questa prima variante.
B-52B (Model 464-201-3)

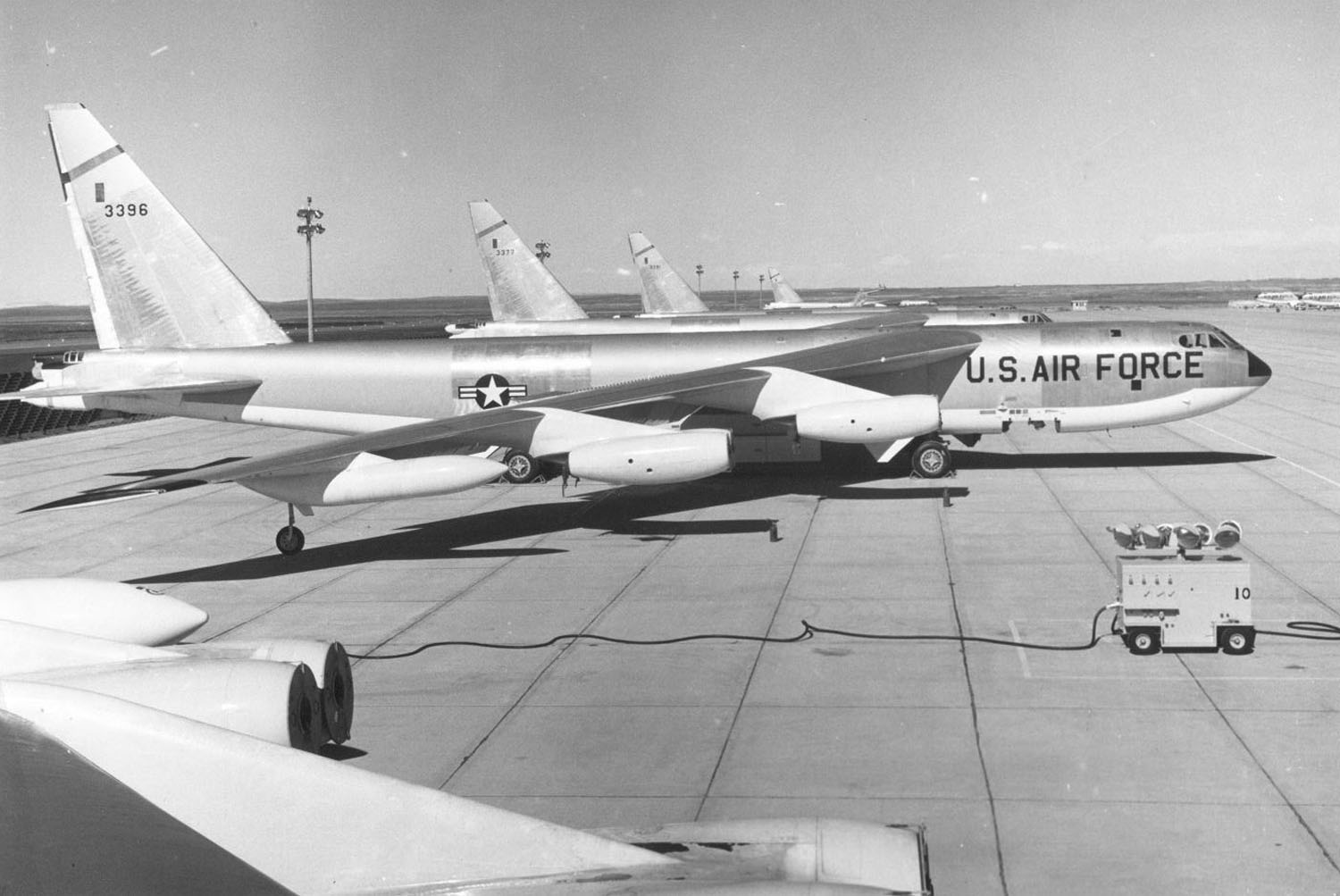
B-52B con colorazione bianca delle superfici inferiori a protezione dall'effetto termico in caso di detonazione nucleare

La versione B fu la prima versione realmente concepita per operazioni militari, dal momento che i modelli della serie A erano stati utilizzati solo come velivoli di prova. Il peso a pieno carico era lievitato fino a 190 tonnellate e i reattori (J57-P-1W, J57-P-1WA, J57-P-1WB, J57-P-19W, J57-P-29W o J57-P-29WA), ulteriormente potenziati, garantivano una spinta di ben 53,8 kN. Complessivamente ne furono ordinati 50 esemplari, 27 dei quali in versione RB-52B, che per le missioni di ricognizione montavano (in quattro ore) una capsula pressurizzata con due membri d'equipaggio, cinque-otto fotocamere e sette ricevitori radar. Primo volo 25 gennaio 1955. Un esemplare, ridesignato N(R)B-52B è stato assegnato alla NASA che lo ha radiato il 17 dicembre 2004.
Il primo esemplare della versione B fu consegnato il 29 giugno 1955 al 93rd Heavy Bomb Wing all'epoca dislocato presso la Castle Air Force Base in California. Nonostante la sperimentazione intensiva alla quale furono sottoposti gli aerei di questa serie, i primi modelli erano affetti da una serie di problemi ed anomalie che costrinsero lo Strategic Air Command a sospendere tutti i voli dal 12 marzo 1956 fino all'agosto dello stesso anno. Nel 1966, in seguito alle eccessive spese di manutenzione ed ammodernamento necessarie per aggiornare gli aerei della serie B allo standard dei restanti velivoli, si decise di avviare la radiazione di tutti i velivoli di questo lotto.
B-52C (Model 464-201-6)
I velivoli costruiti in variante C erano pressoché identici ai velivoli della serie B, eccetto per il peso a pieno carico lievemente aumentato (a 204 tonnellate) e per dei serbatoi in grado di trasportare 11 360 litri di carburante. Primo volo il 9 marzo 1956. Complessivamente furono prodotti 35 esemplari, che rimasero in servizio fino al 1971.
B-52D (Model 464-201-7)

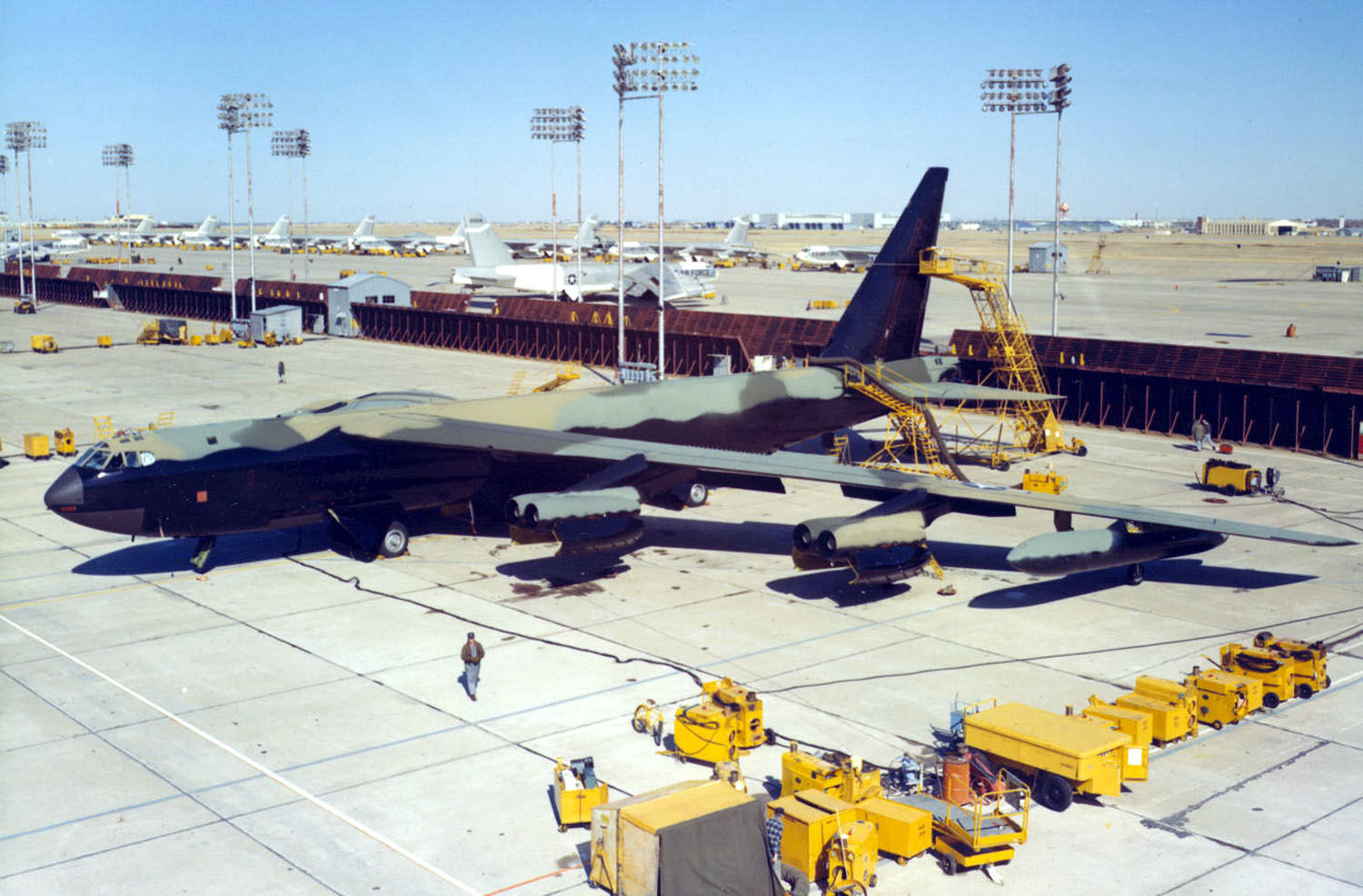
Un B-52D mentre viene sottoposto a manutenzione. Ben visibile la tipica livrea mimetica di questa serie, caratterizzata dal colore nero nella parte bassa della fusoliera.

Questo modello è il più anziano ad essere stato utilizzato come bombardiere in operazioni di guerra, dal momento che tutti i velivoli dei lotti precedenti non furono mai utilizzati in missione. Non fu però questa la prima serie di velivoli ad essere impiegati per bombardamenti (i velivoli della serie F furono i primi), dato che videro il battesimo di fuoco nei cieli del Vietnam solo a partire dall'aprile del 1966.
Questa variante fu la prima ad essere prodotto su larga scala, con ben 170
esemplari consegnati all'USAF, tutti prodotti tra la primavera del 1956 e novembre del 1957, di cui 69 per la prima volta presso lo stabilimento di Wichita in Kansas. Il primo volo fu il 14 maggio 1956. Seppure esteriormente il velivolo fosse rimasto identico ai modelli della serie C, rispetto ad essi disponeva di un'elettronica migliorata e non poteva più essere utilizzato come velivolo da ricognizione.
La variante D fu il primo lotto di velivoli predisposti per missioni a bassa quota. Pertanto tutti i velivoli di questa serie erano equipaggiati con un radar per il volo a bassa quota ed erano armati con missili del tipo AGM-28 Hound Dog. Ebbe diversi sistemi di navigazione ed attacco: AN/ASQ-48 (V), AN/ASB-15, AN/APN-108 e MD-1. Successivamente tale armamento venne predisposto su tutti i modelli di B-52 ed a partire dal 1963 ogni velivolo in servizio era in grado di operare anche a bassa quota.
Per migliorare la capacità di carico, tutti i modelli della serie D furono modificati (Big Belly) affinché potessero trasportare 27 tonnellate di bombe. La necessità di tale modifica era scaturita durante la Guerra del Vietnam, quando questi velivoli eseguivano larghi bombardamenti a tappeto per distruggere le vie di rifornimento dei Viet Cong.
I velivoli di questa serie rimasero in servizio fino al 1983, anno in cui si iniziò a radiarli dal servizio.
B-52E (Model 464-259)

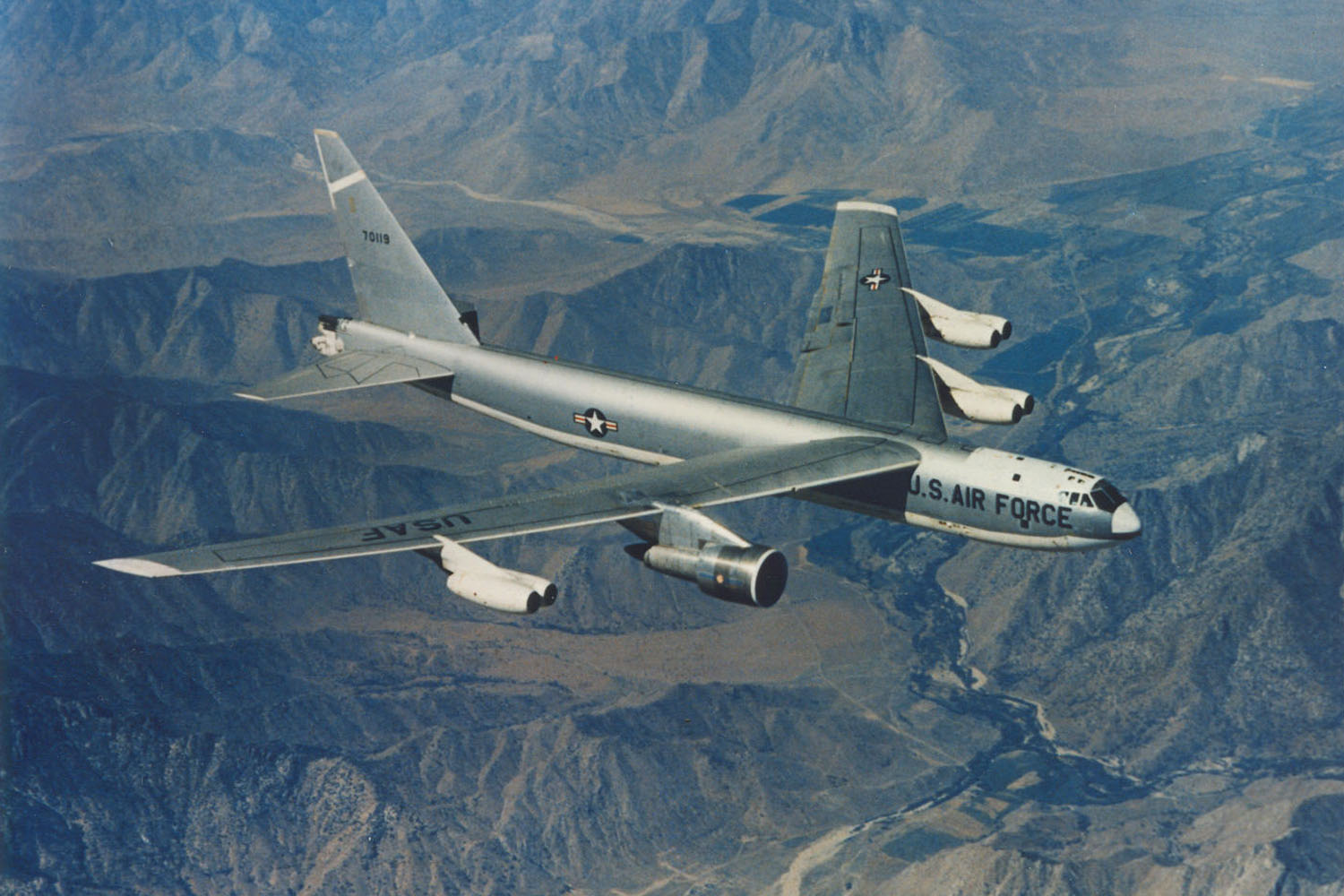
Un B-52 fu impiegato per testare il nuovo motore turbofan TF39-GE-1C sviluppato dalla General Electric

I velivoli della serie E sono tutti quelli prodotti a partire dal modello 464-259. Questi modelli disponevano di un sistema di navigazione per il bombardamento avanzato del tipo AN/ASQ-38 che consentiva anche la penetrazione a bassa quota, ma che fu, però, fonte di una serie di problemi.
Un B-52 della serie E, esattamente il s/n 56-0631 fu convertito in banco-prova volante e fu utilizzato per testare i nuovi motori turbofan TF39-GE-1C sviluppati dalla General Electric. Per l'occorrenza furono rimossi due dei motori JT3 e furono sostituiti da un TF39-GE-1C. Il TF39-GE-1C fu successivamente impiegato sul Lockheed C-5 Galaxy e sul Boeing 747. Questa versione fu denominata NB-52E.
In tutto furono prodotti 100 esemplari, dei quali 58 a Wichita. Il primo velivolo di questa variante fu consegnato il 3 ottobre 1957. Anche se alcuni di questi B-52 erano già stati ritirati a partire dal 1967, i velivoli della variante E rimasero in servizio fino al 1970.
B-52F (Model 464-260)

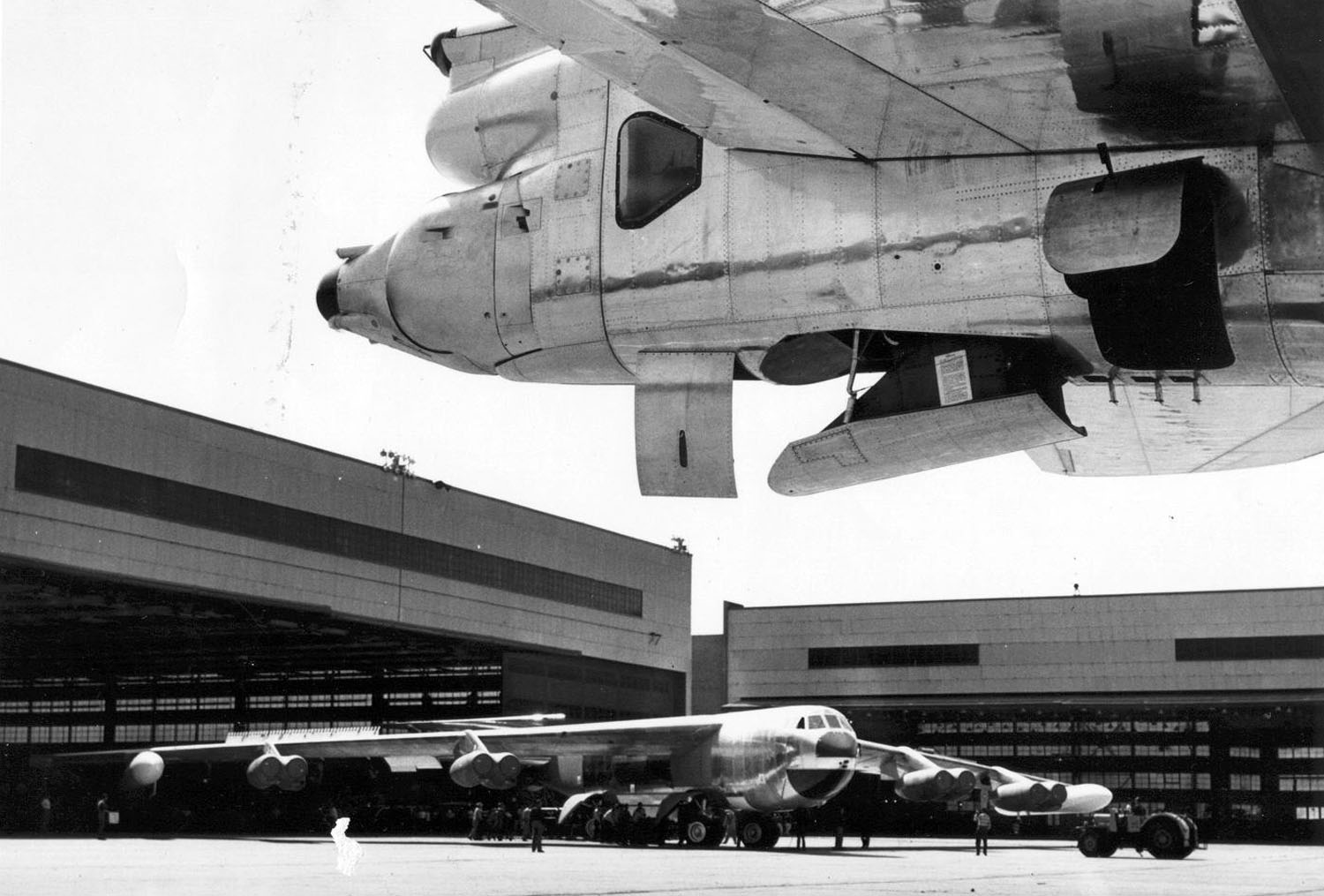
Cerimonia di presentazione del B-52F. In alto dettaglio della postazione di coda.

La serie F fu la prima dopo un lungo periodo a disporre di un nuovo motore a reazione del tipo J57-P-43W con iniezione ad acqua che garantiva una spinta massima di 61,2 kN. Primo volo il 25 agosto 1958. In tutto furono prodotti, a partire dalla fine del 1957 fino al novembre dell'anno seguente, 89 esemplari, 44 dei quali furono assemblati per l'ultima volta a Seattle, prima che la produzione del B-52 fosse trasferita definitivamente a Wichita.
I velivoli prodotti in variante F furono i primi ad essere impiegati in Vietnam. In vista del loro possibile impiego in quel teatro di guerra, l'USAF fece apportare a 74 aerei di questo modello una serie di modifiche per incrementare la capacità di carico. Grazie ai programmi di ammodernamento South Bay e Sun Bath gli aeromobili selezionati furono dotati di piloni sub alari grazie ai quali poté essere incrementata la loro capacità di carico di ulteriori 17 tonnellate. A partire dal 1965 questi aerei vennero poi dislocati nel sud-est asiatico dove furono impiegati per una serie di bombardamenti, anche se a partire dal 1966 gli aerei della serie F furono sostituiti nel loro ruolo da quelli della serie D che potevano vantare una capacità di carico di ben 10 tonnellate superiore.
I B-52 della serie F furono anche i primi ad essere dotati di un sistema automatico per l'identificazione di perdite di carburante nei condotti e di un sistema ideato per prevenire la formazione di ghiaccio sulle superfici alari.
I velivoli di questo lotto furono tutti completamente radiati entro il 1978.
B-52G (Model 464-253)

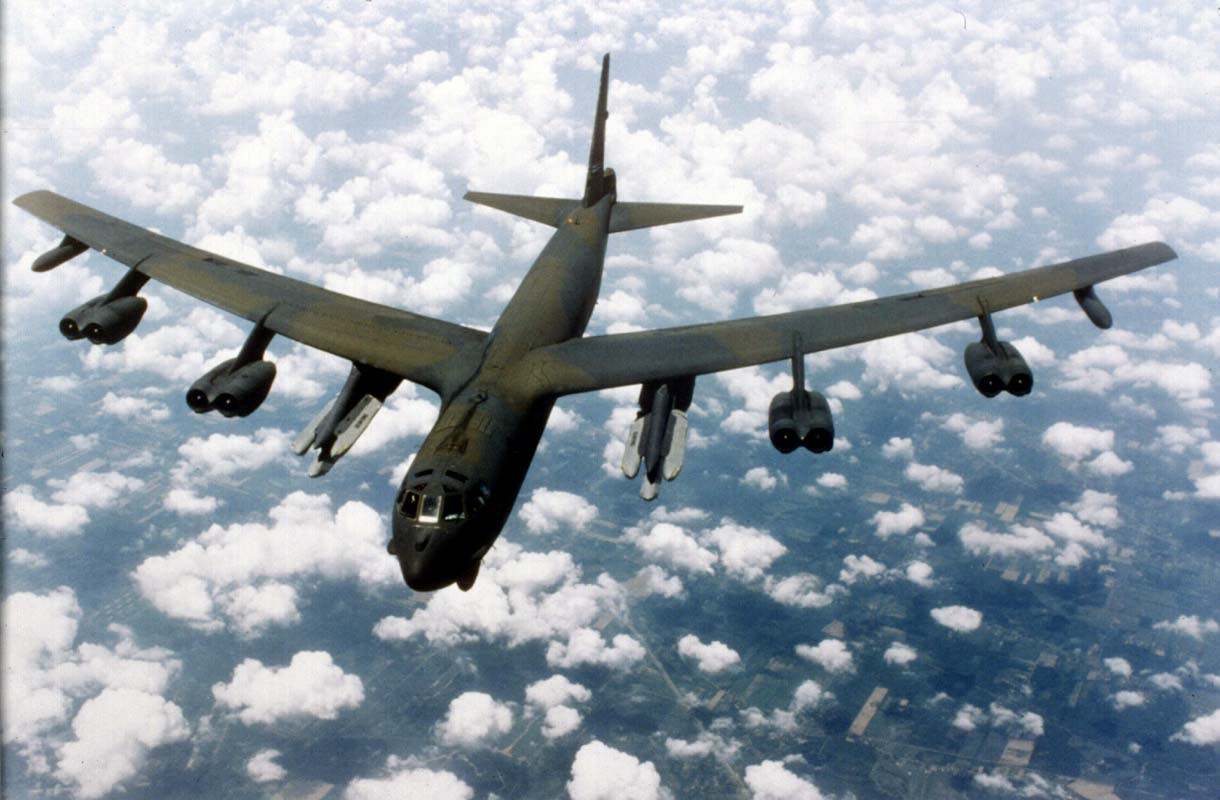
B-52G in volo

Nonostante fosse prevista la sostituzione del B-52 con il B-58 Hustler, la variante G è il lotto con il maggiore numero di velivoli prodotti, ovvero 193 esemplari. Primo volo il 9 agosto 1958, entrata in servizio il 13 febbraio 1959.
I velivoli in variante G si distinguono, oltre che per la loro lunghezza di 2,5 metri inferiore rispetto ai modelli precedenti e per un carico massimo al decollo lievemente superiore (221 tonnellate), principalmente per il timone di coda più basso di 2,32 metri. La serie G fu infatti la prima variante a ricevere modifiche riconoscibili dall'esterno e che non interessassero solamente i sistemi operativi del velivolo. Erano dotati di direzione del tiro AN/ASG-15 per le armi difensive e di un nuovo sistema di navigazione e bombardamento AN/ASB-16. Di fatto, sia per la versione G che per la versione H la ditta Boeing rimodellò il velivolo apportando varie migliorie all'intera cellula strutturale. Dal momento che specialmente le prime serie del B-52 soffrivano di affaticamento dei materiali a causa del loro impiego intensivo, con la serie G si affrontarono e risolsero questi problemi e la Boeing dimostrò di aver saputo far tesoro dell'esperienza accumulata con la produzione delle serie precedenti, modificando il velivolo a seconda delle esigenze. Infine, anche il raggio di azione fu decisamente migliorato, grazie ad ali di nuova concezione che disponevano di una capacità di carico maggiore e che di conseguenza consentivano di caricare più carburante, e serbatoi esterni fissi da 1.650 litri.
I velivoli G furono anche equipaggiati con gli ingannatori ADM-20 Quail, missili in grado di generare un'eco radar uguale a quella del B-52 e che avevano il compito di confondere i sistemi di difesa nemici, creando falsi bersagli. Gli aerei in variante G, insieme a quelli variante H, sono risultati i B-52 con il periodo di servizio più lungo e, come i velivoli della variante successiva, sono stati sottoposti a varie opere di ammodernamento che spaziano dalla strumentazione di bordo fino ad arrivare ai motori a reazione, interessando di fatto quasi tutti i sistemi.
Nonostante i numerosi ammodernamenti ai quali furono sottoposti gli aerei di questa variante, tutti i velivoli del lotto G furono ritirati entro il 1994, dopo aver partecipato all'operazione Desert Storm.
B-52H (Model 464-261)

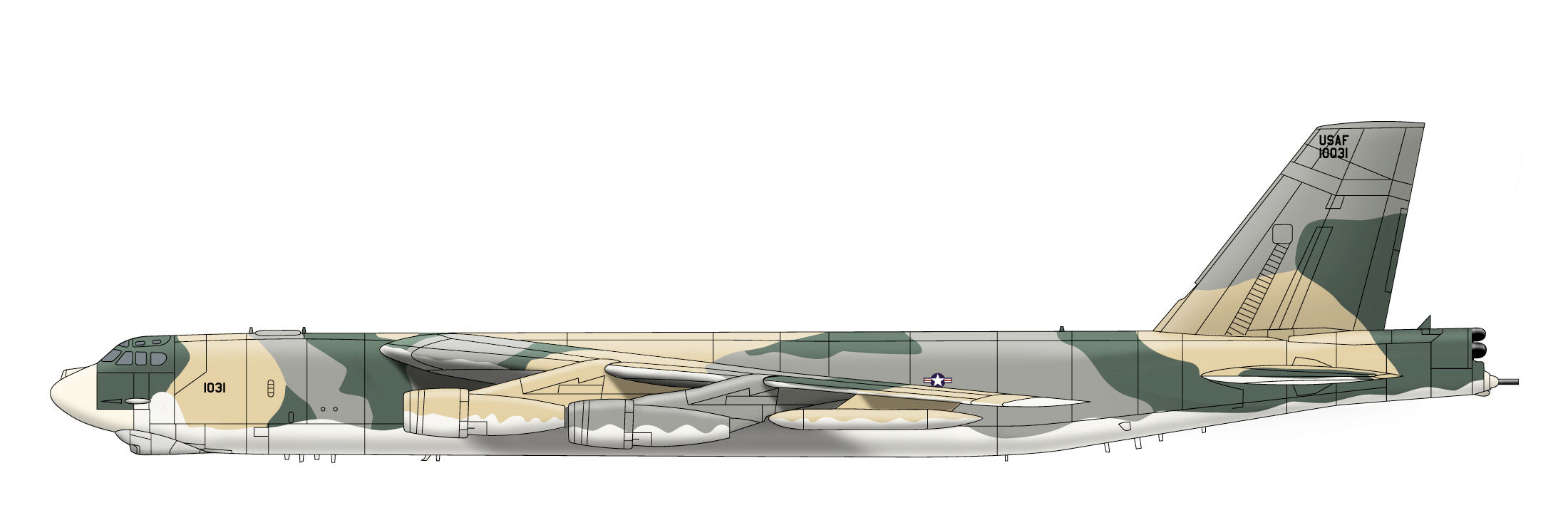
B-52H con la livrea mimetica prima dell'adozione dell'attuale grigio a bassa visibilità

Quando alla fine del 1959 non era ancora disponibile nessun bombardiere in grado di sostituire il B-52, la ditta Boeing decise di avviare la progettazione di un nuovo lotto identificato dalla sigla H. Dotati dei nuovi motori a reazione TF33-P-3 da 7.710 kg/s sviluppati dalla Pratt & Whitney, i velivoli di questo lotto vantano un'autonomia Maggiore e prestazioni migliori rispetto agli aerei del lotto G. Il raggio d'azione fu ulteriormente incrementato fino a raggiungere i 16 000 km e le mitragliatrici in coda all'aereo del tipo M3 furono sostituite da un cannone del tipo T171 Vulcan a controllo remoto con direzione del tiro ASG-21.
Il primo velivolo di questa serie, ricavato dalla modifica di un B-52G, volò per la prima volta il 6 marzo 1961. Complessivamente i velivoli consegnati all'USAF furono 102. Inoltre i velivoli di questa serie sono gli unici ad essere ancora in servizio a tutt'oggi. Per prolungare ulteriormente la durata della loro vita operativa, dal 1971 in poi tutti i velivoli delle serie G ed H furono dotati di sistemi ottici (in gondole poste sotto il muso), in modo da incrementare le capacità di volo a bassa quota. Sempre nello stesso periodo gli aerei della serie H vennero dotati dei nuovi missili AGM-69 SRAM, capaci di trasportare una testata nucleare. Dal 1980 in poi anche i sistemi per la navigazione furono sottoposti ad un ammodernamento, e a partire dal 1982 tutti i B-52 in servizio erano in grado di utilizzare missili del tipo Tomahawk. A partire dal 1990 in poi, su tutti i velivoli ancora in servizio fu rimossa la mitragliatrice di coda e dal 1992 l'AGM-154 Joint Standoff Weapon insieme all'AGM-84 Harpoon fecero parte dell'assetto disponibile per tutti i B-52.
Degli originari 102 velivoli del tipo H, 77 si trovano ancora in servizio attivo, anche se 18 degli originari 102 sono stati convertiti a velivoli di riserva atti a fornire in caso di necessità pezzi di ricambio. La proposta di ridurre il numero di velivoli da 94 a 76 fu respinta dal Congresso degli Stati Uniti, che ha invece approvato un'eventuale riduzione dei velivoli in servizio solo a partire dal 2018, anno in cui dovrebbe entrare in servizio un velivolo in grado di sostituire almeno parzialmente il B-52. Tutti e 77 velivoli della versione H sono aggiornati alla versione Phase IV, che comprende vari miglioramenti dell'avionica, delle contromisure elettroniche (installate in coda al posto del cannone che è stato soppresso) e dell'armamento.
Sia per la versione G che per la versione H, si prese inoltre in considerazione la possibilità di sostituire le ormai vetuste turboventole del tipo TF33 con dei motori a getto più moderni del tipo Rolls-Royce RB211. Tale proposta fu avanzata nel 1996 dalla ditta Boeing, secondo la quale tale modifica avrebbe apportato un risparmio di 6 miliardi di dollari qualora tutti i 94 velivoli fossero stati modificati. Questa nuova versione sarebbe stata designata B-52J (Model 464-251). Ma la stima fatta dalla Boeing si rivelò errata. Secondo uno studio condotto dall'USAF, la Boeing non avrebbe tenuto conto dell'inflazione e dell'aumento dei prezzi del carburante e avrebbe inoltre sovrastimato le spese di manutenzione da effettuarsi ai motori dei velivoli. Pertanto tale modifica non venne apportata, e tutti i B-52 tuttora in servizio utilizzano ancora i motori di cui sono dotati dall'epoca della loro costruzione.
Un'ulteriore modifica presa in considerazione fu quella di modificare alcuni velivoli della serie H per usarli come velivoli idonei alle contromisure elettroniche, in grado di disturbare le trasmissioni nemiche. Nel 2004 era stata prevista a tale scopo l'acquisizione di 76 velivoli tutti ricavati da velivoli della serie H, con la consegna del primo velivolo prevista per il 2012. Ma un imprevisto aumento dei costi, che fecero lievitare la previsione di spesa a sette miliardi di dollari, spinse l'USAF a rinunciare a questo progetto.

## L'Armamento nelle stive
Il B-52, come tutti i bombardieri della sua epoca, è stato concepito con una stiva bombe interna, lunga circa 8,50 m, in grado di accogliere i grandi ordigni nucleari allora in uso. In particolare, i B-52 erano in grado di caricare due grandi bombe Mk.15 Mod.0 o Mod.2 da 3.450 kg e 1,8 MT.
Successivamente furono realizzate le "clips" MHU-14C per quattro Mk.28RI da 1.052 kg e 70-350KT che potevano essere accompagnate da altrettanti missili-civetta McDonnell-Douglas ADM-20 Quail.
Tra le armi all'idrogeno a disposizione dei B-52, ci sono stati anche altri tipi, come le Mk.36 da 7.940 kg o la similare Mk.53 da 4014 kg e ben 9 MT, trasportabili in due esemplari, le Mk.61 (quattro-otto "pezzi") da 10-500 KT o le più recenti bombe H, le B83, da 1-2MT, caricabili in quattro-otto esemplari.
La capacità di trasportare grandi carichi convenzionali è stata data al B-52 durante la guerra in Vietnam ma il B-52H ne ha beneficiato solo recentemente, dopo l'esperienza della Guerra del Golfo e la radiazione dei B-52G.
Alternando sistemazioni dette "cluster" o "clip-in", i B-52H possono caricare nella stiva fino a 27 bombe di medio calibro come le Mk.82 classe 225 kg o le M117 classe 340 kg (queste ultime oggi non più in uso); questa capacità si riduce a 18 con armamenti particolari come le bombe per guerra psicologica M129 o le MJU-1/B (contenitori di civette), 12 possono essere le mine Mk.52 da 900 kg e sei le bombe a submunizioni CBU-87 e CBU-89 (in radiazione perché messe al bando da accordi internazionali).
La soluzione "clip-in" si adatta alle mine marine ed alle bombe convenzionali della classe 900 kg (come le Mk.84).
A partire dal 1988, 80 B-52H sono stati modificati per ricevere il lanciatore rotante interno Boeing CSRL (Common Stores Rotary Launcher), concepito per l'impiego dei carichi nucleari standard: bombe Mk.28, Mk.61 o Mk.83, missili di corta crociera Boeing AGM-69A SRAM o di crociera Boeing AGM-86B ALCM-B.
In effetti, vuoi per inconvenienti nell'impiego, vuoi per limitazioni imposte dai trattati internazionali, vuoi per un mutamento negli indirizzi strategici, gli AGM-69 sono stati radiati e non sostituiti, per cui gli unici missili di crociera trasportati internamente possono essere otto AGM-86B con testata nucleare da 200 KT o altrettanti AGM-86C CALCM a testata convenzionale; 12 missili degli stessi tipi possono essere trasportati esternamente.
Ugualmente elevate sono le capacità di trasporto all'esterno: ricorrendo ai "pylons" alari e ai MER (Multiple Ejector Racks) è possibile trasportare 24 bombe Mk.82 o M117 o, in alternativa, otto missili antinave McDonnell-Douglas AGM-84D Harpoon o tre-quattro Lockheed-Martin AGM-142A Raptor (Have Nap).

## Il B-52 ed i missili
Tra i meno pubblicizzati armamenti missilistici del B-52 vi è un'arma aria-superficie di corta crociera (stand-off), il Rafael Popeye, prodotto su licenza dalla Lockheed-Martin come AGM-142A, secondo il programma Have Nap; questo missile, per il quale è stato fatto il nome Raptor (Rapace), ha una testata convenzionale ed un sistema di guida optonicro (TV); inizialmente sono stati configurati per impiegare gli Have Nap solo 11 B-52H, ma gli altri 83 sono stati predisposti; sono previsti anche gli AGM-142B a guida IR, gli AGM-142C a guida TV e testata perforante I-800 e gli AGM-142D con testata I-800 e guida IR.
Nell'autunno del 1994 è stato considerato l'Have Lite (Popeye 2), di peso e dimensioni più contenuti, apparentemente non entrato in servizio.
Gli Have Nap/Have Lite sono munizioni "Stand-off" di precisione e sostituiscono gli AGM-69 SRAM, gli AGM-131 SRAM 2 e gli AGM-137 TSSAM (gli ultimi due sperimentati ma mai entrati in servizio). Gli altri missili in uso sono i Boeing AGM-86 ALCM, cioè i "cruise" che l'USAF ha preferito ai BGM-109 Tomahawk dell'US Navy.
In effetti, il sodalizio tra il B-52 ed i missili aria-superficie va più indietro nel tempo ed ebbe inizio con i North American AGM-28 Hound Dog, missili di crociera con gittata di 1.100 km. Nel periodo 1959-1976 i B-52 potevano essere armati con due di questi missili, con la prerogativa di poter accendere i loro motori Pratt & Whitney J-52-P-3 da 3.400 kg/s per ottenere un supplemento di spinta in emergenza. Gli Hound Dog erano armati con una testata termonucleare W-28 da 1,1 megaton.
Nel 1962 si ritenne di poter armare i B-52H anche con quattro missili ALBM (Air-Launched Ballistic Missile) Douglas AGM-48 Skybolt, con gittata di 1.850 km ed armamento costituito da una bomba termonucleare W-59 da 1,2 megaton ma il programma fu cancellato prima che lo Skybolt diventasse operativo.
Tra i sistemi d'arma impiegati dai B-52H si devono annoverare anche i Raytheon AGM-129 Stealth Cruise, missili di crociera "invisibili" entrati in servizio nel 1990 e radiati nel 2008. Si trattava di un'arma sviluppata con la prima generazione di sistemi "stealth", con gittata di 3.000 km e testata termonucleare W-80-1 dal potenziale selezionabile tra 5 e 150 kiloton.
L'AGM-129A era un tipico armamento da guerra fredda e la sua radiazione è stata determinata dall'indisponibilità di una configurazione con testata convenzionale.
A completare il quadro dei missili impiegati dal B-52 va ricordato il McDonnell ADM-20 Quail, un missile-civetta che produceva una falsa immagine radar simile a quella del bombardiere, allo scopo di confondere le difese nemiche. Ogni B-52, normalmente, ne poteva trasportare quattro.

## Utilizzatori

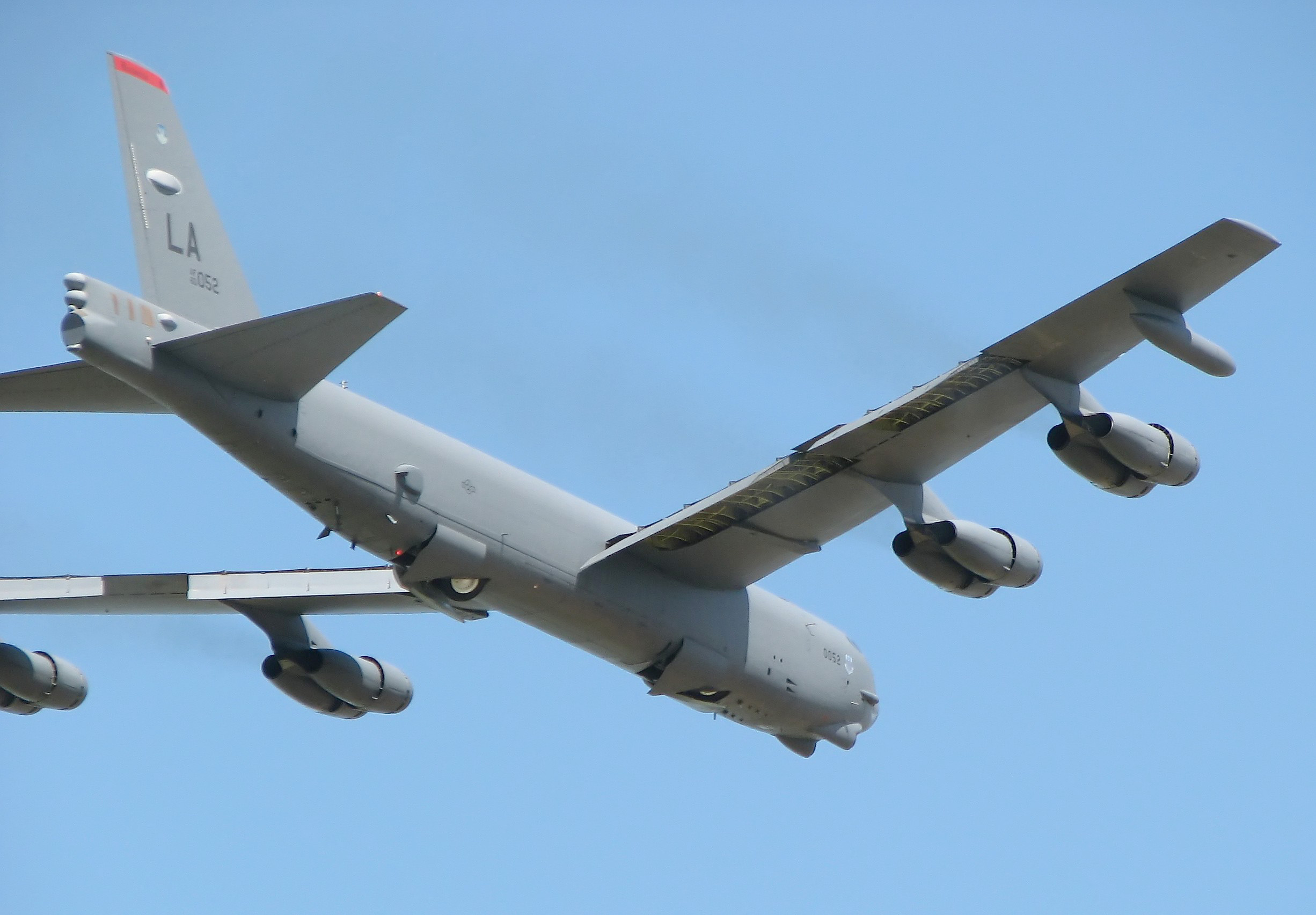
Vista posteriore di un B-52H durante la retrazione dei carrelli. La scritta LA e la striscia rossa sull'impennaggio identificano il velivolo come del 96th Bomb Squadron del 2nd Bomb Wing con base alla Barksdale AFB, Louisiana.

Stati Uniti
- USAF

77 B-52H in servizio al marzo 2021, in quanto due esemplari sono stati riportati in condizioni di volo dall'AMARG nello stesso mese e nel settembre 2016.
Il B-52 è schierato attualmente solo su tre basi USAF ed equipaggia tre stormi e un centro prove.
- Air Force Flight Test Center - Edwards AFB, California
- 2nd Bomb Wing - Barksdale AFB, Louisiana
  - 11th Bomb Squadron (B-52H, Tail Code: LA, striscia sul timone color oro)
  - 20th Bomb Squadron (B-52H, Tail Code: LA, striscia sul timone color blu)
  - 96th Bomb Squadron (B-52H, Tail Code: LA, striscia sul timone color rosso)
- 5th Bomb Wing - Minot AFB, North Dakota
  - 23d Bomb Squadron (B-52H, Tail Code: MT, striscia sul timone color rosso)
  - 69th Bomb Squadron (B-52H)
- 307th Wing (AFRES) - Barksdale AFB, Louisiana
  - 93d Bomb Squadron (B-52H, Tail Code: BD, striscia sul timone a scacchi color arancio - blu)
  - 343d Bomb Squadron (B-52H, Tail Code: BD, striscia sul timone a scacchi color arancio blu)

## Livree
I B-52 Stratofortress hanno portato livree, mimetiche e non, di vario tipo, legate sia all'evoluzione generale della filosofia che governa le colorazioni degli aerei militari, sia sulla base di specifiche esigenze di teatro.
I prototipi ed i B-52A erano verniciati in color alluminio, il cosiddetto Natural Metal, anche se in realtà si trattava di verniciatura Silver FS-17178. A partire dai B-52B fu introdotta la livrea "nucleare", con tutte le superfici inferiori, le gondole dei motori e i serbatoi ausiliari in White FS-17875, con l'intenzione di proteggere la cellula dal "flash" delle esplosioni nucleari.
Nel corso delle operazioni in Vietnam l'USAF introdusse il suo "three-tone camouflage" che, normalmente, prevedeva tutte le superfici superiori e laterali con grandi aree in Green FS-34079, Green FS-34102 e Tan FS-30219, cioè verde scurissimo, verde scuro e nocciola, mentre le superfici inferiori erano in Grey FS-36622 che, nonostante la denominazione, era di fatto bianco. Sull'esempio di quanto aveva fatto il Bomber Command della RAF durante la Seconda Guerra Mondiale per ridurre la visibilità dei bombardieri durante le operazioni notturne, tutte le superfici ventrali, buona parte di quelle laterali ed i piani verticali furono ricoperti in Black FS-17038.
Inoltrandosi nel conflitto, gli Stratofortress erano stati nuovamente riverniciati secondo un diverso schema e con altre tonalità, avendo ricevuto la versione "chiara" della mimetizzazione impiegata in quel teatro e concepita per gli FB-111A dello Strategic Air Command composta da Dark Green FS-34079, Medium Green FS-34159, Tan FS-30201 con superfici inferiori Light Gray FS-36522; in pratica, lo schema era quello tradizionale ma un verde ed il nocciola erano più chiari di quelli che apparivano sugli aerei da caccia. Terminato l'impiego nel conflitto vietnamita, in sede di revisione, i bombardieri erano passati alla colorazione Europe 1 Medium Variant in Grey FS-36118, Green FS-34092 e Green FS-34102, una mimetica piuttosto cupa, idonea a rendere meno visibili i bombardieri in volo su un paesaggio continentale.
Ormai da diversi anni, tutte le macchine in servizio sono passate alla colorazione tipica dei plurimotori di prima linea in Grey FS-36118, cioè un grigio ardesia piuttosto scuro.

## Cinematografia e arte
A causa del suo lunghissimo periodo di servizio il B-52 è divenuto uno degli aerei militari contemporanei più conosciuti e popolari. Di conseguenza, esso è divenuto nel corso degli anni oggetto di ispirazione in diversi settori della cultura popolare e della cinematografia. Già nel 1957 fu presentato il primo film intitolato I giganti toccano il cielo (B-52 Bomber) interamente dedicato al B-52, con il protagonista interpretato dall'attore Karl Malden. Poi nel 1963, La veglia delle aquile interpretato da Rock Hudson.
Sempre tra i film più famosi nei quali il B-52 ha avuto un ruolo centrale spicca certamente il celeberrimo film girato nel 1963 diretto da Stanley Kubrick, Il dottor Stranamore - Ovvero: come ho imparato a non preoccuparmi e ad amare la bomba, mentre tra i documentari dedicati a questo aereo va invece citato il film documentario di Hartmut Bitomskys intitolato B-52 per il quale il regista ricevette una nomina per l'Adolf-Grimme-Preis.
Nel film "Apocalypse Now" del 1979 diretto da Francis Ford Coppola, durante la risalita del fiume da parte del Capitano Willard e del suo equipaggio, la barca passa sotto la coda di un B-52 abbattuto dai Nord Vietnamiti.
Nel 1976 un gruppo rock statunitense scelse come proprio nome The B-52's in onore alle capigliature dei due membri femminili del complesso che all'epoca portavano un'acconciatura all'ultima moda nota negli Stati Uniti anche come taglio al B-52. Infine va ancora citato un popolare cocktail che porta il nome B-52, anche se in questo caso non è noto se il nome di questa bevanda si ispiri all'aereo militare o se abbia origini diverse.

### Testi di riferimento
- AA.VV. (a cura di), L'Aviazione - grande enciclopedia illustrata, Novara, Istituto Geografico De Agostini, 1983.
- (EN) Malcolm J. Abzug, Larrabee, E. Eugene, Airplane stability and control, Cambridge, Cambridge University press, 2002 (archiviato dall'url originale il 3 marzo 2012).
- (DE) Hans Jürgen Becker, Nasa, Luftfahrt und bahnbrechende Entwicklung, Stuttgart, Motorbuch Verlag, 2005, ISBN 3-613-02470-5.
- (DE) Jochen K. Beeck, Wilfried Kopenhagen, Das große Flugzeugtypenbuch, Stuttgart, Motorbuch Verlag, 2005, ISBN 3-613-02522-1.
- (EN) Walter Boyne, The Best of Wings Magazine, Brassey's international, 2001.
- (EN) Stephen Budiansky, Air power: the men, machines, and ideas that revolutionized war, from Kitty Hawk to Gulf War II, New York, Viking, 2004, ISBN 0-670-03285-9, ..
- (DE) Christopher Chant, 'Flugzeug Prototypen, vom Senkrechtstarter zum stealth Bomber, Stuttgart, Motorbuch Verlag, 1992, ISBN 3-613-01487-4.
- (EN) David C. Cooke, How Airplanes are Made, New York, Dodd, Mead & Company, 1956.
- (EN) Ron Dick, Patterson, Dan W., Aviation Century War and Peace in the Air (Aviation Century), Eden Prairie, Ontario, Boston Mills Press, 15 settembre 2006, ISBN 1-55046-430-2.
- Dicorato, Giuseppe (a cura di), Storia dell'Aviazione, Milano, Fratelli Fabbri, 1973.
- (EN) David Herbert Donald, The Encyclopedia of World Aircraft, Etobicoke, Ontario, Canada, Bookmart, 1997, ISBN 1-85605-375-X.
- (EN) Kelly Flynn, Proud to Be: My Life, the Air Force, the Controversy, New York, Random House, 1977, ISBN 0-375-50109-6.
- (EN) R.F Futrell, Greenhalgh, W.H; Grubb, C.; Hasselwander, G.E.; Jakob, R.F.; Ravenstein, C.A, Aces and Aerial Victories: The United States Air Force in Southeast Asia 1965-1973, University Press of the Pacific, 1976, ISBN 0-89875-884-X.
- (DE) R. G. Grant, Fliegen - die Geschichte der Luftfahrt, Starnberg, Dorling Kindersley Verlag, 2003, ISBN 3-8310-0474-9.
- (EN) Rebecca Grant, Return of the bomber, Air Force Association, febbraio 2007.
- (EN) Tony T. Kern, Darker Shades of Blue: The Rogue Pilot, McGraw-Hill Professional Publishing, 1999, ISBN 0-07-034927-4.
- (EN) Marcelle Size Knaac, Post Encyclopedia of Us Air Force Aircraft and Missile System: Post-World War II Bombers 1945-1973 (Vol 2) (PDF), Washington, DC, Office of Air Force History, 1988, ISBN 0-16-002260-6 (archiviato dall'url originale il 25 ottobre 2007).
- Jon Lake, B-52 Stratofortress Units in Combat 1955-1973, Midland House, Osprey Publishing, 2004.
- (DE) Gerhard Lang, Militär-Jet, GeraMond Verlag, 2006, ISBN 3-7654-7035-X.
- (EN) John Morocco, Rain of Fire: Air War, 1969-1973, Boston, Boston Publishing Company, 1985.
- (EN) Shawn M. Mulligan, Mulligan's Bar Guide, Harper Collins, 2005.
- (EN) Scott Douglas Sagan, The limits of safety: organizations, accidents, and nuclear weapons, Princeton, N.J., Princeton University Press, 1993, ISBN 0-691-03221-1.
- (EN) Earl H. Tilford, Setup: What the Air Force Did in Vietnam and Why, Maxwell Air Force Base AL, Air University Press, 1991.
- (EN) John A Tirpak, Washington Watch, in Air Force Magazine, 2006, ISSN 0730-6784.
- (EN) U.S. General Accounting Office, Air Force Depot Maintenance: Information on the Cost-Effectiveness of B-1 and B-52 Support Options., Washington D.C., set 1997.
- (EN) Marti Zamorano, B-52 synthetic fuel testing: Center commander pilots first Air Force B-52 flight using solely synthetic fuel blend in all eight engines, in Aerotech News and Review, 22 dicembre 2006.

### Altri testi
- (EN) Peter M. Bowers, Boeing B-52A/H Stratofortress. Aircraft in Profile, Volume 13, Windsor, Berkshire, UK, Profile Publications Ltd., 1973,  pp. 241-265, ISBN 0-85383-022-3.
- (EN) Larry E. Davis, B-52 Stratofortress in action, Carrollton, Texas, Squadron/Signal Publications, 1992, ISBN 0-89747-289-6.
- (EN) Lou Drendel, B-52 Stratofortress in Action - Aircraft No. 23, Carrollton, Texas, Squadron/Signal Publications.
- (EN) Jeffrey L. Ethell, B-52 Stratofortress, London, Arms and Armour, 1989, ISBN 0-85368-937-7.
- (EN) Lori S. Hawthorne-Tagg, Development of the B-52 - The Wright Field Story, Wright-Patterson AFB, Ohio, Aeronautical Systems Center History Office, 2004.
- (DE) Gerhard Lang, Militär-Jets, Geschischte, Technik, Typen, GeraMond Verlag, 2004, ISBN 3-7654-7035-X.
- (EN) Alwyn T. Lloyd, B-52 Stratofortress: In Detail and Scale, Blue Ridge Summit, Pennsylvania, Tab Books, 1988, ISBN 0-8306-8037-3.
- (EN) L. Michel Marshall, The eleven days of Christmas: America's last Vietnam battle, San Francisco, Encounter Books, 2002, ISBN 1-893554-24-4.
- Tamar A. Mehuron, 2007 USAF Almanac - Equipment, in Air Force Magazine, Journal of the Air Force Association, vol. 90, n. 5, maggio 2007, ISSN 0730-6784.
- (EN) Tony Thornborough, Davies.Peter E., Boeing B-52. Stratofortress, Marlborough, Crowood Press, ISBN 1-86126-113-6.
- (EN) Jim Winchester, Military Aircraft of the Cold War - the Aviation Factfile, London, Grange Books, ISBN 1-84013-929-3.

### Siti web
- (EN) Associated Press, Spain, U.S. Agree to Radioactivity Cleanup 40 Years After Atomic Accident, su foxnews.com, 8 ottobre 2006. URL consultato il 12 luglio 2011 (archiviato dall'url originale il 21 ottobre 2012).
- (EN) Baugher, Joe, Service of Boeing B-52G Stratofortress, su joebaugher.com, home.att.net. URL consultato il 12 luglio 2011.
- (EN) Baugher, Joe, Service of Boeing B-52G Stratofortress, su joebaugher.com, home.att.net. URL consultato il 12 luglio 2011.
- (EN) Baugher, Joe, Service of Boeing B-52D Stratofortress, su joebaugher.com, home.att.net. URL consultato il 12 luglio 2011.
- (EN) Baugher, Joe, Boeing XB-52/YB-52 Stratofortress, su joebaugher.com, home.att.net. URL consultato il 12 luglio 2011.
- (EN) Baugher, Joe, Boeing B-52A Stratofortress, su joebaugher.com, home.att.net, 9 dicembre 2012. URL consultato il 12 febbraio 2021 (archiviato dall'url originale il 16 luglio 2020).
- (EN) BBC, Mystery of lost US nuclear bomb, su news.bbc.co.uk, bbc.co.uk. URL consultato il 12 luglio 2011.
- (EN) Boeing, The Boeing Logbook: 1952-1956 15 April 1952, su boeing.com. URL consultato il 12 luglio 2011.
- (EN) Check-Six, The Crash of 'Czar 52', su check-six.com, 2007. URL consultato il 12 luglio 2011.
- Christensen, Svend Aage, The Marshal's Baton. There is no bomb, there was no bomb, they were not looking for a bomb. Crash of a B-52 bomber near Thule Air Base in Greenland, su diis.dk, Danish Institute for International Studies - DIIS, 2009. URL consultato il 12 luglio 2011 (archiviato dall'url originale il 17 agosto 2009).
- corriere.it, La Bbc rivela: «Nel '68 gli Usa persero una bomba atomica in Groenlandia», su corriere.it. URL consultato il 12 luglio 2011.
- Easterbrook, Gregg, Why the Pentagon doesn't want you to know its bombers finally work. - By Gregg Easterbrook - Slate Magazine, su slate.com. URL consultato il 12 luglio 2011.
- (EN) ejectionsite.com, B-52 Egress System, su The ejection site, ejectionsite.com. URL consultato il 24 giugno 2009.
- (EN) fas.org, AN/ALQ-117 PAVE MINT active countermeasures set, su fas.org. URL consultato il 12 luglio 2011 (archiviato dall'url originale il 21 aprile 2010).
- (EN) fas.org, ALQ-172, su fas.org. URL consultato il 12 luglio 2011.
- (EN) globalsecurity.org, B-52B, su globalsecurity.org. URL consultato il 12 luglio 2011.
- (EN) globalsecurity.org, B-52D, su globalsecurity.org. URL consultato il 12 luglio 2011.
- (EN) globalsecurity.org, B-52F, su globalsecurity.org. URL consultato il 12 luglio 2011.
- (EN) globalsecurity.org, B-52 specifications, su globalsecurity.org. URL consultato il 12 luglio 2011.
- (EN) globalsecurity.org, B-52 Stratofortress Description, su globalsecurity.org. URL consultato il 12 luglio 2011.
- (EN) globalsecurity.org, B-52 Stratofortress Upgrades, su globalsecurity.org. URL consultato il 12 luglio 2011.
- (EN) Goebl, Greg, B-52 Evolution, su airvectors.net. URL consultato il 21 giugno 2009.
- (EN) jetbombers.com, Test Flight Wichita - B52 Testing, su jetbombers.com. URL consultato il 24 giugno 2009.
- (EN) Lahr,Ray, Story of B52 That Landed With Rudder and Most of Tail Gone, su usread.com, 30 marzo 2002. URL consultato il 12 luglio 2011.
- (EN) NASA, NASA's B-52B Retires, su nasa.gov. URL consultato il 12 luglio 2011 (archiviato dall'url originale il 28 febbraio 2023).
- (EN) NASA, The Long-Lived Stratofortress, su Quest for Performance: The Evolution of Modern Aircraft, nasa.gov. URL consultato il 24 giugno 2009.
- (EN) Nautilus Institute, History of the Custody and Deployment of Nuclear Weapons: July 1945 to September 1977 (PDF), su oldsite.nautilus.org. URL consultato il 3 giugno 2009.
- (EN) Nautilus Institute, US Nuclear Weapons Deployments Disclosed, su nautilus.org. URL consultato il 3 giugno 2009 (archiviato dall'url originale il 5 giugno 2009).
- (EN) NorthropGrumman, Northrop Grumman Contin, su es.northropgrumman.com. URL consultato il 12 luglio 2011 (archiviato dall'url originale il 7 dicembre 2011).
- (EN) nukestrat.com, Butterknife V Thule Route (PDF), su nukestrat.com. URL consultato il 12 luglio 2011.
- (EN) The Guardian, Bloody evidence of US blunder, su World news, The Guardian. URL consultato il 12 luglio 2011.
- (EN) USAF Museum, SAC AIRBORNE ALERT, su nationalmuseum.af.mil. URL consultato il 12 luglio 2011 (archiviato dall'url originale il 14 gennaio 2009).
- (EN) USAF Museum, BOEING YB-52, su nationalmuseum.af.mil. URL consultato il 12 luglio 2011 (archiviato dall'url originale il 18 agosto 2011).
- (EN) USAF Museum, BOEING XB-52, su nationalmuseum.af.mil. URL consultato il 12 luglio 2011 (archiviato dall'url originale il 3 marzo 2011).
- (EN) White, Josh, In error, B-52 flew over U.S. with nuclear-armed missiles., su Washington Post, 6 settembre 2007. URL consultato il 12 luglio 2011.
- wordorigins.org, Wordorigins.org, wordorigins.org. URL consultato il 12 luglio 2011 (archiviato dall'url originale il 7 dicembre 2011).